# Ló
A ló (Equus caballus) az emlősök (Mammalia) osztályának a páratlanujjú patások (Perissodactyla) rendjébe, ezen belül a lófélék (Equidae) családjába tartozó faj. Ma már csak háziasított vagy háziasítottból visszavadult formáiban ismert. Legközelebbi rokona a vadló (Equus ferus). Egyes nézetek szerint a ló és a vadló egyazon faj, az Equus ferus eltérő alfajai. Ebben az esetben a ló fogalmát tágabban használjuk, amelybe beleértjük a vadlovat is, amelytől a háziasított alfajt a házi ló névvel különböztetjük meg (Equus ferus caballus).
A nyílt, ritkás növényzetű területekhez alkalmazkodott, ahol a párosujjú patások és más nagy testű növényevők nem élnek meg. A páratlan ujjú patások fénykorukat a harmadidőszakban élték; akkoriban 14 családjuk volt, de ezek közül csak három érte meg a jelenkort: a lófélék, a tapír és az orrszarvúak.
Ma a legtöbb ló háziasított, vagy legalábbis háziasított ősöktől származik, még a vadon élő lovak legtöbbje is. Háziasítása Közép-Ázsiában, a botaji kultúrában kezdődött, nagyjából 4000 évvel ezelőtt, majd a mai Dél-Oroszország, illetve Mezopotámia területén folytatódott. Az első feljegyzések a lovak hadászati célú hasznosításáról szólnak.
A nomádoknál, köztük a honfoglaló magyaroknál szokásos volt a lovas temetkezés, a lovat részben vagy egészben eltemették gazdájával. A kereszténység felvétele után ez jelképessé vált. A kelták szintén áldoztak lovat. A germánok és a szlávok jósoltak a lovak viselkedéséből. Az ókori görögök először csak harckocsikat vontattak lóval, később maguk is lóra szálltak. Tudatos tenyésztéssel egyre nagyobb lovakat tenyésztettek ki. Amit a lovakról tudtak, azt Xenophón foglalta össze. A rómaiak patkolták a lovaikat, feltehetőleg a keltáktól vették át. A kengyel használatát az avarok terjesztették el. A szarmaták már Kr.e. 365-ben használtak nyerget, sarkantyút és kengyelt.
A középkorban átvett kínai találmány, a járom az erőkifejtés helyét a nyakról a vállakra és a mellrészre helyezte át, amivel a ló hatékony húzóerővé vált. A lovagkorban a legtöbb helyen drága volt a hátasló, de Magyarországon még ekkor is sok ló élt. A lótenyésztés egyik célja a nagy termetű, erős lovak lettek; a lovagkor után belőlük lettek a barokk lovak, amiket főként parádézásra használtak. A spanyolok lovakat vittek Amerikába, ami több indián törzs életmódját megváltoztatta. 
A legtöbb ismert fajta tenyésztése legkorábban a 16. századra megy vissza. Kevés fajta öregebb ennél, ilyen például az arab telivér. Az arabok szóban adták tovább lovaik származását. Az első írott törzskönyvek karthauzi szerzetesektől származnak Dél-Spanyolországból.
A történelem során a ló inkább munka- és fegyvertárs volt, mint táplálék. Különböző célokra különböző fajtákat tenyésztettek ki, amelyek vérmérsékletük szerint több típusba tartoznak. Lehetnek hidegvérűek, melegvérűek, nemesvérűek, pónilovak. Használták és ma is használják őket munkához, harchoz, sporthoz és szabadidős tevékenységekhez. Sok helyen a lovak munkáját gépek vették át, de vannak olyan körülmények, ahol a ló még mindig jobban megfelel a célnak, mint egy gép, ezért ott lovakkal dolgoznak. A lovaglás mind fizikai, mind mentális, mind lelki állapotunkra gyógyító hatással bír.
A legrégibb ismert lóábrázolások 30 ezer évesek, a dél-franciaországi Chauvet-barlangban találhatók Vallon-Pont-d’Arc közelében. A lovasnépek számos ábrázoláson örökítették meg lovaikat. Megtalálhatjuk őket ősi hun–szkíta királysírokban, Kínában, vagy Oroszországban. Kiemelkedő helyet foglaltak el különböző népek vallásaiban, mind hátasként, mind kocsihúzóként, mind önmaguk jogán.

## Elnevezések
A lovak elnevezései:
- A felnőtt nőstény: kanca. Hagyományosan a kancákat nem lovagolták, tenyésztésre használták őket.[6]
- A felnőtt hím: mén vagy csődör
- A fiatal állat 5 éves korig: csikó
- A csődöröket gyakran kiherélik. Régebben a fiatalon, 6-10 hónaposan herélt mén volt a herélt, az idősebb korban herélt ló hagyományos neve paripa,[7] de újabban mindegyiket csak heréltnek nevezik.[8] Paripa elnevezés alatt manapság pedig egyszerűen csak lovat értenek.[9][10]
- Ha a rejtett heréjű ménnek nem találták meg a másik heréjét, és csak a könnyen hozzáférhetőt vették ki, akkor komor ló vált belőle.
- A hermafrodita ló neve a csira.
- A csikók évszámát azzal fejezik ki, hogy hányadik füvet legeli a csikó. Így van szó elsőfű, másodfű, … csikóról. Az elsőfű csikót szokták éves csikónak is hívni.[7]
- A paci a ló gyermeknyelvi megfelelője.

## A ló története

### Törzsfejlődése

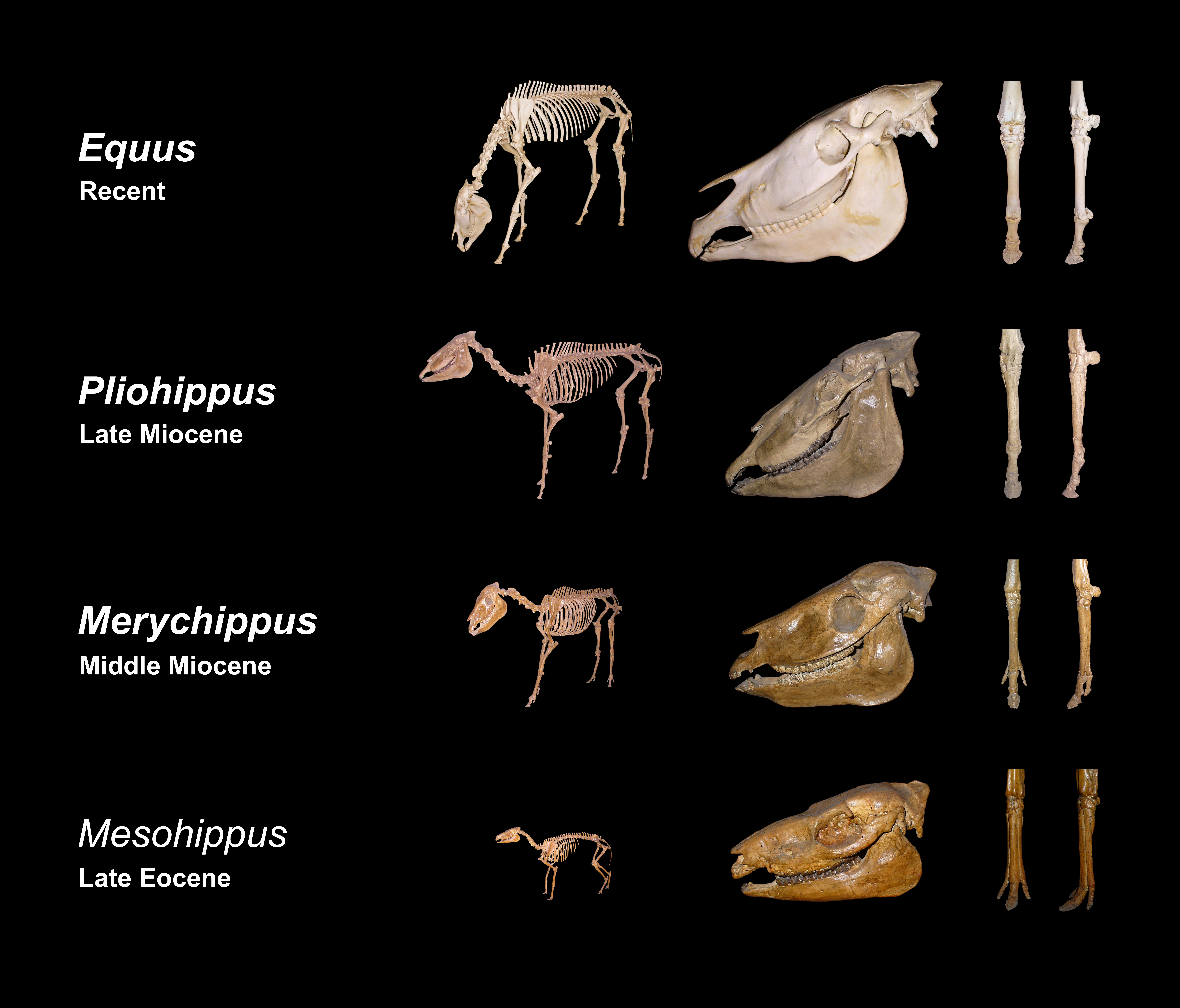
Balról jobbra: Növekedés, a koponya biometrikus változásai, és az ujjak számának csökkenése

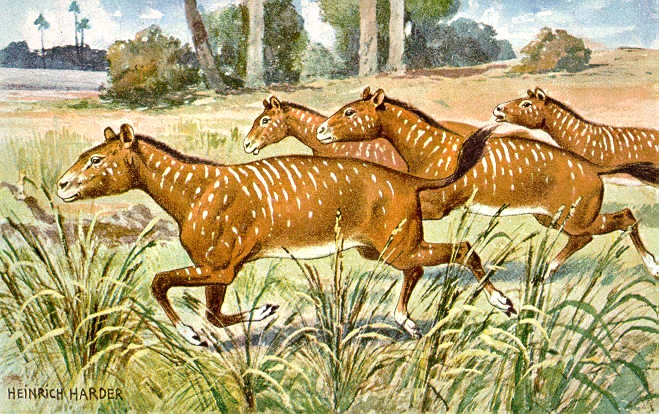
Mesohippus (Heinrich Harder, 1920)

A ma ismert ló (Equus caballus vagy Equus ferus caballus) hosszú törzsfejlődés során vált olyanná, amilyennek ma ismerjük. Ez a törzsfejlődés több mint 60 millió évre nyúlik vissza. Az első „ősló”, az Eohippus a 75 millió évvel ezelőtt élt Condylarthrus fajok egyikéből fejlődött ki, melyek a kutyánál nem voltak nagyobbak, lábaikon öt-öt ujj volt, és minden ujjukon pataszerű, elszarusodott képződményt viseltek. Később a ló evolúciójában a legjelentősebb változás a láb átalakulása volt (az ujjak folyamatos visszafejlődésével).
A lófélék törzsfejlődésének lépései:
- Eohippus:

Körülbelül 60 millió éve, a paleocén korban jelent meg. Első lábain négy-négy, míg a hátsókon már csak három-három ujja volt. Ujjaikon a kutyákéhoz hasonló ujjpárnák voltak (Ezek maradéka a ló lábán látható ún. szarugesztenye vagy szarusarkantyú.) Átlagos magassága 36 cm lehetett (több különböző méretű változat is létezett. A legkisebb 25 cm, míg a legnagyobb 50 cm magas lehetett.). Élőhelyei feltételezhetően laza talajú őserdők, vízpartok és iszapos területek voltak. Fogazata alapján lombevő volt, az alacsonyabb cserjék és az aljnövényzet leveleit ehette, de már megjelentek a fűevésre való áttérés kezdeti jelei. Szőrzetének színe nem ismert, de életmódja alapján a tudósok leginkább a szarvashoz hasonló, barna, pettyes bundával képzelik el.
- Mesohippus és Miohippus:

Körülbelül 25-40 millió éve az oligocén korban jelentek meg. A Mesohippus és a valamivel fejlettebb Miohippus két hasonló, és részben egymást követő időben élt ősló volt. Mind a négy lábukon három ujjuk volt, közülük a valamivel vastagabb középsőre nehezedett a legnagyobb súly. Táplálékuk kezdetben leginkább puha lombú fák és cserjék hajtásai voltak. 10-25 millió évvel ezelőtt, a miocén korban az őserdőket szavannák, sztyeppék váltották fel, amihez az állatok úgy alkalmazkodtak, hogy fogazatuk egyre inkább alkalmassá vált a fűfélék fogyasztására, valamint nyakuk megnyúlt, így kényelmesen elérték a füvet. Szemük helye is megváltozott, a fej oldalára tolódott el, emiatt látóterük megnőtt (bár a binokuláris látómező csökkent), így könnyebben észrevették a közeledő ragadozókat.
- A Merychippus a Miohippus-ból alakult ki. Még mindig több ujja volt, de már a testsúly nagy része a középső ujjon volt. Lábain már pata volt.

- APliohippus körülbelül 6 millió éve jelent meg. Az első ősló, melynek minden lábán egy ujj volt. Ujjain a mai lovakéhoz teljesen hasonló pata volt.[13]

- A Equus caballus körülbelül 1 millió évvel ezelőtt jelent meg. Nem más, mint a ma élő ló. Később több változat is kialakult.[13]

A közhiedelemmel ellentétben a zebra a lófélék családjában nem a lovakhoz, hanem a szamarakhoz tartozik.
15 ezer évvel ezelőtt a vadló elterjedt volt Észak-Amerikában, Európában és Ázsiában. Észak-Amerikából a jégkorszak vége után tűnt el, ami egybeesik az ember megjelenésével. Azonban nem hibáztatják egyedül az embert emiatt. Az éghajlatváltozás miatt a füves puszták helyét tundra foglalta el, a ló számára tele élvezhetetlen növényekkel.

### Vadlovak

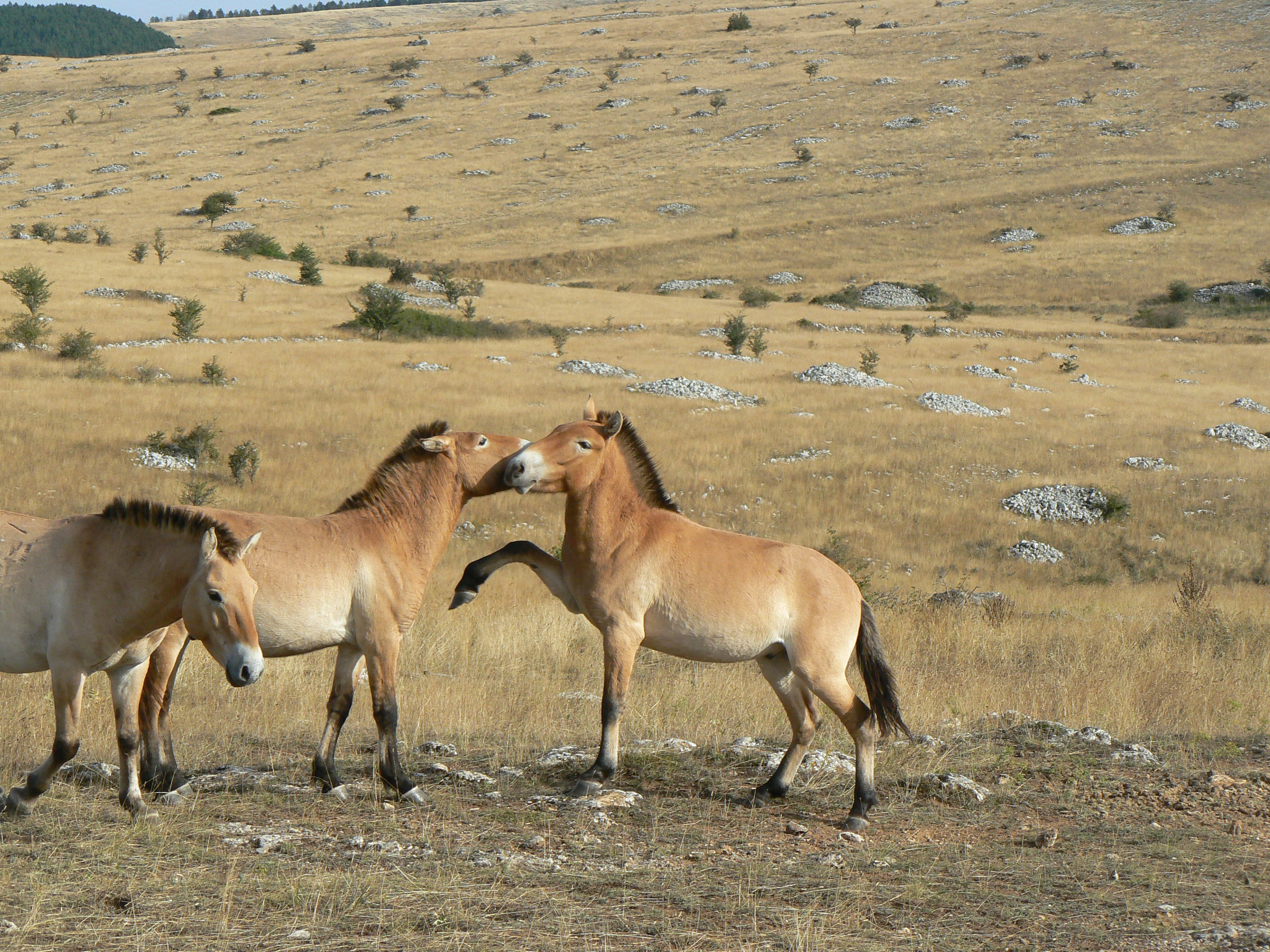
Przsevalszkij-lovak kis csapata

A ló egy alfaja vagy faja akkor tekinthető igazi vadlónak, ha ősei közül egy sem volt háziasítva. A legtöbb ma élő vadló nem felel meg ennek a feltételnek. Ők visszavadult lovaknak tekinthetők, amik ősei megszöktek a háziasított ménesekből. Csak három valódi vadlófajta élte túl a jégkorszakot, és közülük is csak az egyik él még ma is. A már kihalt a tarpán és a nyugat-európai vadló, a ma még élő a Przsevalszkij-ló. A tarpán a Dnyeper alsó folyásánál élt, és az orosz parasztok irtották ki, mivel a háziasított kancák a vad ménesekhez csatlakoztak.
A Przsevalszkij-ló (Equus ferus przewalskii) Nyikolaj Przsevalszkijról kapta nevét. Ritka; más elnevezései mongol vadló vagy ázsiai vadló. A mongolok taki, a kirgizek kirtag néven ismerik. 1969 és 1992 között vadon kihaltnak tekintették, és csak egy maroknyi maradt belőle állatkertekben. Közös erőfeszítéssel és tervszerű tenyésztéssel 1992-ben visszaengedték a vadonba. Most már Mongóliában is szaporodnak, amellett, hogy az állatkerti állomány is tovább él. Magyarországon a Hortobágyi Nemzeti Parkban a Pentezugban tenyésztenek vadlovakat, ami a terület természetvédelmi fenntartásához is hozzájárul. Itt él az alfaj vagy faj második legnagyobb állománya.
A tarpán (Equus ferus ferus), avagy európai vadló Európában és Ázsiában élt. 1909-ben halt ki, amikor az utolsó példány elpusztult egy orosz állatkertben. Így a genetikai vonal elveszett. Erőfeszítések történtek az újratenyésztésére, de mivel a vérvonal elveszett, végeredményként olyan lovak születtek, amelyek külsőleg ugyanolyanok, mint a tarpán, de nem igazi vadlovak.
Néha felröppennek hírek arról, hogy vadlovak elszigetelt csoportjára találtak, de általában bebizonyosodik, hogy háziasított, vagy visszavadult lovakról van szó. Például a tibeti Riwoche-lovat is vadlónak tartották, de a genetikai tesztek nem mutattak ki jelentősebb eltérést a háziasított fajtáktól. A portugál sorraia fajtáról azt gyanították, hogy a tarpán közvetlen leszármazottja, de a tesztek ezt cáfolták.

### Visszavadult lovak

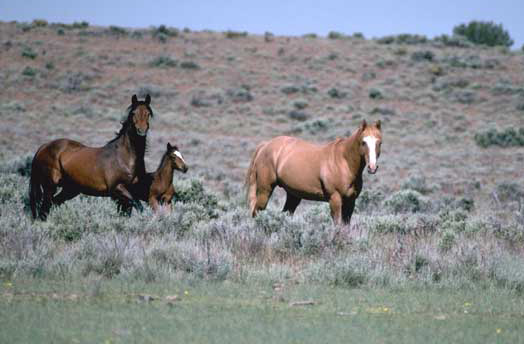
Musztáng kanca, csikó és mén

A visszavadult lovak háziasított ősöktől származnak, de vadon élnek. Több populációjuk van világszerte. Tanulmányozásuk hasznos betekintést enged a történelem előtti lovak életébe, és segít jobban megérteni a ló ösztöneit és viselkedését. Az emberi társadalmak megértéséhez is hasznos lehet.
Számos helyen tartanak félvad körülmények között lovakat. Erre példák az Egyesült Királyságban Dartmoor és New Forest, ahol a lovaknak van gazdájuk, de idejük nagy részét vad körülmények között, a természetben töltik. Gazdájuknak gyakran fizetniük kell a legeltetésért. Hasonlóan élnek Franciaországban a camargue-i lovak is.

### Más lófélék
A ló mellett az Equus nem hét másik faja tartozik az Equidae családhoz. Ezek: a házi szamár (Equus asinus), a hegyi zebra (Equus zebra), az alföldi zebra (Equus quagga), a Grévy-zebra (Equus grevyi), a kiang (Equus kiang) és az onager (Equus hemionus).
Ezek a fajok keresztezhetők is a lóval. A legismertebb hibrid az öszvér, amiből kétfélét különböztetnek meg aszerint, hogy az anyja vagy az apja volt-e ló. A zebrákkal keresztezve zebroidok születnek. Ezek a hibridek többnyire terméketlenek, és csak ritkán tudnak szaporodni.

### A ló háziasítása

Asszurbanipál lovas vadászaton (Ninive, Kr. e. 640 körül

A ló háziasítása a korai civilizációk idején, nagyjából 4000 évvel ezelőtt, Közép-Ázsiában kezdődött (botaji kultúra), majd a mai Dél-Oroszország, illetve Mezopotámia területén folytatódott. Északnyugat-Európában Kr. e. 2000 körül hirtelen megnőtt a lócsontok mennyisége, ami a háziasított ló elterjedésére utal. 2100 körülről a Szintasta- és a Petrovka-kultúrák kétségtelen bizonyítékot szolgáltattak lóvontatta kocsikról készített sziklarajzaikkal. A nomád lótartók hamarosan rájöttek, hogy lovon szállíthatják felszerelésüket, elkezdték tehát málhás lovakként használni őket. Nyugat- és Közép-Európában körülbelül 700 óta, a vaskortól használják a lovat hátasállatként. Kínában és Indiában Kr. e. 4000 körültől tenyésztik a lovat, és Kr. e. 1000 körül már különféle fajtákat írtak le.
A genetikai összehasonlító vizsgálatok szerint az Y kromoszómák néhány csődörtől származnak A mitokondriumhoz képest az Y-kromoszóma változatossága szegényes.
A mitokondriális DNS szerint a törzstípusok 77 kancára vezethetők vissza. Ez azt jelenti, hogy a lovat több helyen, több alkalommal, egymástól függetlenül háziasították. 2012-ben további genetikai elemzések azt mutatták, hogy a háziasítás az eurázsiai sztyeppén történt, és a többi vonal későbbi keresztezések eredménye.Vera Warmuth, et al. (2012. május 7.). „Reconstructing the origin and spread of horse domestication in the Eurasian steppe. In: PNAS”.
Az általános eljárás az lehetett, hogy vad kancákat illesztettek be a már háziasított ménesbe. Erre utal az, hogy az egyes mitokondriumvonalak elterjedése területhez kötött. A háziasítás további jele a rejtőszín elvesztése és a szín változatossá válása. A lónál ez Kr. e. 5000 és 3000 között következett be.
A több központú háziasításra utalnak az ellentmondásos leletek is. A ló genetikai változatossága mindkét tesztcsoportban ugyanakkora volt, ami szintén több központú háziasításra utal; mert, ha egyetlen központ lenne, akkor attól távolodva a változatosság csökkenne. A háziasított ménesekhez újabb vad kancákat hoztak, innen a nagy nőági és a kis férfiági változatosság. Egyes kihalt fajták közelebb álltak a maiakhoz, mint egyes maiak egymáshoz.
James Cossar Ewart, Ruy d'Andrade, John Gilmer Speed, Etherington, Edward Skorkowski, Ebhardt, Schäfer és néhány más kutató szerint a lovak különböző típusai a vadló négy különböző alfajából alakultak ki, amelyek különböző korokban, egymástól függetlenül érkeztek Eurázsiába. Genetikai vizsgálatok nem támasztották alá ezt az elképzelést. Egy másik elgondolás szerint egy fajból alakultak ki, és a különbségek csak a szelektív tenyésztés eredményei. Végül azonban ezt is elvetették.

#### Ókori keleti birodalmak
Az ókori keleti birodalmakban, mint az asszíroknál, a hettitáknál és a hurriknál a ló előnyt jelentett a háborúban is, mint kocsivonó és hátas állat. Kikkulinál találtak egy leírást a lovak kiképzéséről. Krisztus előtt 1700 körül a hükszoszok nomád népe lóhátról hódította meg Egyiptomot, ahol még nem ismerték a lovat. Ezután Egyiptomban is használtak lovat, de nem lovaglásra, hanem kocsizásra.

#### Sztyeppe

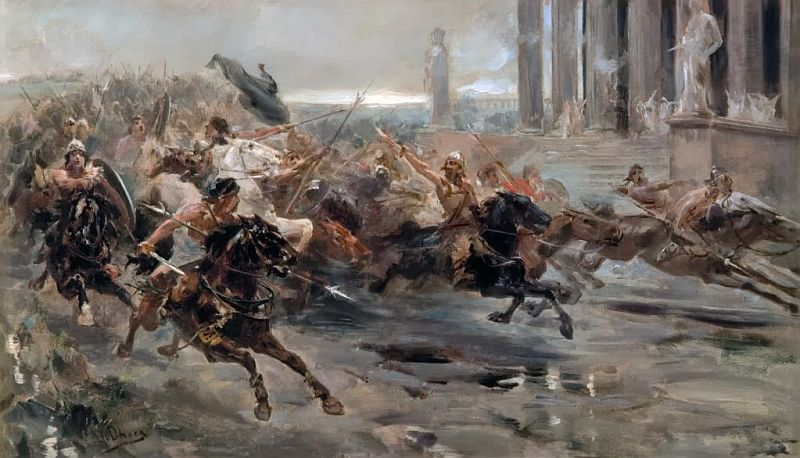
Ulpiano Checa: Barbárok inváziója (festmény, 19. század)

Gyakran az ukrajnai Derijivkát nevezik a legrégebbi lelőhelynek, ahol a ló háziasítására utaló leleteket találtak. David Anthony lófogakat talált, amelyeken a zabla nyomot hagyott; ezeket a Szrednyij Sztog-kultúrának tulajdonította Kr. e. 4000 körülről.(Anthony, 1986, 1991) A kormeghatározást a centrifugával végzett vizsgálatok cáfolták, és korukat Kr. e. 700 és 200 közé helyezték.
A szarmatákról tudott, hogy Kr. e. 365-ben már használtak nyerget, sarkantyút és kengyelt. A Kr. e. 3. századtól több helyen is kezdtek nyerget használni, de kengyel nélkül. Korábban az asszíroktól kezdve csak patrac jellegű nyergeken lovagoltak, vagy szőrén ülték meg a lovat. A görög Sztrabón nem sokkal később a szkíták lovaglóművészetét méltatta. A lovas nomádok ismertették meg Európával a nyerget, amit azonban csak nem sokkal Róma bukása előtt kezdtek el szélesebb körben használni.
Szokássá vált a lovas temetkezés a Kárpát-medencében. A lovas temetkezés lehet teljes, amikor a lovat is eltemették gazdájával, vagy részleges, amikor csak a ló bőrét, lószerszámokat temették a halottal, vagy jelképes, amikor csak az utalt a halott lovas voltára, hogy sarkantyút kötöttek rá. A kereszténység felvétele után a ló feláldozása jelképessé vált, a lovat az egyház ajándékba kapta. A feláldozott ló lehetett a halott kedvenc lova, vagy éppen lovagolt lova. Elhunyt gyerekkel csikót temettek. Az avarok inkább katonák mellé temették idősebb kort megért lovukat, a magyarok azonban mások mellé is temettek lovat; ezeknek életkora változatos volt.

#### Közép-Európa
Európában az őskőkor óta találhatók lómaradványok, és az utolsó jégkorszakot követő beerdősülést követően sem tűntek el. Az európai háziasítás időpontja vitatott, mert nehéz megkülönböztetni a vad és a háziasított lovak csontjait.
Ergoldingban, Landshutban egy zablát találtak kerámiadarabok mellett, amiket Kr. e. 1400-ra kelteztek. Egy hasonló lelet Füzesabonyból került elő Kr. e. 1500 körülről. Az urnamezős kultúra (kb. Kr. e. 1300/1200–800/750) korából már szekérsírokat tártak fel. A burgenlandi Császárkőbányán egy barlangban találtak egy lógerincet, benne nyílheggyel, ami az egyik legkorábbi, hidegvérű jellegű lovakra utaló jel. Az első településnyomokról regél Kr. e. 800-700-ból. Dél-Németországban a ló használata az urnamezős kultúrára, vagy a késő bronzkorra datálható.
A kelta szentélyekben lóáldozatok maradványait tárták fel. A germánok és a kora középkori szlávok a lovak viselkedéséből jósoltak. A germánok szokásáról Tacitus is megemlékezett Germaniá-jában.

#### Ókori görögök és rómaiak

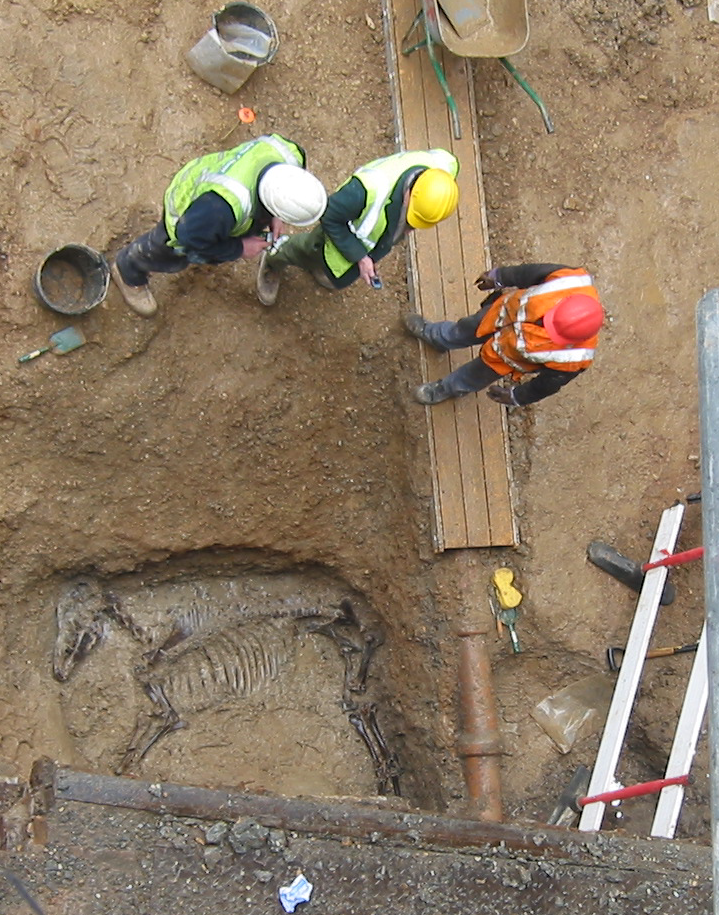
Ókori római ló csontvázának feltárása (London)

A homéroszi eposzokban a lovak többnyire harci szekereket vontattak, ahogy a hettitáknál, az egyiptomi újbirodalomban és az asszíroknál is. A görögöknél a ló a halálhoz kapcsolódott. Az ablakon benéző lóval ábrázolt hős azt jelentette, hogy a hős hamarosan meg fog halni.
A geometriai stílus idején a harci kocsik helyét lovasok vették át. Az egyre jobb lovastudás és az egyre nagyobbra tenyésztett fajták miatt gyorsabb, fordulékonyabb és emiatt hatékonyabb fegyvernemnek bizonyult. A görög lótenyésztés magas színvonalat ért el. A lovak marmagassága átlagosan 140 cm volt, de néhány példány 147 cm-t ért el. A római császárság idején a rómaiak és a germánok lovai is hasonló méreteket értek el. 
Az ókori olimpiákon a második nap megrendezték a lovaglást és a kocsihajtást is.
Xenophón görög történész a Kr. e. 4. században összefoglalta az ókori görögök tudását a lovakról és a lovaglásról. Legtöbb tanácsát még ma is érdemes megfogadni.
Az ókori rómaiak már patkolták lovaikat, feltehetően a kelták hatására. Ezzel szemben nem tudták megoldani, hogy a lovakat hatékonyan szerszámozzák fel teherhordáshoz, azt csak később, a középkorban találták fel.

#### Népvándorlás
A népvándorlás idején a lovak magassága keveset nőtt. A lósírokban talált leletek alapján marmagasságuk 120–150 cm között változott. Legkésőbb az i. sz. 8. században megkezdődött a különféle típusok kialakítása, a könnyű utazóló, a csataló és más munkákat végző lovak. Az avarok bevezették a kengyel használatát, ami ezekben a századokban terjedt el, legalábbis Közép-Európában. Kriege im Mittelalter Schlachten – Taktik – Waffen. Konrad Theiss Verlag, Stuttgart (2009). ISBN 978-3-8062-2223-4

#### Érett középkor

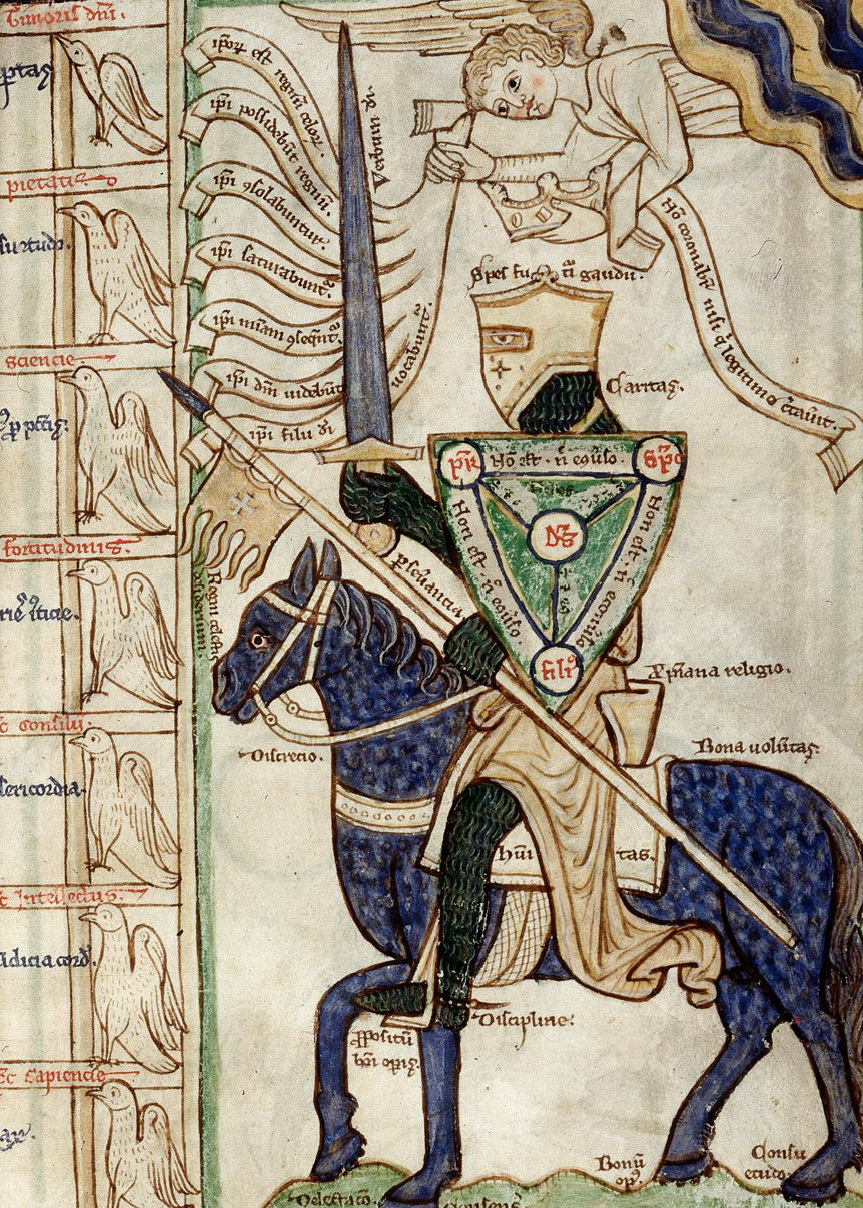
Lovag ábrázolása a 13. század közepéből

A 9. században Kínából elterjedt a járom használata, ami lehetővé tette, hogy az erőkifejtés helye a nyakról a vállakra és a mellrészre kerüljön át. A korábbi lószerszámok akadályozták a ló légzését vontatás közben, így a ló nem volt hatékony húzóerő, és csak könnyű kocsikat tudott vontatni. Korábban erre a célra csak ökröket tudtak használni, amiknek a szarvára erősítették a szerszámot. Mivel a ló erősebb, mint az ökör, ezért a háromnyomásos gazdálkodással együtt forradalmasították a mezőgazdaságot. Azonban az ökör továbbra is olcsóbb volt, így sok helyen továbbra is vele vontatták a nehéz mezőgazdasági eszközöket. További új szerszámok pedig a kocsik vontatását tették még hatékonyabbá.
A középkor elején a különböző lovak ára között nem volt nagy különbség, az érett középkorban azonban lényegesen drágábbak lettek a hátaslovak. Csak a vagyonosabbak engedhették meg maguknak, akik többnyire nemesek voltak és lovon harcoltak. Belőlük lettek a lovagok. Ebből alakult ki később az udvari műlovaglás. Magyarországon sok volt a ló, így nem volt olyan drága, mint tőle nyugatra. Többnyire a honfoglalók lovait tenyésztették tovább.

#### Késő középkor
A legrégebbi ma ismert lófajta az arab telivér. Már a 9. században jutott belőlük néhány Európába. Közép-Európában csak a késő középkorban kezdődött el a fejlettebb lótenyésztés, ami különféle lófajták kialakulásához vezetett.
A lovagoknak egyre nehezebb páncélzatuk miatt egyre nagyobb és erősebb hátasokra volt szükségük. A 14. századra kialakult a lovagok számára tenyésztett klasszikus lótípus, amelyeknek a marmagassága akár a 160 cm-t is elérte. Mindazonáltal nem tekinthetők a mai értelemben vett hidegvérűeknek, mert azokat csak néhány századdal később kezdték el tenyészteni, és csak a 19. században terjedtek el. Azoknál kisebb, de erőteljesebb lovak voltak.

#### Újkor

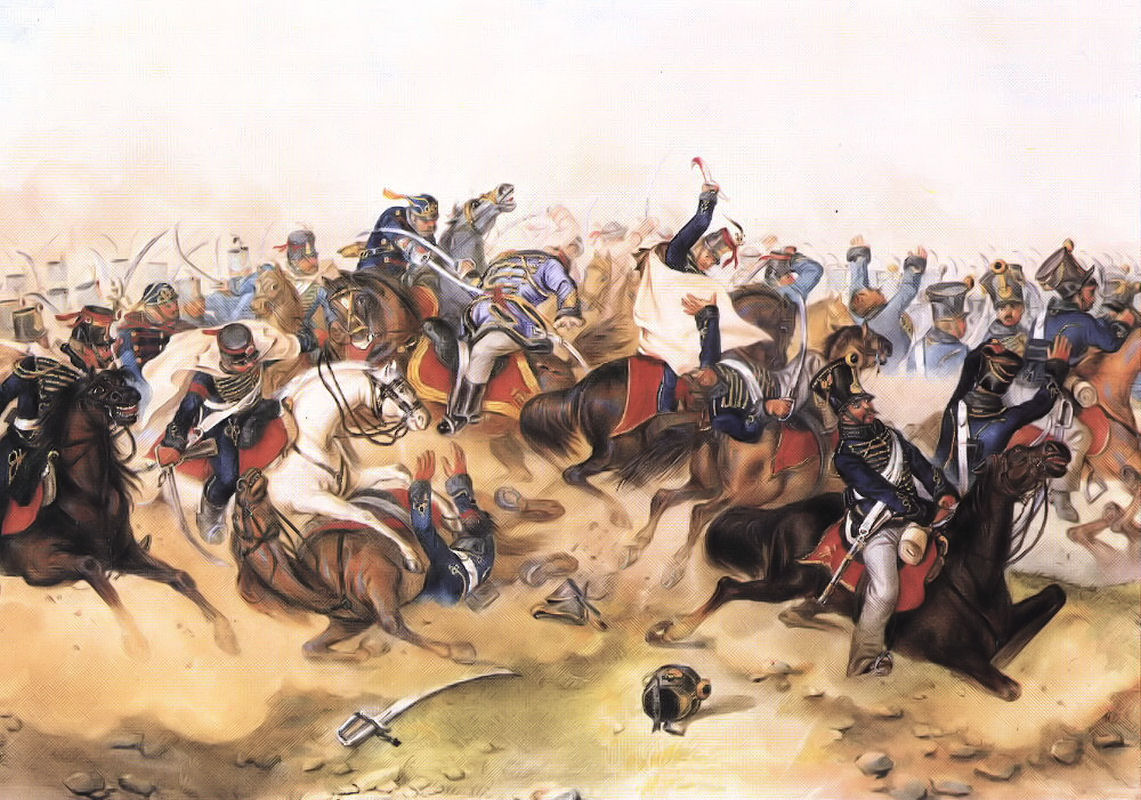
A tápióbicskei ütközet (Than Mór festménye)

A lovagkor után a lovagok lovaiból a ma ismert barokk lovakat tenyésztették ki. Ezt a lótípust a barokk kor óta úri udvarokban és lovasakadémiákon tartják parádézás és műlovaglás céljából. A barokk lovak ismert fajtái az andalúz, a frederiksborgi, a fríz, a ginetta, a kladruber, a lipicai, a luzitán, a menorquín és a murgese.
Ekkoriban váltak nevezetessé a spanyol lovak, mint például az andalúz ló. Ezek a fajták a spanyolok és az arabok lovainak keresztezésével alakultak ki. 1562-ben Miksa magyar király Ausztriába hozatott belőlük néhányat, az ő utódaik lettek a lipicaiak. 1572-ben a spanyol műlovaglás tanítását is megkezdték. 1580-ban Habsburg Károly főherceg tenyésztelepet alapított számukra.
Amerikából az ember betelepedése után eltűntek a lovak. A házi lovat a spanyolok hozták be. Néhány elszabadult, és visszavadult; ők váltak a musztángok őseivé. Az indiánok a musztángok befogásával lóhoz jutottak, és ez megváltoztatta életmódjukat. Kialakultak a lovas nomád bölényvadász törzsek Észak-Amerika prérijein. Az apacsok és a komancsok voltak az elsők, majd mások is lóhátra szálltak, köztük a sziúk, a varjak és a csejenek. Más népek földművelők maradtak, legalábbis részben. A különböző életmódú törzsek között gyakoribbak lettek a konfliktusok, az addig békében élő népek között háborúk törtek ki, amibe a fehér ember is beavatkozott.
Az angol telivért a 17. században kezdték el tenyészteni. A helyi versenylovakat arab csődörökkel keresztezték.Kitartásuk, vérmérsékletük és sebességük miatt máig ők uralják a galoppsportokat.
Az újkorban vált nevezetessé a magyar könnyűlovas katona, a huszár. A Rákóczi-szabadságharc után több országban is magyarok szervezték meg a huszárságot.
A 20. században jelentőségük csökkent, miután feltalálták az autót és a traktort; így a lóra már nem volt szükség sem a szállításhoz, sem a földműveléshez.

## Anatómia

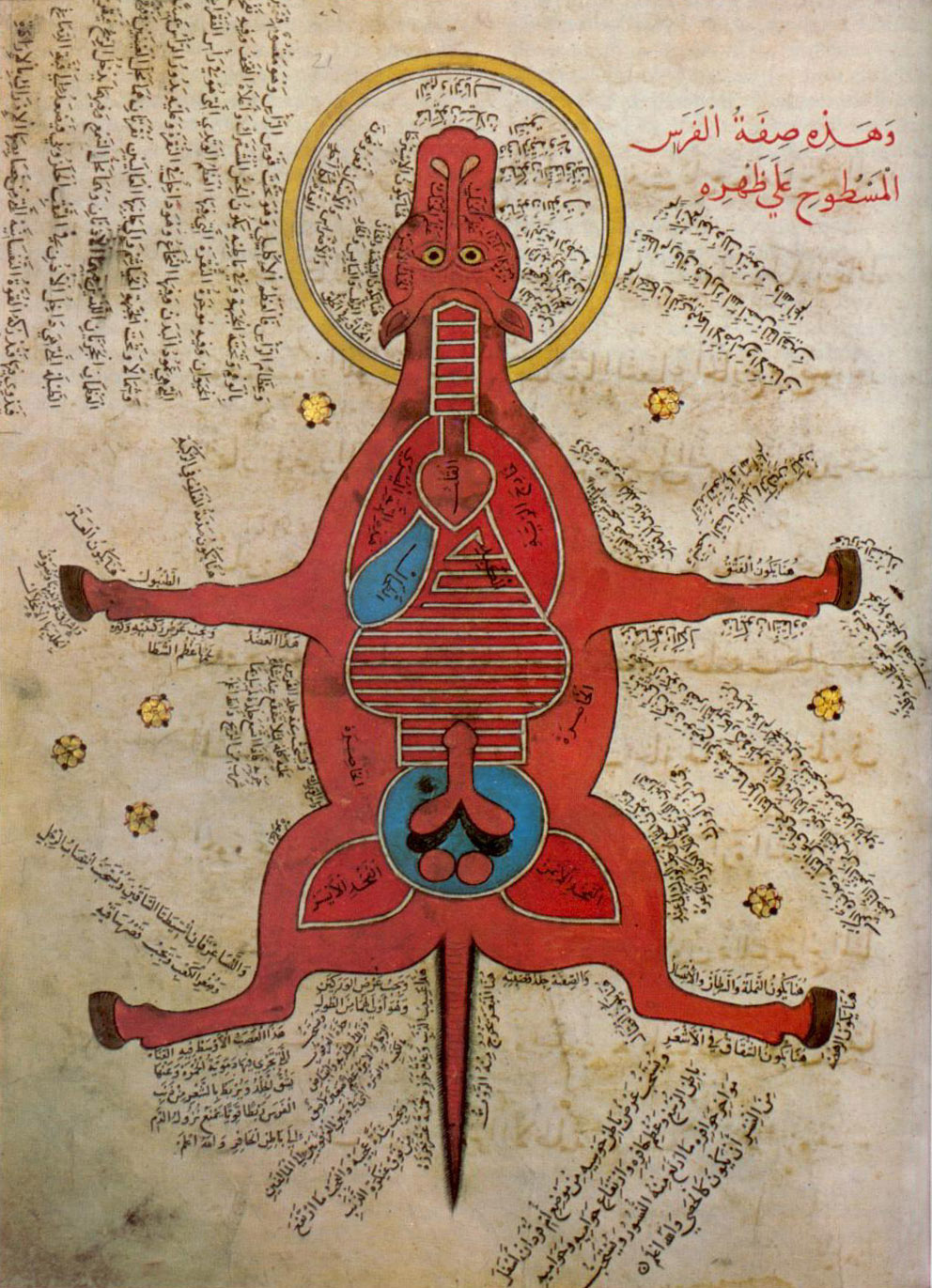
A ló anatómiája egy 15. századi egyiptomi iraton

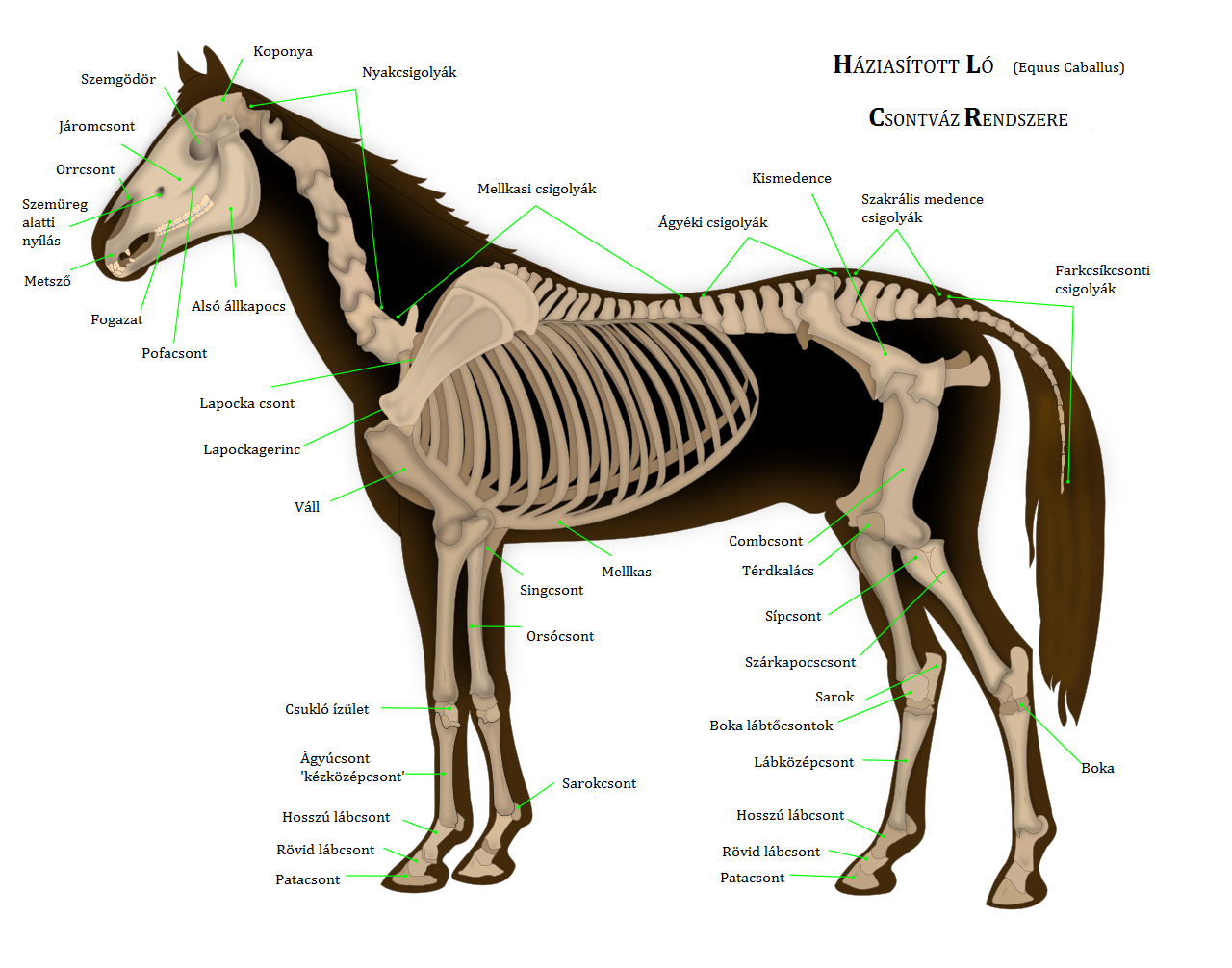
A ló anatómiája

A ló testhőmérséklete 38,8 Celsius-fok, légzésszáma percenként 30-40, szívveréseinek száma percenként 100 körüli.

### Csontváz
Csontváza általában 205 csontból áll. Az ember és a ló csontvázszerkezete abban különbözik, hogy a lónak nincs kulcscsontja, a mellső lábak izmokkal, inakkal és szalagokkal kapcsolódnak a gerinchez, amelyek a lapockát is a törzshöz kapcsolják. A ló páratlanujjú patás állat, minden lábán egy ujj van. Néhány lónak van még egy-két csökevényes ujja, de azok nem érintik a földet. A lábak arányai nagyban különböznek az emberétől; amit a ló térdének gondolunk, az a mellső lábon az ember kéztőcsontjainak felel meg, és hasonlóan, a hátsó lábon a bokának és a saroknak. Az alsó lábszárak csontjai a kézfej és a lábfej csontjainak felelnek meg; a sarkát a középcsontok alkotják. Ezzel együtt a lónak nincsenek izmai az alsó lábszárában, azokat a felső lábszár izmai mozgatják szalagok és inak közvetítésével. Izomzata fejlett, erős.
A lábszár és a lábak kritikus fontosságúak. Egy szilánkos lábtörés halálra ítéli a lovat. Egy angol mondás szerint: „Nincs láb, nincs ló”. A pata az ember körmének felel meg, az ujjak végén nő, és szaruból van. Az ujjhegyek végén kezdődik, tövét porc és vérerekben gazdag kötőszövet veszi körül. Végeredményként az átlagosan 500 kg-os ló tulajdonképpen lábujjhegyen jár. A paták védelmére szolgál a patkó, amit patkolókovács helyez fel, és öt-nyolc hetenként igazít, cserél a pata növekedése miatt, és a patát is igazítja. A vadlovak patájának növekedése és kopása egyensúlyban van.

### Emésztőrendszer
A maradandó fogak száma 36-44, a tejfogaké 24-28. A fogazat legeléshez alkalmazkodott, 12 metszőfog harapja le a növényeket, és 24 kis- és nagyőrlő rágja meg. Ezek mellett a csődöröknek még van négy szemfoguk is. Néhány lónak még van néhány (1-4) foga szemben a metszőfogakkal, ezeket farkasfognak nevezik, és többnyire eltávolítják, mivel zavarja a lovat a rágásban. A metsző- és a rágófogak között foghíj van. 
A csikó fogatlanul születik. Első fogai tíznaposan bújnak ki. Fogazata 10-12 hónaposan lesz teljes. Fogváltása 2,5 éves korban kezdődik, és 5-6 évesen fejeződik be.
A fogazata alapján a hozzáértők meg tudják becsülni a ló korát, mert 6 éves koráig a fogán levő pontokról meg lehet állapítani. Első két fogát életének harmadik évében hagyja el, amikor a csikófog helyébe lófog nő, s a fogak kicserélődése a ló negyedik-ötödik évében is folytatódik. A fogak először kibújnak, majd cserélődnek, utána kopnak. A metszőfogak alakja, egymással bezárt szöge is változik. A táplálék és az állatorvosi gondoskodás is hat a fogak kopásának sebességére, így ez a becslés hozzávetőleges, inkább csak a korosztály meghatározására alkalmas. Ezen a szokáson alapul az a mondás, hogy: „Ajándék lónak ne nézd a fogát!”
A ló ahhoz alkalmazkodott, hogy egész nap kis adagokban fogyasztja növényi táplálékát. Naponta legalább háromszor kell enni adni neki. Nem kérődző, az emberhez hasonlóan csak egy gyomra van. Egy 450 kg-os ló napi táplálékigénye 7–11 kg, vízigénye 38-45 liter. Nyalósóra is szüksége van.
Testéhez képest gyomra kicsi, ezért figyelni kell az etetésére. Túletetés esetén különböző halálos szövődményű betegségek alakulhatnak ki. Ellenben vakbele óriási, a belek összes hosszúsága 40 méter, a vakbél 50 liter táplálékot tud befogadni. A hosszú bélrendszer a növényevőkre jellemző. A vakbélben és a vékonybélben élnek azok a szimbióta baktériumok, amelyek lebontják a cellulózt. Különösen veszélyesek számára a mérgező növények: szarkaláb, csüdfű, farkasbab, fehér akác. Az emésztőrendszere összekapcsolódik a légzőrendszerrel, ennek következtében a ló nem tud hányni. Emiatt az emésztőrendszeri betegségek kólikát okoznak, ami gyakran halálhoz vezet.

### Érzékszervek
Zsákmányállat lévén a ló érzékszervei ahhoz alkalmazkodtak, hogy folyamatosan figyeljék a környezetet. Szeme oldalt helyezkedik el, így 350 fokban lát, viszont térlátása nagyon rossz. El kell fordítania a fejét a távolság felméréséhez, és ahhoz, hogy lássa, ami közvetlenül az orra előtt vagy a háta mögött van. A két szemmel belátott szög 65°. A színek közül meg tudja különböztetni a fehéret, pirosat, sárgát, kéket, de nem tudja megkülönböztetni a zöldet, barnát, szürkét. A zöldet, kéket, sárgát is meg tudja különböztetni egymástól. Sötétben jobban lát, mint az ember, de több időbe telik neki alkalmazkodnia a megváltozott fényviszonyokhoz. Félhomályban látását a retina fényvisszaverő képessége segíti. A mozgást távolról is jól látja.
Szaglása az emberinél jobb, de a kutyáénál rosszabb. Ez a társas kapcsolatokban is szerephez jut. Az orrüreg alatt a Jacobson-szerv is részt vesz a szagok érzékelésében, de inkább feromonokat elemez. Az orrüregben levő szaglósejtek sok szagot tudnak megkülönböztetni. A szaglás a ló egyik fő érzéke. Képes az ember hangulatát is kiszagolni. Szag alapján ismerik fel egymást, területüket kiválasztási termékekkel jelölik meg.
Hallása kiváló, az emberinél érzékenyebb, finomabb. Fülkagylóit 180 fokban el tudja fordítani, így pontosan be tudja határolni, hogy honnan jön a hang. Bizonyos zenék zavarják és idegesítik; egy 2013-as angol cikk szerint a dzsessz és a popzene izgatja, de a countryzene és a klasszikus zene megnyugtatja. A cikk továbbá azt ajánlja, hogy a hangerő legfeljebb 21 decibel legyen (ez halk beszédnek felel meg). Egy ausztrál cikk szerint az istállóban tartott versenylovaknál gyakoribb volt a gyomorfekély, ha beszédet hallgattak rádión keresztül, mint akkor, amikor zenét. Ha pedig egyáltalán nem kellett rádiót hallgatniuk, akkor a gyomorfekély is ritkább volt. Hallási emlékezetét a kiképzésben is felhasználják.
Egyensúlyérzéke kiváló, propriorecepciója fejlett. Ez utóbbi alapján érzi, hogy melyik testrésze hol van. A ló bőre a szeme, a füle és a szája környékén a legérzékenyebb. Bármely testrészén megérzi a rászálló rovarokat is. Bőrét akaratlagosan meg tudja „rázni”, ezzel például el szokta zavarni a testére szálló rovarokat. A lábon található tapintóreceptorok a talaj tulajdonságairól adnak információt.
Kifinomult ízlése van, ezért átválogatja a táplálékát, keresve a legfinomabb falatokat. Ajkaival még az apró magvak közül is képes kiválasztani a finomabbakat. Többnyire nem eszi meg a mérgező növényeket, de néha túl későn veszi észre, hogy baj történt. Mivel hányni nem tud, ezért nehezebb megszabadulnia a méregtől, és ez gyakran az életébe kerül.

### Mozgás
A lovas nyelv jármódnak nevezi azt, hogy a ló milyen sorrendben emeli fel és teszi le a lábait. 
A ló általában négy jármód egyikében mozog:
- A lépés négyütemű, átlagsebessége 6,4 km/h.
- Az ügetés (trot) kétütemű, sebessége 13–19 km/h.
- A könnyű vágta (canter) háromütemű, sebessége 19–24 km/h
- A vágta átlagsebessége 40–48 km/h.[114]

További jármódok:
- A tölt gyors ritmusú lépés; magas lábemelés, kikapcsolt hátizmok jellemzik. Az izlandi póni jellegzetessége.
- A foxtrott elöl vágta, hátul lépés vagy ügetés. A missouri foxtrott különlegessége.
- Néhány ló ügetés helyett inkább egy kétütemű jármódban halad (pace).[116]
- Vannak négyütemű jármódok, amelyeknek sebessége megegyezik az ügetés vagy a könnyű vágta sebességével, de simábbak, ezért könnyebben lovagolhatók. Ide tartozik a tölt, a futóséta és a rack, de a foxtrott is.[117] Egyes fajták jobban szeretik ezeket, mint a hagyományosabb ügetést.[118][119]

Rövid távon sprintelve a 70,76 km/h-t is elérheti. Az ugrás rekordja lovassal 247 cm magasság és 840 cm távolság. Úszáskor az ügetés lábsorrendjét használja.
Emellett tudnak ugrani, hemperegni, ágaskodni, és bakugrásokat csinálni.

### A ló fejformái
A fejformán a ló fejének oldalnézetét értjük. Ennek ismeretében következtethetünk a ló fajtájára, de csak esztétikai szempontból van jelentősége, a használhatóságot nem befolyásolja.
- Egyenes fej: a ló feje oldalról egyenes.
- Kosfej: konvex profilú fej
- Félkosfej
- Juhfej: a fejnek domború a homlokcsontja
- Ékfej: oldalról nézve rövid fej, mely a nagy rágóizom tájékán aránytalanul szélesebb, mint a szájnyílásnál
- Disznófej: durva, burkolt fej
- Csukafej: konkáv profilú fej

### A ló háta és fara
A ló hátát alapvetően a test többi részéhez viszonyított hossza alapján jellemezzük. Az ideális háthossz általában a hasznosítás függvénye: a lovassportokban leginkább a közepesen hosszú hát, a hidegvérű fajtáknál a rövid hát az ideális. A ló „farmotoros jármű”: erejét, sebességét és teljesítményét nagyban befolyásolja a far alakja és izmoltsága.
A hát és a far formája között nincs összefüggés, mindkét testtáj bármelyik formája kialakulhat egy-egy egyednél.
- Dinnye alakú far és előremélyedt hát: a dinnye alakú far ideális, mivel a gyors mozgást segíti. Az előremélyedt hát gyakran idősebb lovaknál jelenik meg. Hátaslovak esetében a hosszú hátizom és a hátcsigolyák fokozott terhelését vonhatja magával. Fogatlovaknál nem jelent problémát.
- Vékony törzs: a vékony törzsű ló gyakran nem megfelelő teherbírású, hiszen kevés hely van a testében a vérkeringés és légzőszervei számára.
- Csapott far és ideálisan ívelt hát: a csapott far általában csak szépséghiba, bár bizonyos egyedek a hátsó lábukkal gyakran belelépnek az elülső sarokvánkosba.
- Vízszintes far és egyenes hát: az ilyen farral rendelkező ló általában ugrásnál kevés erőt tud kifejteni, és gyakran egyensúlyi problémákkal küzd. Egyenes hát esetén a hát felső vonala majdnem vízszintes. Általában csak szépséghiba.
- Pontyhát: a martól lefele lejt egy kicsit a hát és a far is: az ilyen ló számára különösen nagy a lovas hordása, és mozgása is kötött az ideálishoz képest.[123][124][125]

### Betegségei
A ló legfontosabb betegségei:
- kólika
- bélsárrekedés
- bélgörcs
- szürkehályog, havivakság, többnyire idősebb korban
- holttetem, lábszárcsontok idült ízületi gyulladása
- gyűrűtetem, egész ízületet körülvevő csontkinövés
- vírusbetegségek: bornai betegség, ló-encephalomyelitis, fertőző kevésvérűség
- kehesség, többnyire allergiás hörgőasztma
- tetanusz, a háziállatok közül a ló a legérzékenyebb
- a vetélés leggyakoribb okai a herpesz által okozott rhinopneumonitis, illetve baktériumos betegségek, mint szalmonella, brucellózis, vagy streptococcus equinorum
- légynyűvesség, bélférgesség
- agyvelővízkór, demenciát eredményez[127]
- takonykór, a lélegzőszervek és a bőr elváltozása[128]
- hörgősség, a hangszálak bénulása miatt[127]
- csikóbénulás, a köldökcsonk elfertőződése okozza. A köldökcsonk fertőtlenítésével megelőzhető.[83]

A betegségek, rossz szokások adás-vétel esetén szavatossági hibának számítanak, ha már vásárláskor megvoltak, és csak utólag derültek ki. Az eladónak ekkor felelősséget kell vállalnia. Vásárláskor állatorvosi vizsgálatra és a ló okmányainak megtekintésére is szükség van.

## Színek

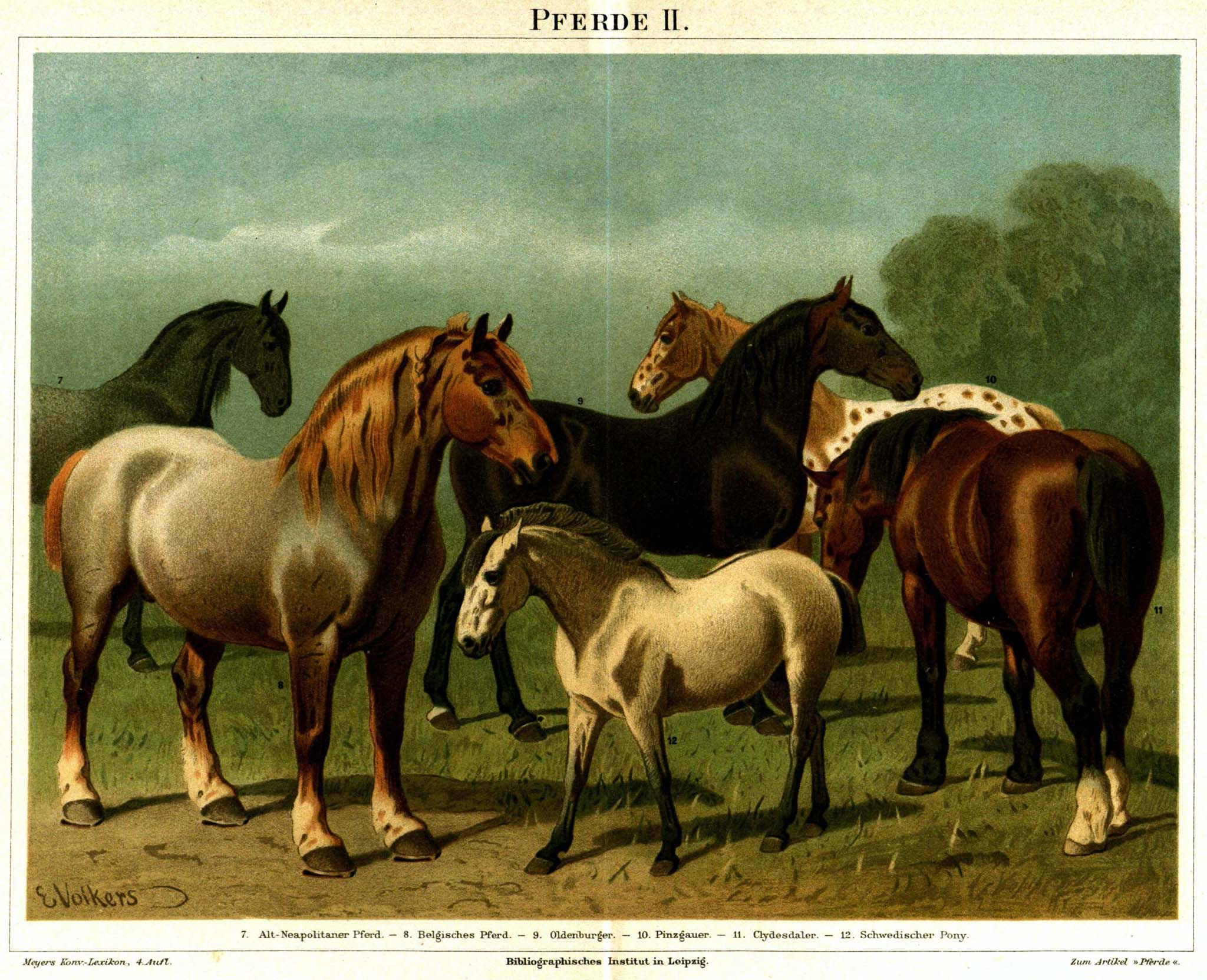
Különböző színű lovak (fametszet)

A ló szőrének színe attól függ, hogy bőre mennyi pigmentet, vagyis természetes festékanyagot tartalmaz. Több száz színezet létezik. A lovat gyakran elsőként színe és jegyei, és csak másodsorban neme és fajtája szerint kategorizálják. Az azonosításban felhasználják a forgókat, tarajokat, bőrléceket is. Szinte minden lónak és póninak sötét a bőre, kivéve a fehér jegyek helyén, például a fejen vagy a lábvégeken, ahol a bőr egész testükön rózsaszínű. Bár vannak fehér lovak, általában amit fehérnek mondunk, az valójában szürke. Ezeknek sötét a bőre, míg a fehéreknek rózsaszín.
- Alapszínek: sárga, fekete, pej, fakó és szürke. A deres is főszín.[115]
- Kevert színek: tűzött, vércse és tarka[131]

A korral a lovak színe is változni szokott. A szürke lovak sötét színűnek születnek, majd egyre több fehér szőrszáluk nő, és idővel egészen fehérnek tűnnek. Egyes szürkék szőrében idős korukra sötét, általában barna pettyek jelennek meg. Az ilyen lovat legyesszürkének nevezik. A fekete a pej és a sárga színű lovaknál is előfordul, hogy a szőrzetükben, sörényükben és farkukban ősz szálak jelennek meg.
Néhány fajtánál fontos, hogy dús legyen a sörény és a farokszőr (hosszú szőrök), mert látványos bemutatókon lovagolják őket. Ilyen az andalúz és a fríz ló.
Legalább 39 olyan gént azonosítottak, ami a ló színét és jegyeit határozza meg. Az allélok közül legalább 13 ismert. A témában további kutatások folynak. Az egyik gén két allélja közül a domináns feketét, a recesszív gesztenyebarnát eredményez. Egy másik gén egyik allélja pej színezetet alakít ki. Emellett vannak gének, amelyek foltokat vagy pöttyöket hoznak létre, vannak hígító gének, szürkítők, és mások.
A magyar nyelvben közel 300 kifejezés létezik a lószínek árnyalatainak pontos megnevezésére, bár kevesen vannak, akik az összeset ismerik. Herman Ottó 320 címszóban írta le a kifejezéseket a ló színére, szőrzetére. Szabó Kálmán 329 kifejezést gyűjtött össze a ló színére, színfoltjaira, lábának, fejének, fülének, nyakának, sörényének, üstökének, hasának, hátának, állásának leírására.

### Alapszínek
A lovak szinei a következőek:
Fekete

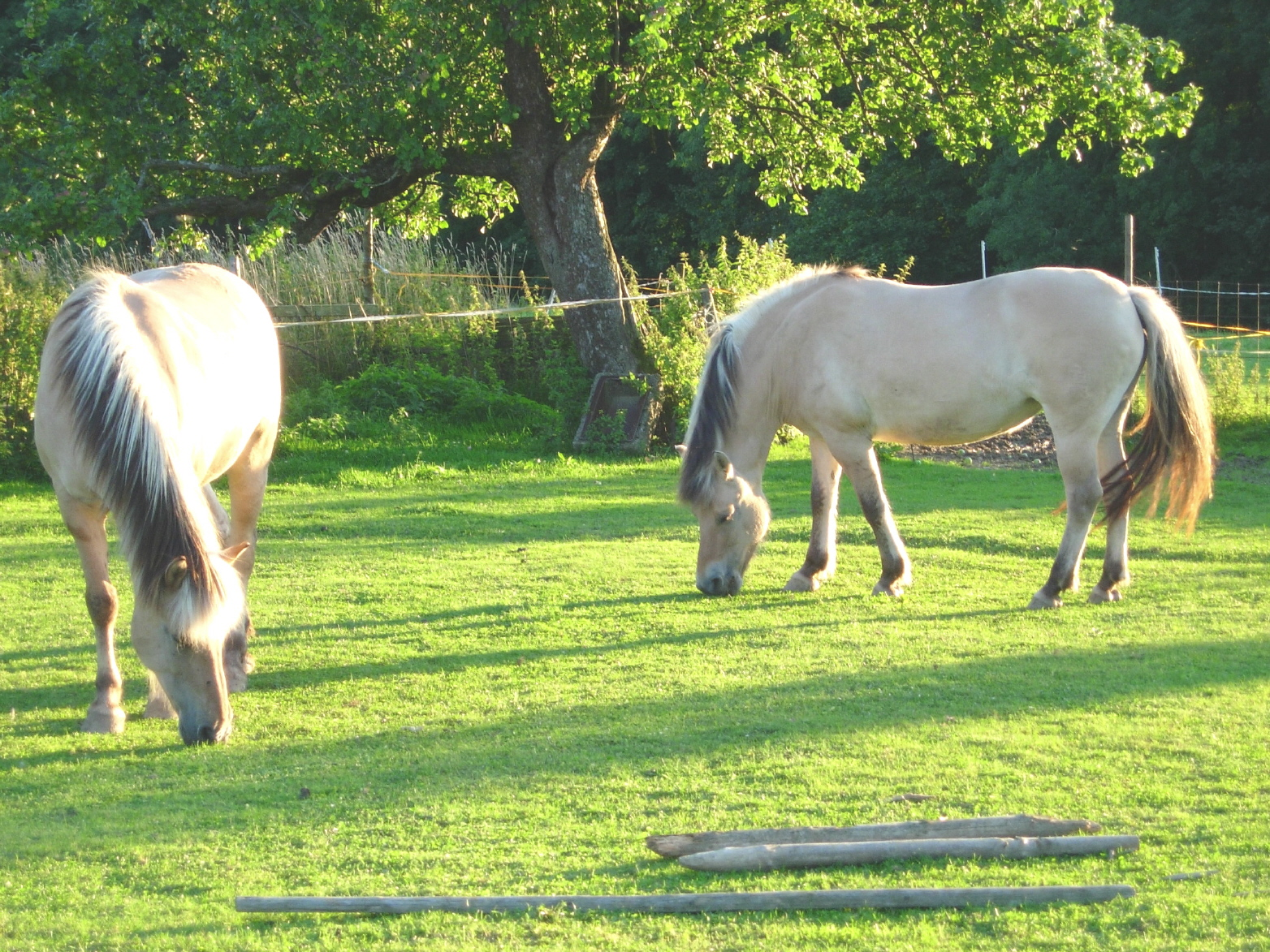
Fakó fjord lovak a sváb Alpokban

- A fedőszőre fekete, sörényével és farkával együtt.
- Nyári fekete: a fejen, a hason és a horpaszon a szőrzet sötétbarna, a hosszú szőrök (sörény, farok) feketék.

Pej
- Simapej: testén a szőrzet a barna különböző árnyalata, a sörény, a farok és a lábvégek feketék.
- Világospej: szőre világosbarna, sárgás árnyalatú.
- Sötétpej: szőre egész sötétbarna, a has alján világosabb árnyalatú.
- Gesztenyepej: vöröses árnyalatú barna szőrzet, a hosszú szőrök és a lábvégek feketék.

Sárga
- A sárga színű ló igazából világosbarna. Sok árnyalata van. A farok, a sörény lehet sötétebb vagy világosabb.
- Májsárga: a ló színe sötét mélysárga; a farok, sörény és a lábvégek hasonló színűek vagy egy árnyalattal sötétebbek, mint a fedőszőr, fekete szőrszál sehol nem található.
- Palominó: a fedőszőrök aranysárgák, a farok és a sörény pedig szalmasárga, kívánatosabb a minél világosabb színű.

### Kevert színek
Deres

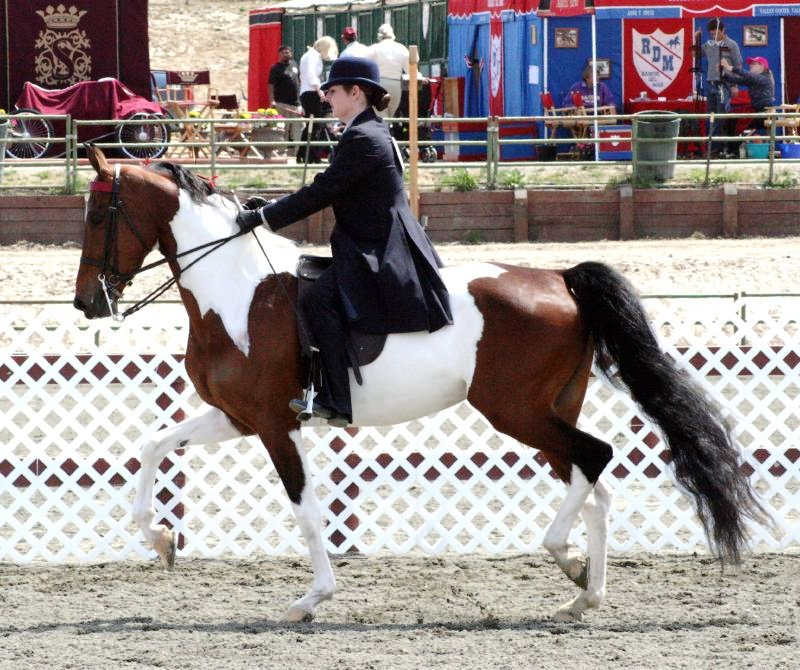
Egy fehér és barna foltos arab félvér

- Vércsederes: sárga fedőszőrbe fehér szőrszálak keverednek.
- Pejderes: barna fedőszőrbe fehér szőrszálak keverednek.
- Vasderes: a szürke fedőszőrzetbe fehér szőrszálak keverednek.
- Almásderes: a fehér színű szőrön kerek szürkés foltokat formáz a szőr színe.
- Fecskederes: a fehér színű szőrön kerek barnás foltokat formáz a szőr színe (Békés megyei változat).

Szürke
A fehér szőrű lovakat hívják szürkének, mert csikókorukban szürkén születnek és utána világosodnak ki. Bőrük azonban továbbra is sötét marad, kivéve a jegyeket, amelyeknél a bőr végig világos színű. Azonban mivel a szőrük kifehéredik, a jegyek csak csikókorukban láthatók. Az igazi fehér ló nem keverendő össze az albínóval. Mindkettőnek rózsaszín bőre van, az utóbbinak azonban csókaszeme. A szürke ló lehet almázott, ahol a mintát a fehér és a fekete szőrök egyenetlen eloszlása alakítja ki.
- Szeplős- vagy legyesszürke: világosszürke alapon sötét, általában barna pettyes.
- Almásszürke: szőrében fekete és fehér, kör alakú foltok vannak.[115]
- Acélszürke: a ló fekete fedőszőrzetén át elővillannak a fehér szőrszálak.

Fehér
- A ló fedő-, hosszúszőre és patája fehér, bőre pedig rózsaszín.

Sokan albínónak hiszik, de nekik nem minden esetben van csókaszemük, a patájuk pedig minden esetben viaszos színű. Több génnek is van fehér színt eredményező allélja.
Albínó
- Az albínó nemcsak szín, hanem rendellenesség is. Látászavarral és fényérzékenységgel jár.[140]

Örökletes. Az ilyen lovak annyiban különböznek a fehérektől, hogy szemük csóka- vagy pirosszem, patájuk pedig általában szürkés.
Tarka
- Sárgatarka: fehér szőr alapon sárga foltok.
- Feketetarka: fehér szőr alapon fekete foltok.
- Párductarka: a ló fehér szőrét barna vagy fekete foltok tarkítják.
- Pejtarka: fehér szőr alapon pej foltok.
- Szürketarka: fehér szőr alapon szürke foltok.[137][142]

### Szemszínek

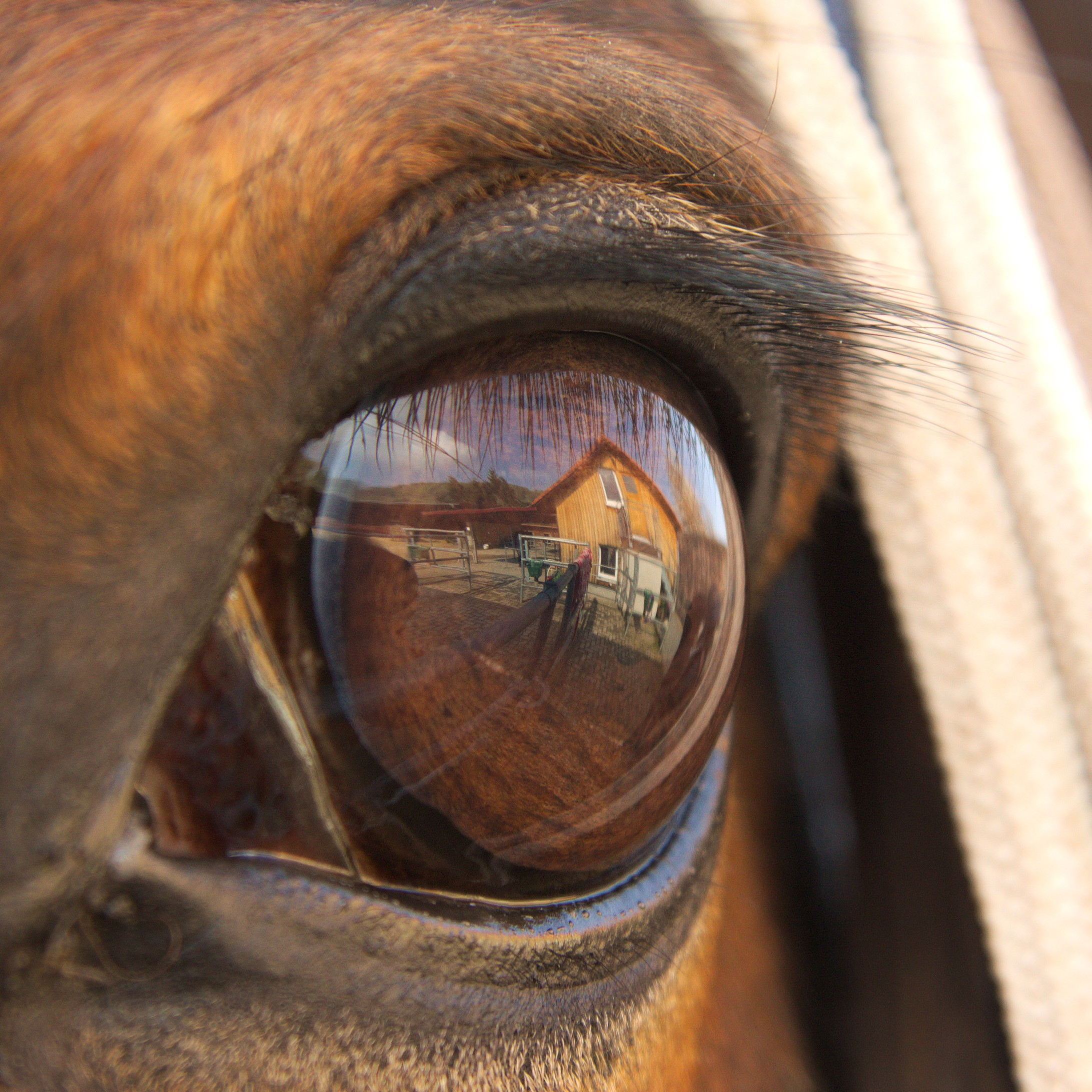
A lovak többségének barna a szeme

A lovak szemszínét, ugyanúgy, mint a szőrzetükét, a pigment mennyisége határozza meg. Többségükben – mivel a bőrük sötét – barna szeműek. Előfordulnak világos szeműek is, az albínók, és néha a tarka lovak esetében. Az appaloosa fajtájának pedig mindig kilátszik a szeme fehérje. Létezik az úgynevezett „csókaszem”, amikor a normális szemszínhez kékes-fehéres alakzat társul.
- Barna szem: az írisz sötétbarna, a szemfehérje általában csak akkor látszik ki, ha a ló ijedt vagy valamiért haragos.[143] (kivétel: appaloosa és azzal keresztezett lovak)
- Világos szem: lehet világoskék vagy piros.[143] A világos szín nem befolyásolja a ló látását, kivéve a szemalbinizmust.[140] A világoskék vagy a piros szemű lovat csókaszeműnek,[7] illetve emberszeműnek hívják.

### Pataszínek
A lovak patájának, vagyis a szarunak a színe összefügg a pata fölött levő szőrzet színével. A sötét szőrű lábakon a pata is sötét, palaszürke színű. A kesely lábon a pata világos, viaszsárga színű, amit viaszolt patának neveznek. Az is előfordul, hogy egy lónak különböző színű patái vannak – ezt sávolt viaszolt patának hívják. Sokak szerint minél világosabb a pata színe, annál gyengébb, de állatorvosi tanulmányok ezt nem erősítik meg.

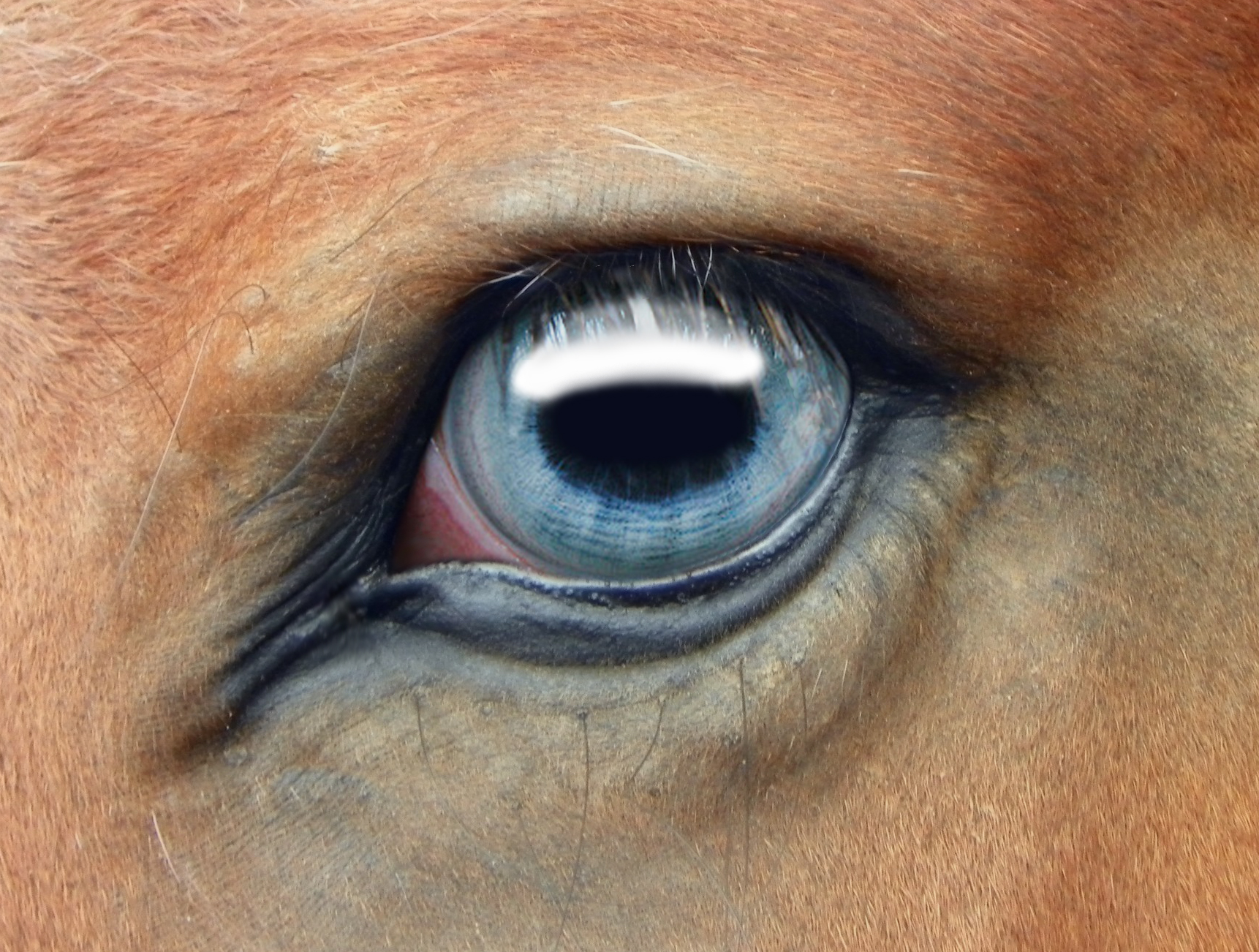
Csókaszem, az írisz pigmentszegénysége miatt kékesfehér

### Jegyek
A ló jegyei azok a kis, többnyire fehér minták, amelyek segítségével a lovat meg lehet különböztetni az azonos színű többi lótól. A jegyek a színtől függetlenül öröklődnek. A jegyeket a ló személyazonossági okmányaiba be kell vezetni.
A legfontosabb jegyek a fejen:
- hóka
- lámpás csík
- orrfolt csillag
- orrcsík

Ha a lábon van jegy, akkor azt keselynek nevezik.

## A ló méretei
A lovak mérete erősen függ a fajtától. A legmagasabb ló egy 1848-ban feljegyzett shire csődör volt, Sampson, vagy későbbi nevén Mammoth (Mamut). Elérte a 219 cm-es marmagasságot, és csúcstömege az 1524 kg-ot.
A ma nyilvántartott legkisebb ló Thumbelina, egy törpenövésű miniatűr kanca, ami 43 cm magas, és 26 kg-ot nyom.
A fajta mellett meghatározó a tartásmód és a táplálás is. A kisebb hátaslovak marmagassága 142–163 cm, testsúlyuk 380–550 kg.
A nagyobb hátaslovak marmagassága 157–173 cm, testsúlyuk 500–600 kg. A még nehezebb kocsilovak marmagassága 163–183 cm, testsúlyuk 700–1000 kg.
A ló méreteit sokféleképpen megadhatjuk. A különböző testtájak az egyes egyedeknél igen nagy eltéréseket mutatnak, van azonban néhány lényeges méret, ami alapján reális méretet kapunk a megmérendő lóról.
- Marmagasság

A leggyakrabban használt méret a marmagasság, amit bottal vagy szalaggal mérhetünk. A mar (az állat hátán a lapocka fölött kidomborodó rész) magasságának lemérésével adhatjuk meg legmegfelelőbben a ló tényleges magasságát, hiszen a marmagasság a lehajtott és felemelt fejű lónál is ugyanakkora, míg az ennél magasabban található testrészek (fej, nyak) helyzete szinte folyamatosan változik. Fajtától függően 140 és 220 cm között lehet. A lovak magasságát angolszász országokban tenyérben és hüvelykben adják meg, a „tenyér” körülbelül a deciméternek felel meg. Pontos mérete 101,6 mm.
- Övméret és szárkörméret

Jó támpontot adhat a ló alkatának megállapításához, ha megmérjük a ló övméretét. A ló lábának szerkezetéről akkor kaphatunk jó információt, ha megmérjük a szárkörméretét. Az előbbit közvetlenül a mar mögötti részen kezdjük mérni, a heveder helyén, körbe a mellkason, az utóbbit a lábtő alatt, a szár lábtőtől számított egyharmadánál mérjük.
Az egyéb mérések általában a lovasfelszerelések kiválasztásához használatosak. A lószerszámok bizonyos mértékig utánigazíthatók. A kantár kiválasztásához lemérhetjük a ló kétoldali közötti távolságot a tarkó felé, míg a zablák kiválasztásához a szájszegletek közötti távolságot a ló száján keresztül határozzuk meg. A megfelelő lótakarók kiválasztásához a marbúbtól a farokrépáig mérjük meg a ló hosszát, követve a hát ívét.
- Tömeg

A lovak testtömege fajtától függően széles széles határok között változik. Egy átlagos hátasló tömege 4-500 kilogramm.
 Az igavonásra használt társaik ennél lényegesen nehezebbek, a shire például elérheti az egy tonnát is. A pónik tömege egy mázsa (100 kg) körül mozog.

## Szaporodás

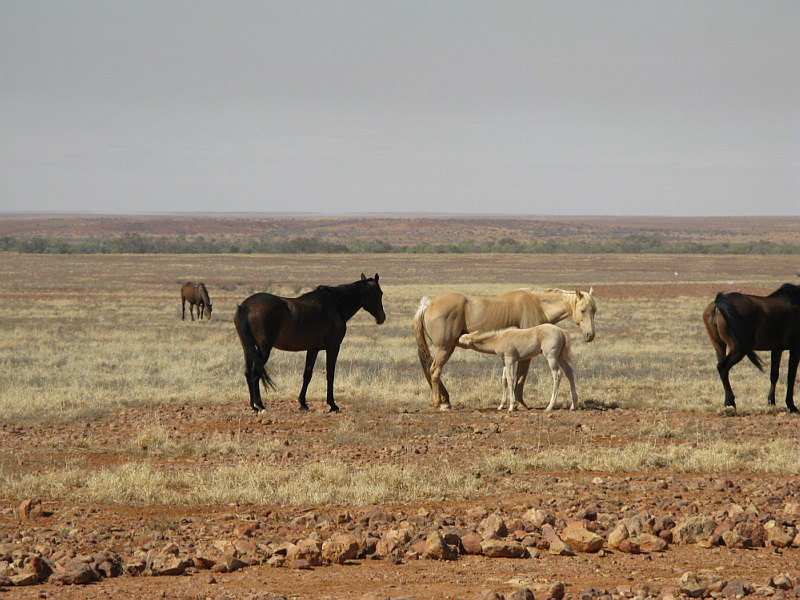
Szopó csikó. A csikók születésük után már nem sokkal tudják követni anyjukat. Brumby-lovak

A ló emlősállat, melynek szaporodása történhet természetes vagy mesterséges fedeztetés útján. A mének folyamatosan nemzőképesek, a kancák viszont csak az ún. sárlás időszakában termékenyíthetőek eredményesen, amely 18-23 naponta kb. 3-10 napig tart. A kancák sárlási ciklusa tavasszal kezdődik egy nagyon erős és hosszú sárlással; a későbbi sárlások alapból egyre gyengébbek, de ezen alakíthat az időjárás és más körülmények. Istállóban tartva és táplálékkal bőségesen ellátva a kancák még télen is sárlanak. Szülés után 5-10 nappal a kancák ciklusa újraindul. Az első szülés utáni sárlást csikósárlásnak hívják, és többnyire a szülés utáni 9. napon kezdődik. Ha ilyenkor befedezik az anyát, akkor könnyebben válik meg a már megszületett csikótól.
A lótenyésztés legáltalánosabb módja az, amikor a kancatulajdonos a sárló, azaz a megtermékenyítésre alkalmas kancát a fedezőménhez szállítja. A fedezőménnek külön igazolásokra van szüksége, hogy csikót nemzzen. Ha nincs igazolása, akkor zugménnek számít, utódai zugcsikónak, vagyis ismeretlen származásúnak. Régebben a fedezőmének állami tulajdonban voltak, őket szállították ki a településekre, ahol díjfizetés ellenében rendelkezésre bocsátották őket. Ma már magántulajdonban lévő mének is kaphatnak engedélyt a szaporodásra. Ha lebuknak, hasznosításukat korlátozzák, lényegében csak hobbilovak lehetnek. Ha a mén nagyon messze van, akkor a kanca általában eltölt néhány napot a méntelepen. Egy ménre 40-80 kanca számítható.
Néhány fedeztetési állomáson hágatógúzst helyeznek a kancára. Ez egy hátulsó lábakra csatolt szíj, ami megakadályozza, hogy a kanca hátrarúgjon, így a mén megsérüljön hágatás közben. Nem minden kanca viseli el a hágatógúzst, de ha a kanca valóban rúg, és komoly esélye van annak, hogy a mén megsérül, mégiscsak jó megoldás.
Vannak csődörök, amelyek csak olyan színű kancával hajlandók párzani, mint amilyen az anyjuk; más színűre rá sem néznek. Ezért a más színű kancákra pokrócot (lóruhát) tesznek, hogy a mén kedvére tegyenek.
A természetes fedeztetés másik módja a szabad fedeztetés. Ilyenkor az összes kancát és fedezőmént egy legelőre engedik. Ez egy bevett szokás az izlandi, a fjord és számos egyéb pónifajtánál. A kancákat a legelőre vezetik, és addig tartják, míg a fedezőmén be nem jön hozzájuk. Ekkor minden lovat egyszerre engednek el. Ha a kancák nem sárlanak, akkor egy ciklus hosszáig, de ha éppen sárlanak, akkor is napokig ott tartják őket, hogy a megtermékenyülés biztosabb legyen. Szállásként vagy az időjárás elleni védelemként egy oldalról nyitott, fedett hely szolgál. A végén sok kanca lehet vemhes, de hátrány, hogy ilyenkor nem lehet megmondani, mikor fog a kiscsikó megszületni. Valamint, ha több fedezőmén van, akkor az apa sem biztos apasági vizsgálatok nélkül.

### Az ellés

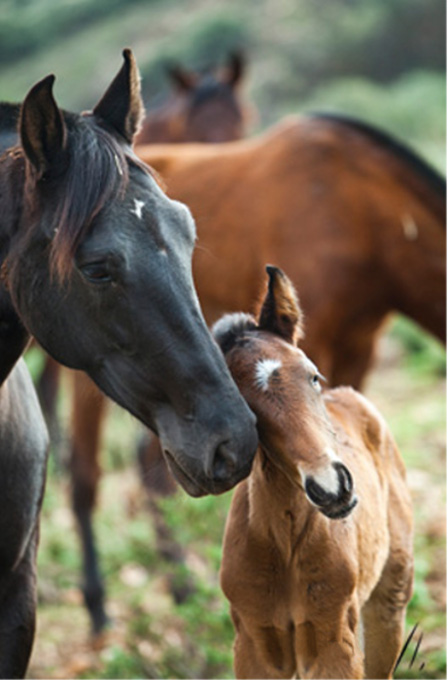
Csikó és az anyja

A vemhesség 336 (320–355) napig tart; szilaj ménesben 336-392 nap lehet. Az ikerellés nagyon ritka, kivételes esetben hármasikrek is születnek. Egy szülés a ménesben elindítja a szülések sorozatát. A közelgő ellés jelei a horpaszok beesése, a fartő besüllyedése a farok mindkét oldalán, továbbá a kitőgyelés és a péra (a nemi szerv külső része) megduzzadása. A tünetek általában az utolsó héten megerősödnek, de már hetekkel korábban jelentkezhetnek. A fedeztetés pontos idejének feljegyzése ezért nagyon fontos mozzanat. Amikor a megduzzadt emlő a jártatás után is megtartja méretét, tapintása nem ödémás, hanem inkább mirigyes és a bimbók végén előbb sárgás viaszos, majd normális tejcseppek jelennek meg, akkor az ellés néhány napon belül megtörténhet. A kanca akár egy héttel előbb is tejelhet, máskor pedig csak az ellés után indul meg a tej, ez idő alatt a csikót mesterségesen kell táplálni. A csikó a születés után nem sokkal már feláll. Ez fontos a vadlovaknál, hogy a ragadozók meg ne egyék az újszülött csikót.
Az ellés szakaszai:
- előkészítő szakasz, az ellés jelei megjelennek
- a megnyílási szakasz, a nyitófájások ideje, pár óráig tarthat, főbb jelei: a nyak izzadása, gyakori lefekvés-felkelés, vizelés-bélsárürítés, valamint a táplálkozás szüneteltetése.
- kitolási szakasz, hirtelen kezdődik, körülbelül fél óráig tarthat, 10-30 percig többnyire, megjelennek a tolófájások, a lábhólyag felreped és a kanca heves erőlködéssel, gyakran állva szüli meg csikóját.
- utószakasz, az utófájások következményeként eltávoznak a magzatburkok, időtartama akár 3 óra is lehet.

A kedvező anatómiai tulajdonságok miatt a kancák könnyen ellenek, de felléphetnek komplikációk ellés közben, ezért a vemhesség utolsó napjaiban ajánlatos a kancákat állandó megfigyelés alatt tartani.
A kancák egyedül, sötétben és nedves helyen szeretnek szülni.

### Egyedfejlődés
A vemhesség 6. hónapjára az összes szerv kifejlődik. Ellés előtt a csikó 30–60 kg, és 70–150 cm hosszú.
A kiscsikó naponta 20 liter tejet is megiszik. A csikót rendszerint 4-6 hónapos korában választják el. Az elválasztás lehet fokozatos vagy hirtelen; a hirtelen kevésbé erős megrázkódtatás, de még így is nagy megpróbáltatást jelent. A kancák 12 és 18 hónapos korukban, a csődörök 12-20 hónaposan válnak ivaréretté, de a házi lovakat nem szokták hároméves koruk előtt tenyésztésbe venni, különösen a kancákat. A ló testileg hétéves korára fejlődik ki teljesen. A csontozat hatéves korig fejlődik. A felnőtté válás időtartama függ a nemtől, a mérettől, a fajtától és az életkörülményektől. A nagyobb lovak csontosodása tovább tart.
A nagylovak várható élettartama 20–35 év,
de a pónik akár 50 évig is elélnek. Néhány ló túllépheti a negyvenéves kort. A legöregebb dokumentált nagyló (Old Billy, 19. század) 62 évet élt. A dokumentáltan legtovább élt póni, Sugar Puff 56 évet ért meg (1951–2007). Az egyes lovak várható élettartama a fajtán kívül a tartás körülményeitől és az általuk végzett munkától is függ.
Habár rendszerint úgy tekintik, hogy a lovak májusban születnek, az északi féltekén a legtöbb verseny a ló életkorát úgy adják meg, mintha a születést január elsejétől számítanák. Emiatt a legtöbb versenyző úgy öt-hat hónappal fiatalabb a megadott kornál. A déli félteke legtöbb versenyén ez az időpont augusztus elseje. A távlovaglás kivétel ez alól, itt a ló naptári kora számít.

### A csikó nevelése
Fontos, hogy a gazda minél előbb kapcsolatot alakítson ki a csikóval. Születésekor megtörli, ha anyja nem nyalogatja meg. Meg kell szoknia a rendszeres ápolást, kérésre lábának feladását. Ez fontos lesz akkor, amikor a patkolókovács megigazítja patáját, és meg is patkolja. A rossz szokások ellen nehéz küzdeni, ezért azokat nem szabad hagyni kialakulni. Fontos, hogy a csikó megismerje és megszokja gazdájának hangját.
A testi érettségtől, a fajtától és a későbbi munkától függően két- és négyéves korukban kezdik felkészíteni őket. Egyes országokban az angol telivéreket már kétévesen elkezdik lovagolni, a legtöbb fajta tagjai ekkor még csak ismerkednek a lószerszámokkal, és csak három-négyévesen ülnek fel rájuk a csontozat és az izomzat állapota miatt. Az angol telivérek kiképzése másfél éves korban, a hidegvérűeké kétéves korban, a melegvérűeké 2,5-3 éves korban kezdődik.
A távlovagló versenyeken csak a legalább 60 hónapos lovak vehetnek részt.

## Genetika

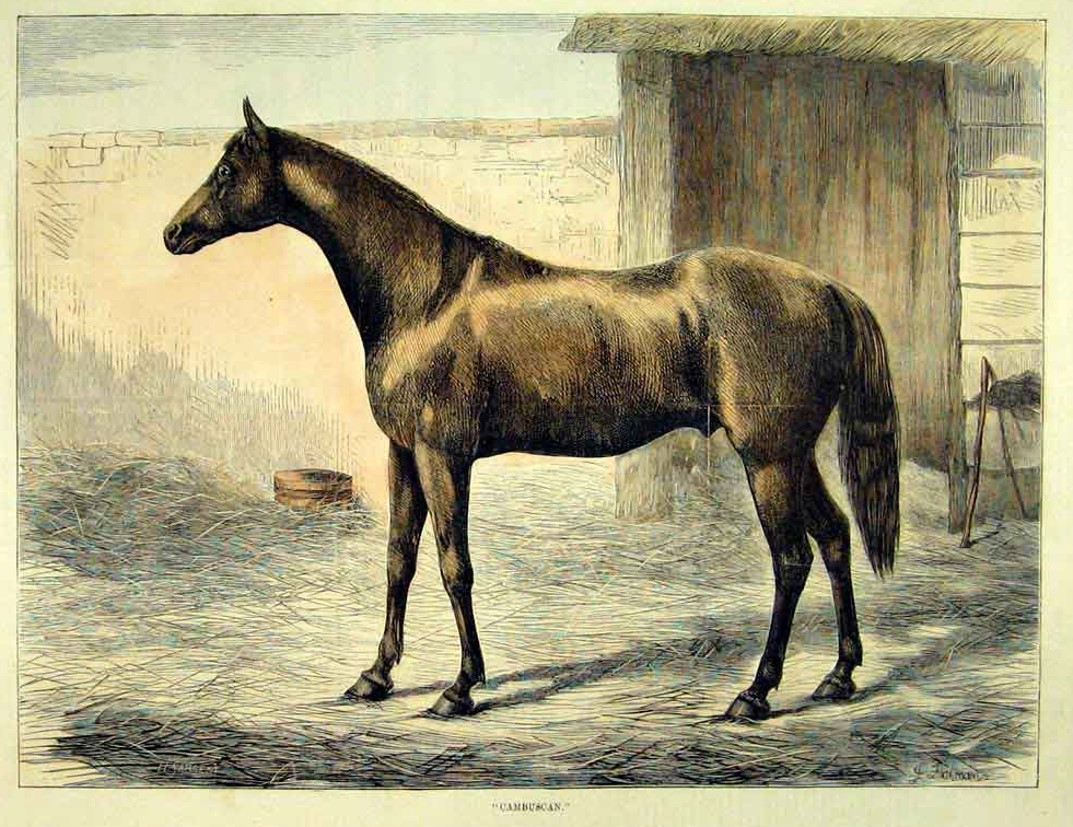
Cambuscan az angol telivér apamén, Kincsem apja (1874)

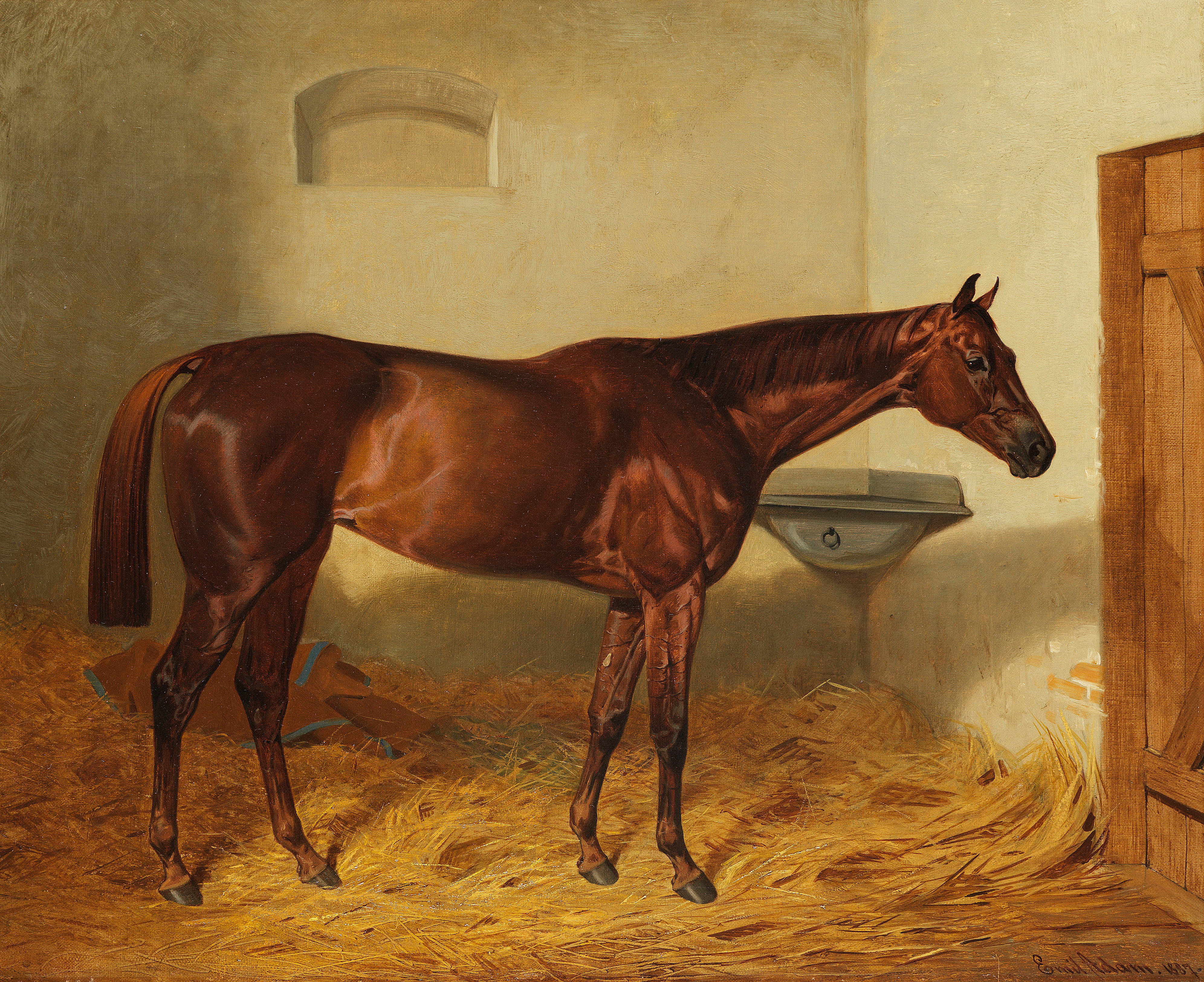
Kincsem a magyar csodakanca (1878)

A lovak kromoszómaszáma 32 pár, amiből egy pár az ivari kromoszómák, kivéve a Przewalski-lovat, aminek 33 pár. 2007-ben megszekvenálták Twilight, egy angol telivér DNS-ét; a bázispárok száma 2 474 929 062. Ez nagyobb, mint a kutya, de kisebb, mint a szarvasmarha vagy az ember genetikai állománya. A gének száma nem ismert. A térkép a kutatók számára nyilvános.

## Viselkedése

### Társas életmód
A lovak minden esetben csoportban élnek, mivel – prédaállatok lévén – a magányosságtól félnek. A lovak nagyobb csoportját ménesnek nevezzük. A lovak egymás közötti viszonya meghatározott. Minden lónak megvan a maga hierarchikus helye a ménesben, amely meghatározza viselkedését. Általában a lovaknál is van főnök, a ménest általában egy idősebb kanca vezeti. Ha valamelyik másik ló is vezér szeretne lenni, akkor harccal döntik el ki lehessen az. A csődörök feladata az, hogy megvédjék a ménest a ragadozókkal szemben. Ha támadást észlelnek, akkor elöl futnak a kancák, és hátul a csődörök. Ha nincs veszély, akkor a családok elkülönülnek.
A szamárral szemben sztyeppei állatként a ló ösztönösen elsősorban futással védekezik a ragadozókkal szemben.

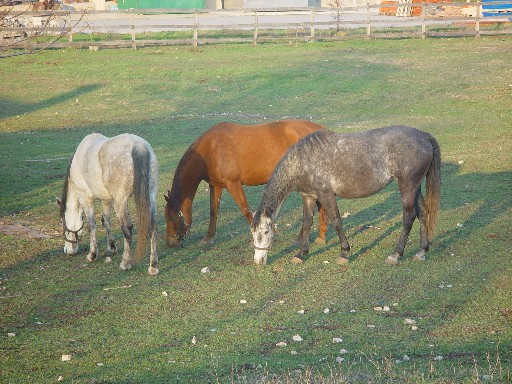
Legelésző lovak

A lovak szeretik, ha kényeztetik őket, de képesek túlzásba vinni az evést, ami nagy veszélyt jelent az egészségükre. Károsodhat a tüdő, a vesék, az ízületek, de még a pata is. Akár kólika is kialakulhat.
A ménesek kisebb csoportokból állnak,
amelyek létszáma 3-35, de a külső emberi megfigyelő nem tudja megkülönböztetni őket, ha a ménesben több csődör is van. Ugyanis egy kisebb csoport egy poligám család, egy csődör alkotja a kancáival és a csikóikkal. Egy új tag érkezése vagy egy régi távozása felborítja a rangsorrendet, és a ménes tagjai újra felállítják a rangsort. Ezt többnyire valódi küzdelem nélkül teszik, fenyegető jeleket adnak le. Ha az egyik ló behódol, akkor nincs harc, és amelyik behódol, az a későbbiekben alacsonyabb rangú lesz, mint a másik. A ménes tagjai megfigyelik egymást, és a továbbiakban eszerint viselkednek. Ezt 2008-ban igazolták. A fiatalok anyjuk rangját öröklik, de ha megvan hozzá a lehetőségük, megfelelő képességekkel változtathatnak ezen. A barátság azonban fontosabb a ménesben, mint a rang.
A ménes magját a kancák képezik. Az ivarérés után a fiatal csődöröket elkergetik a ménestől, vagy csak a ranglétra alján maradhatnak ott. Az elkergetett csődörök külön csapatokat alkotnak, amíg le nem tudnak győzni egy idősebb csődört valamelyik ménesben. A csődörök sokszor magányosan élnek, akár felnőttként vagy idős korukban is. Néha néhány kanca kiválik egy ménesből, és vagy egy másik méneshez csapódik, vagy egy újat hoz létre egy fiatal csődörrel együtt. Az újonnan érkezők általában a ranglétra aljára kerülnek, akár méneshez, akár agglegénycsapathoz csatlakoznak, de magasabb pozíciót is kiharcolhatnak maguknak.
A kancák és a heréltek viszonylag problémamentesen tarthatók együtt. A csődöröket elkülönítik a kancáktól, mert erős nemi ösztönük miatt, ha megérzik, hogy egy kanca sárlik, akkor minden akadályon keresztül el akarnak jutni hozzá, ezért gyakran meg is sérülnek. Ha a csődörök egymás közelébe kerülnek, akár össze is verekedhetnek, ami általában sérüléssel jár. Ilyenkor agresszivitásuk miatt nehezen kezelhetők. Még ha nem is mindig veszélyesek, nagyobb tudás kell hozzájuk, mint a többi lóhoz.
A magányt nem szeretik, de egy idő után képesek más állatokat, akár az embert is társnak elfogadni olyannyira, hogy éppen saját fajtársaival szemben fogja kellemetlenül érezni magát. Ezzel szemben, ha nincs megfelelő társasága, nem kap megfelelő ingereket, nincs kielégítve a mozgásigénye, akkor unatkozni fog. Az unatkozó ló különféle rossz szokásokat vesz fel; sztereotip mozgásokat, az istálló felszerelésének rágását, a fal rugdosását, rúgást, harapást, karórágást, levegőnyelést.

### Kommunikáció

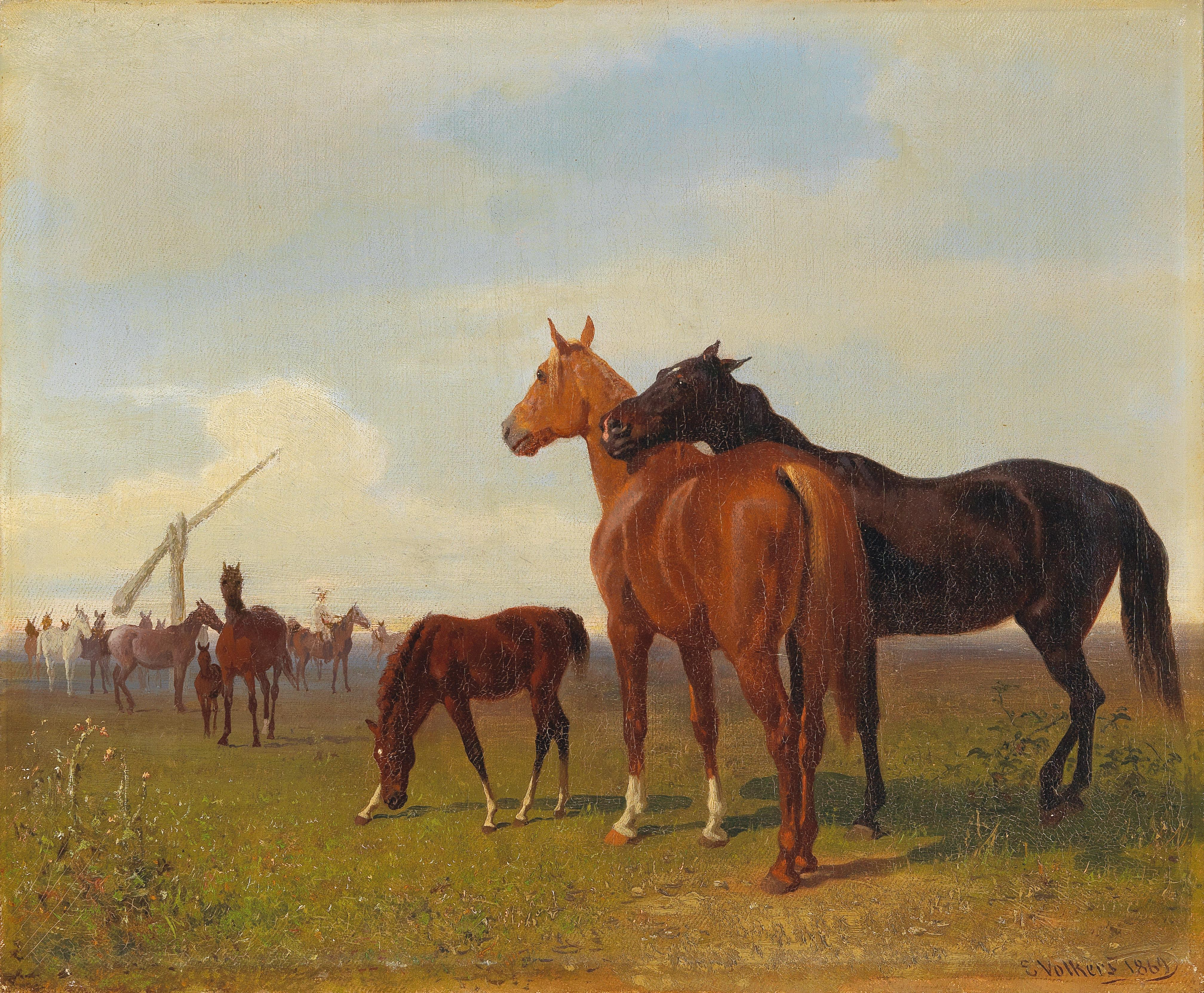
Emil Volkers: Lovak a pusztán (1869)

Mivel társas lény, a ló testbeszéddel sok mindent ki tud fejezni. Többnyire testtartással, füllel, szemmel, farokkal fejezi ki magát, de hangokat is használ. Arckifejezéseinek száma 17. A szemöldök felhúzása félelmet, meglepődést vagy szomorúságot jelez, a tágra nyílt szem rémületet fejez ki, az ajakszöglet hátrahúzása üdvözlés, vagy behódolás. Az ember metakommunikációjára is érzékeny.
Füle sok irányba tud mozogni. Ha felfelé állva előre és hátra billeg, akkor a ló figyel, és kíváncsi valamire, ami lehet a lovas vagy a kocsi is. A hátracsapott és lelapított fül az jelzi, hogy a ló készen áll arra, hogy megvédje magát. Ha a fül lazán oldalra lóg, az jelezhet behódolást, fáradtságot, rosszullétet, de ellazulást is. Ez utóbbi esetben, ha a szem félig csukva van, akkor az az elégedettség jele. Sok más jelet is képesek adni például testtartással és egymás tisztogatásával. A másik ló elfogadását, a bizalom kifejeződését jelzi, ha egymás nyaka felett átvetik a fejüket, illetve azt a másik nyakán pihentetik. Néha ezt az ember válla fölött is megteszik.
- Az izgatottságot azzal fejezi ki, hogy kihúzza magát, fejét felveti. Ehhez társul a fül hegyezése, a tágra nyílt szem és orrlyuk. Emellett a ló rohangálhat vagy toporoghat is.
- A haragot a hátra sunyított fül, a szem forgatása, farokcsapkodás, kapálás vagy rúgás jelzi.
- A félelmet fülforgatás vagy az egész test megfeszülése mutatja.[8]

A ló hangjai:
- nyerítés, ha a ló egy társát keresi
- nyihogás, a megtalált társ üdvözlése
- horkantás, figyelmeztetés gyanús jelre
- visítás, ha egy másik ló bántja[8]

### Intelligencia és tanulás
Zsákmányállat volta miatt a ló erős „menekülj vagy védekezz” válasszal reagál mindenre, amit fenyegetőnek érez. Ez bármi lehet, ami hirtelen riadalmat kelthet. A leendő katona- és rendőrlovak ilyen viselkedését is csak nagy nehezen tudják megváltoztatni. Ha brutálisan bántalmazzák vagy nem tud elfutni a ló nem menekül el, hanem rúgással, esetleg harapással védekezik. Előfordul pánikreakció, megmerevedés is. Utólag óvatosan visszamegy a riadalmat okozó tárgyhoz, és megvizsgálja, mert nemcsak ijedős, hanem kíváncsi is.

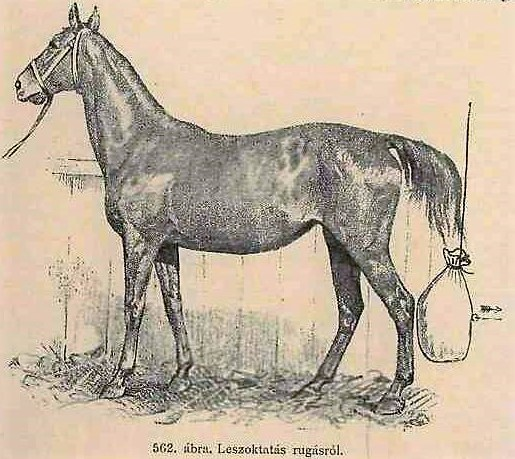
A ló és tenyésztése című mű ábrája: „Leszoktatás rugásról”, 1905

A legtöbb könnyű sportlovat sebességre, kitartásra, ügyességre és figyelemre tenyésztették; mindezek már a vad ősben jelen voltak. A szelektív tenyésztés hatására a lovak tanulékonyabbakká váltak, különösen a hidegvérűek.
Kutatások szerint a lovak nap mint nap sok, értelmi működést igénylő feladatot oldanak meg, a megfelelő élelem kiválasztásától a társakkal való kapcsolatba lépésig. Nagyon jó a térbeli megkülönböztető képességük. A kutatások foglalkoztak a problémamegoldással, a tanulás sebességével és a memóriával. Jók az egyszerű tanulásban, de használnak bonyolultabb értelmi működést igénylő módszereket is, mint a kategorizálás vagy a fogalmi tanulás. Az egyszerűbb módszerek közül alkalmazhatók a következők: habituáció, deszenzitizáció, klasszikus kondicionálás, operáns kondicionálás, pozitív és negatív megerősítés. Van egy tanulmány, ami szerint képesek különbséget tenni a mennyiségek között, ha azok kevesebbek négynél
A háziasított lovak értelmi képességei még jobban igénybe vannak véve, mivel sok ösztönös cselekedet akadályba ütközik, és sok tanulási feladat nem természetes, például a lószerszámokkal való ismerkedés. Ők is a szokások rabjai, megnyugtatja őket, ha a megszokott módszerekkel találkoznak, és a napi rutin sem borul fel. Egy kiképző szerint az intelligens lovak visszatükrözik az intelligens kiképzőt, aki kondicionálást és pozitív megerősítést használ olyan stílusban, ami megfelel a ló természetének.

### Alvás

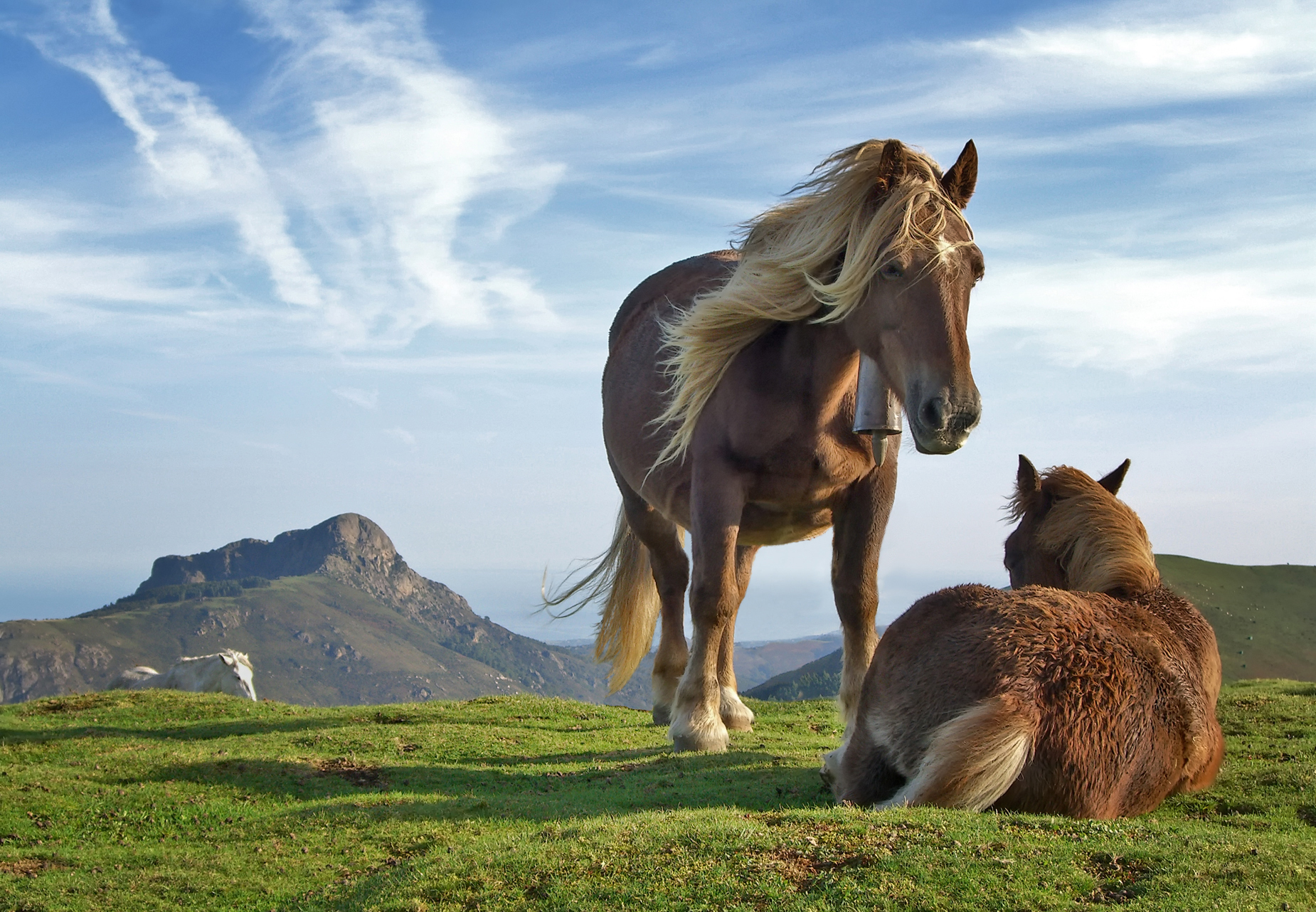
Amikor egy ló alszik, mások őrködnek

A lovak képesek fektükben és állva is aludni. A vadon töltött idő óta könnyű álomban is tudnak aludni, állandó készültségben a ragadozókkal szemben. A ló egyedül nem alszik jól; a ménesben az alvók álmát őrök vigyázzák, így akik alszanak, azok mélyebben alszanak, mert ha ragadozó jön, az őrök riasztanak. Képesek a teljes alvásszükségletüket rövidebb szakaszonként fedezni. A teljes idő erősen változó, de a házi ló átlagos napi alvásszükségletét 2,9 órára teszik. Akár 15 órán át is állva szendereghetnek, és néhány percre-órára lefekszenek.
A REM alvásra csak fekve kerülhet sor. Erre elég néhány naponta egy-két órát áldozniuk. Ha a lovat napokig nem hagyják lefeküdni, akkor automatikusan REM alvásba csúszik, és a földre esik. Ez különbözik a narkolepsziától.

## A ló hasznosítása

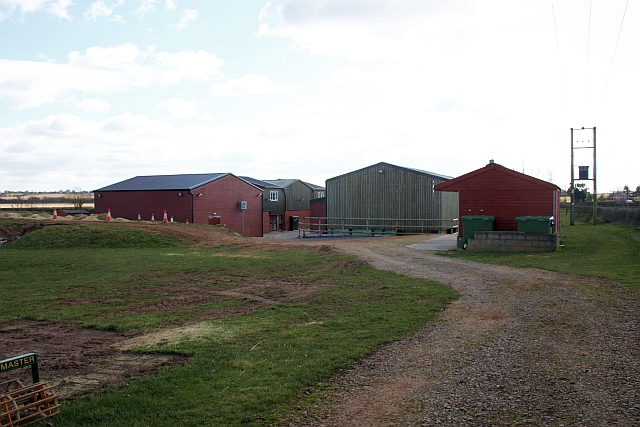
Lókórház az Egyesült Királyságban

A lovaknak világszerte fontos szerep jutott a kultúrában. A lovakat munkához, harchoz, sporthoz és szabadidős tevékenységekhez használták és használják. Az Élelmezésügyi és Mezőgazdasági Világszervezet (FAO) 2008-as becslése szerint világszerte csaknem 59 millió ló élt a világban, 33 és fél millió Észak- és Dél-Amerikában, 13,8 millió Ázsiában, 6,3 millió Európában; Afrikában és Óceániában kevesebb. Az Amerikai Egyesült Államok lóállományát 9,5 millióra tette. Az Animal Planet 2004-ben rendezett szavazása szerint a ló a világ negyedik kedvenc állata.
A ló és az ember közötti kommunikáció a közös tevékenységek alapja. A lószerszámok segítik ezt, és biztosítják az ember kényelmét. Lovagláshoz a lovat általában felnyergelik, amit hevederrel rögzítenek a hátán. Ehhez felteszik a kengyelt. Zablával, kantárral, a lábával testsúlyával vagy a hangjával a lovas úgynevezett segítségeket adhat, ezzel utasítva a lovat. Gyakorlott lovasok azonban képesek lószerszámok nélkül is lovagolni. A kocsihúzáshoz a kocsin kívül hám és kantár kell.

### Jog
| Jogi papír neve         | Leírás | Kötelező? |
| ----------------------- | --- | --------- |
| Egészségügyi könyv      | Ide kerülnek be a kezelések (oltások, gyógyszerek), az orvosi vizsgálatok eredményei. | igen      |
| Marhalevél              | Ebben rögzíti a jegyző a ló tulajdonságait (nevét, azonosítóját, nemét, színét, jegyeit, forgóit, és bármit, aminek azonosítás szempontjából jelentősége van). Az állatorvos ebbe vezeti be a szűrővizsgálatok eredményét. | igen      |
| Származási bizonyítvány | Ez igazolja a ló származását, fajtáját. Magyarországon a Magyar Lovas Szövetség adja ki törzskönyves lovaknak. | nem       |
| Adásvételi szerződés    | Ez igazolja a tulajdonosváltást. | nem       |
| Törzskönyv              | Ez tartalmazza a ló azonosító jegyeit, a küllemi bírálat eredményét, a fedeztetési eredményeket, és az utódokat is ebbe jegyzik fel.                                                                                       | ???       |
| Csikókönyv              | Ez rögzíti a csikókori fejlődés legfontosabb adatait. | ???       |

### Munka

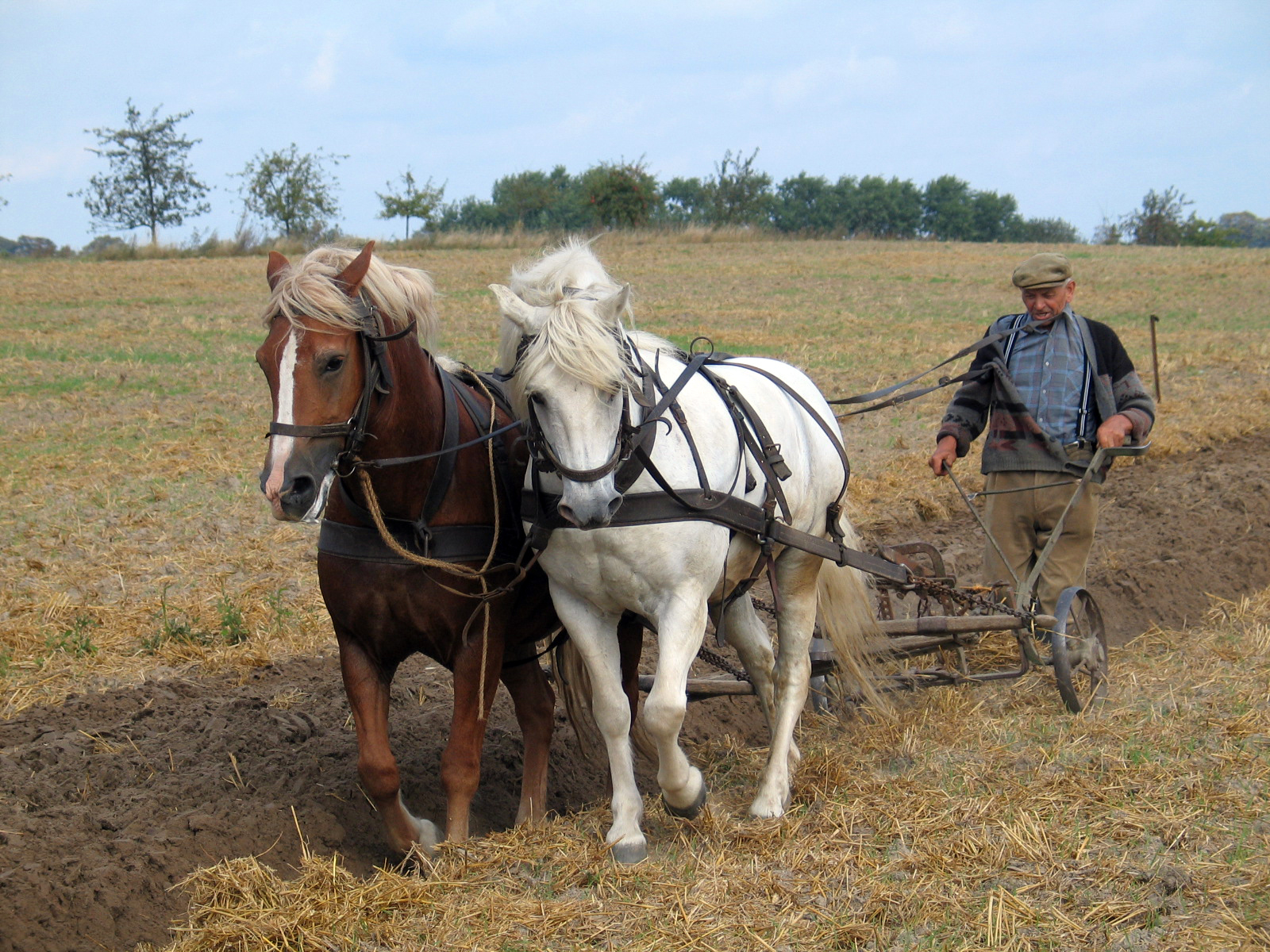
Szántás lóval

Ma már a lovakat világszerte, így Magyarországon is mezőgazdasági munkára, igahúzásra általában nem használják. Főként a hobbi és a sport szerelmesei tartják őket. Mégis, a kevésbé fejlett régiókban még mindig 100 millió lovat, szamarat és öszvért használnak teherhordáshoz és közlekedéshez. Közülük egyedül Afrikában 27 millió végzi ezt a munkát.
Míg a telivérek és a nyugodtabb melegvérűek többnyire hátaslovak, vagy könnyű kocsikat húznak, addig a hidegvérűek nagyobb erejük és lassabb mozgásuk miatt nehéz terheket húztak vagy vontattak. Így húztak kocsit, vontattak kivágott fákat, vagy akár hajókat is. Amióta ezek a munkák megszűntek, a hidegvérűek ritkábbá váltak. Egyes helyeken azonban újra hasznosítják őket, mert így a talaj kevésbé tömörödik, az erdőben pedig könnyebben mozognak, mint a gépek, és a faállományt is kímélik. A kivágott fák vontatását még mindig jól végzik, és természetkímélőek is. A szarvasmarhák befogása is egyszerűbb lovagolva, mint gépjárművön közlekedve.
Egyes országokban lovas mentők keresik a hegyekben elveszett embereket, vagy visznek segítséget katasztrófa sújtotta területekre.

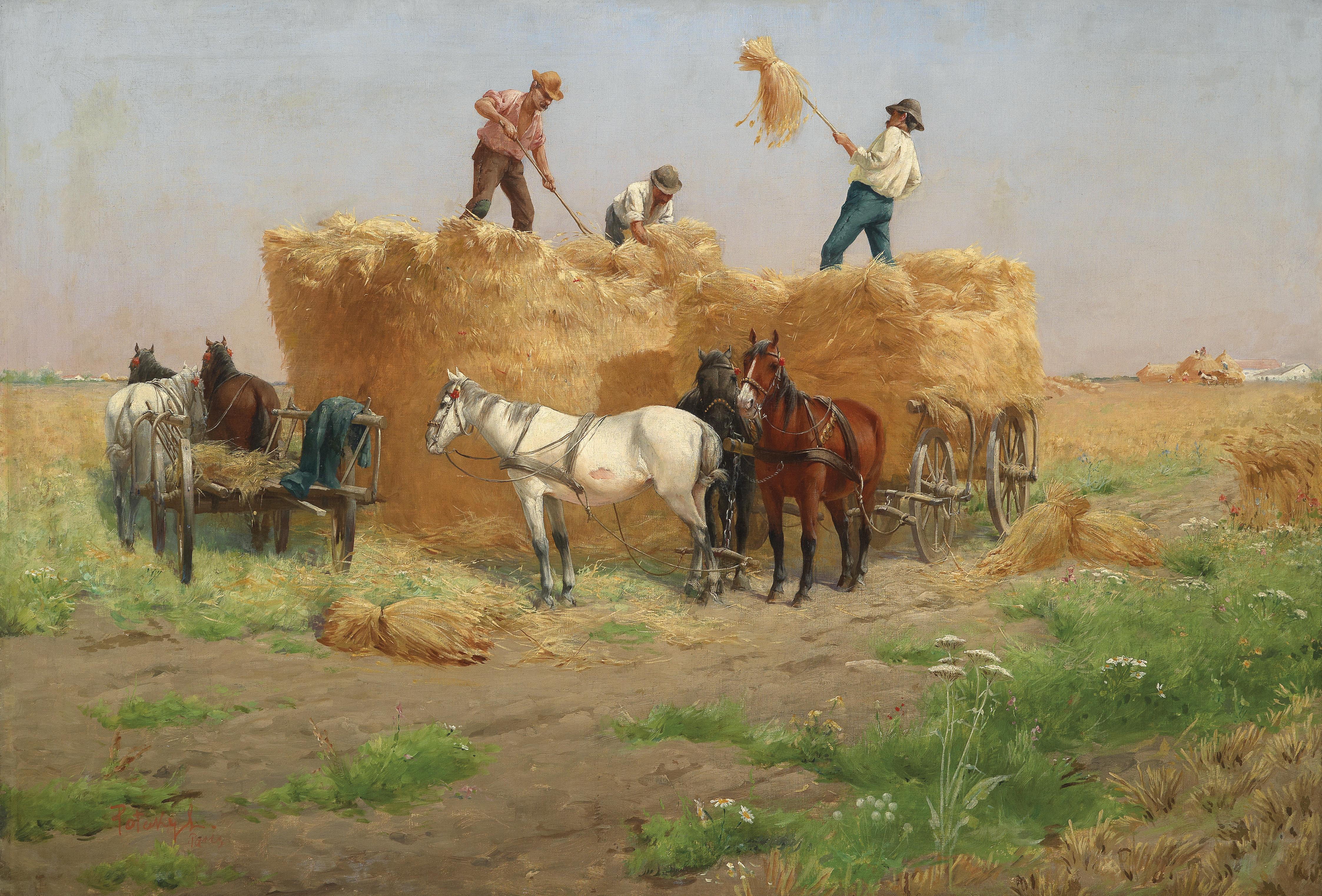
Pataky László: Szénagyűjtés

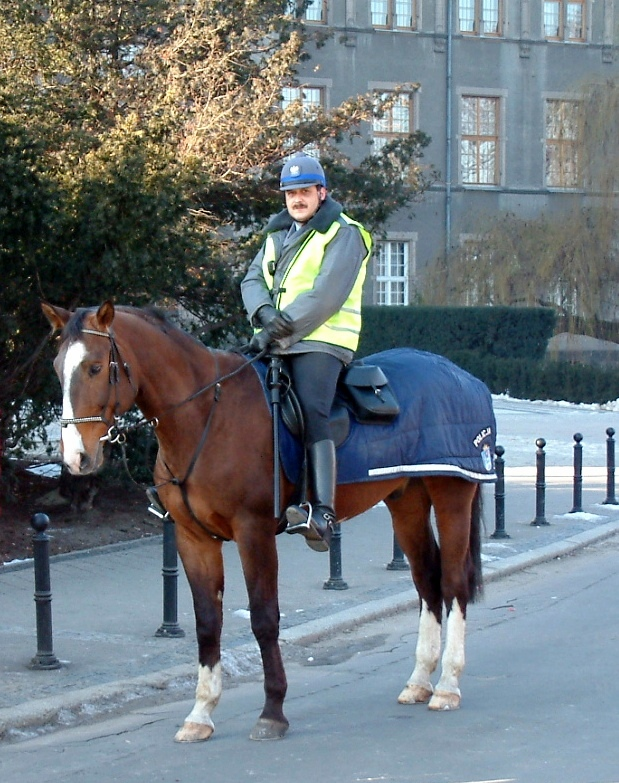
Lovasrendőr Lengyelországban

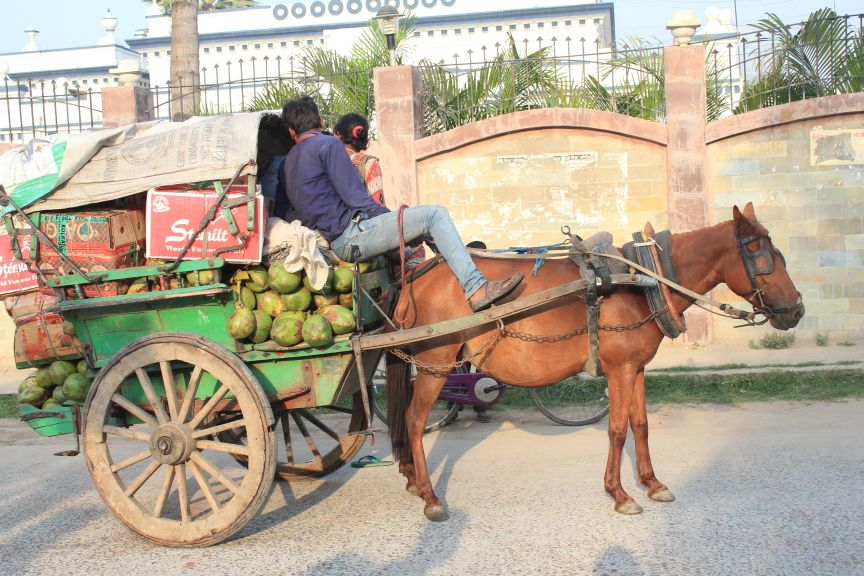
Lovasfogat Darbhangában (Bihár, India)

A 19. században a sínen közlekedő járműveket gyakran lovak vontatták, így az első vasutak, villamosok és az omnibuszok is lóvontatásúak voltak. A 20. században helyüket átvette a gőz és az elektromosság. Az omnibuszokat motormeghajtásúra cserélték.
A bányákban pónik vontatták a csilléket, vagy szállították a kibányászott ércet, nagyon nehéz körülmények között.
A német, az osztrák és a svájci hadsereg napjainkban is használ lovakat és öszvéreket teherhordásra a hegyvidéken. Vannak országok, ahol lovas őrjáratok felügyelik a hegyvidékeket; máshol inkább csak reprezentatív feladatokat látnak el. A múltban minden hadseregben megtalálhatók voltak, kezdve a Kr. e. 4. évezredtől a második világháborúig. Sőt, a dzsandzsavíd milícia a 21. századi dárfúri konfliktusban is felvonultatott lovas haderőt. A lovak hadi használata a bronzkor végére terjedt el.
További munkák a rendőrló és a vakvezető póni, valamint a gyógylovaglás. A rendőrlovak többnyire a nagyobb fajtákból származnak, mint például a hannoveri vagy a vesztfáliai hidegvérű.
A lovaglás mind fizikai, mind mentális, mind lelki állapotunkra gyógyító hatással bír. Ezt felismerve terápiás szakemberek kidolgoztak egy olyan módszert, mely segítségével biztonságos keretek között, speciálisan kiképzett terápiás lovak segítségével e gyógyító hatás biztosítható. E módszer neve a lovasterápia, mely mára már számos, lóval kapcsolatos aktivitásban fedezte fel, és használja az ember-ló kapcsolat segítő hatását. Fejleszti az egyensúlyérzéket, a koordinációt, erősíti az önbizalmat, a szabadság és függetlenség érzését adja. A paralimpia mellett a Fédération Equestre Internationale (FEI) is rendez lóversenyeket fogyatékosok számára. A hippoterápia és a terápiás lovaglás különféle foglalkoztató, fizikai és beszédgyakorlatokat jelent, amit a ló mozgása ösztönöz.
A hippoterápiában a terapeuta a ló mozgásával erősíti fel a különböző gyakorlatok hatását, amelyek fejlesztik a koordinációt, az egyensúlyt, a kognitív képességet és a kézügyességet. A terápiás lovaglás speciális lovaglási készségeket használ.
A lovak pszichológiai támogatást is nyújtanak az embereknek, függetlenül attól, hogy lovagolják-e őket. A kísérleti pszichoterápia a lovat társként használja mentális betegségekben szenvedők támogatására, például a hangulatzavarok, a szorongás, az elmezavarok, a viselkedészavarok kezelésére, de azoknak is támaszt nyújt, akik életében nagy változások mennek végbe. Egyes kísérleti programokban börtönökben is felhasználják a lóval felépülő kapcsolatot. Ez javítja az elítéltek viselkedését, és csökkenti azt az arányt, hogy szabadulásuk után újabb bűncselekményeket kövessenek el.

### Sport
A lovassportok versenyszámai:
- díjugratás
- díjlovaglás
- tereplovaglás
- ügetőverseny
- terepvágta
- galopp verseny
- rodeó[232]
- rókavadászat
- gymkhana
- lovastusa, más néven military
- fogathajtás
- lovaspóló
- buzkashi
- lovasíjászat
- lovastorna (voltízs)
- dzsigitovka
- lovas síjöring

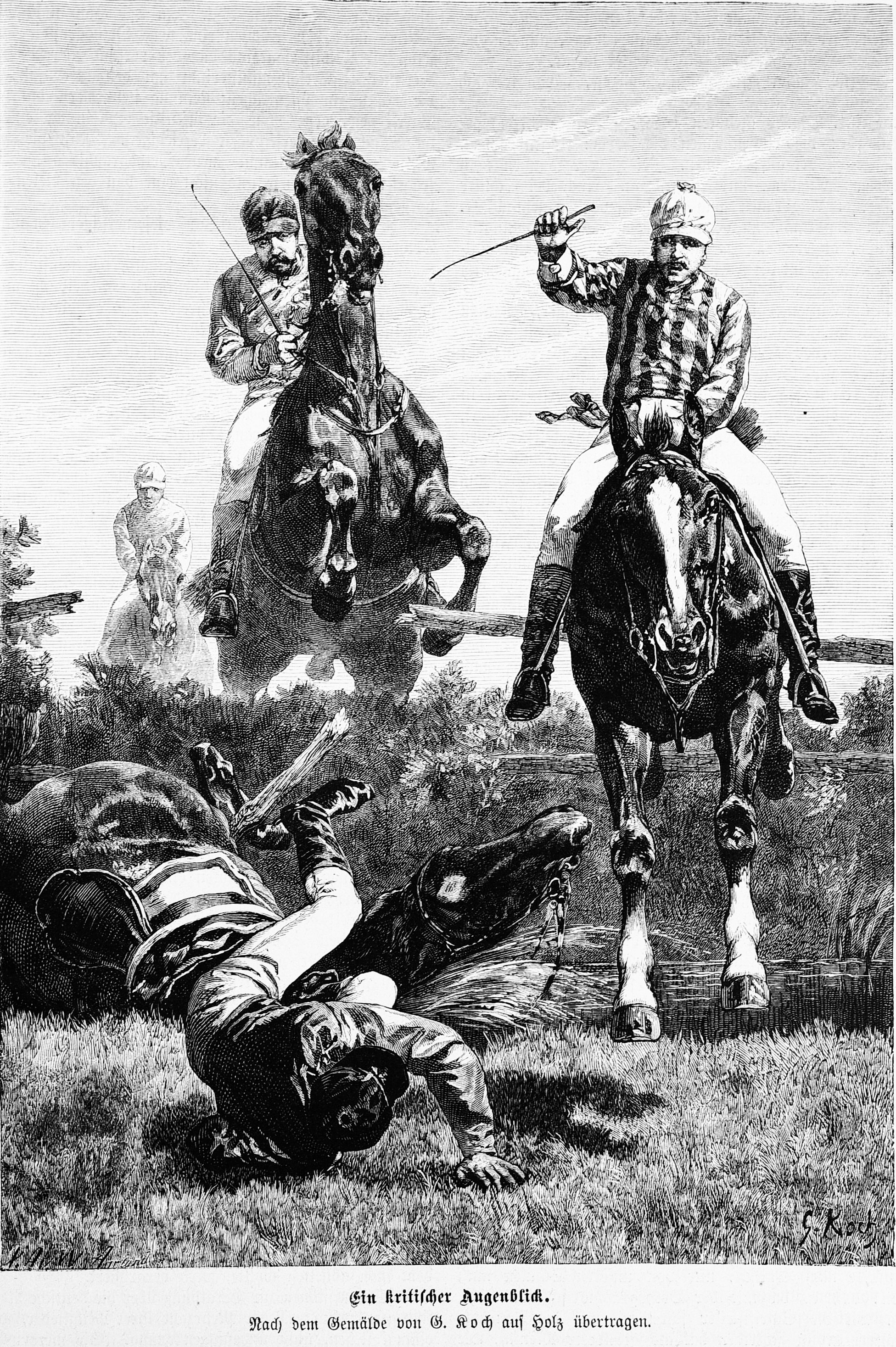
Akadályverseny

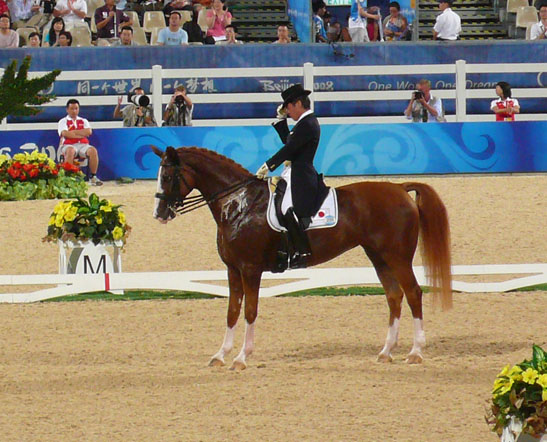
Ló és lovasa az olimpián

Történetileg egyes lovassportok a többi sporthoz hasonlóan a harcra való felkészülést szolgálták. A katonák és a lovak edzése mellett látványosságot is nyújtottak. Más sportok a pásztorok életéből erednek, például a rodeó. A lovas sportvadászat a régebbi, zsákmányszerző vadászatból ered. A lóverseny a lovasok vetélkedéséből származik. Mindegyik versenyszám különféle képességeket igényel a ló és a lovas részéről, ami újabb lófajták és lószerszámok kifejlesztését eredményezte. A lovassportok több évszázados népszerűsége megelőzte azt, hogy a mezőgazdaságból és a hadseregből kiszoruló képességek, készségek elvesszenek.
Ma a legtöbb lovat sport, illetve szabadidőlónak tartják. A szabadidőlovak között kedveltek a nagyobb termetű pónik, mint a haflingi, a fjord póni vagy a tinker, mert tartásuk olcsóbb, és nehezebb körülményeket is kibírnak. Magyarországon inkább a magyar tenyésztésű fajtákat ajánlják, például nóniusz, hucul, shagya arab.
Világszerte rendeznek különféle versenyeket. A legtöbb versenyen több számban is hirdetnek futamokat. Az értékelés a ló és a lovas közös stílusán és ügyességén alapul. Emellett még lóbemutatót is tartanak, ahol nem lovagolnak, hanem kantárszáron vezetik a lovat. Az olyan számokban, mint a lovaspóló, a lovak a játékhoz szükséges résztvevők, akik az emberekkel együtt küzdenek. Az eredményesség megítélése csak az ember akcióit veszi figyelembe, például a lőtt gólok számát. Ide tartozik a középkori lovagi tornákról ránk maradt sport is, ahol az emberek igyekeznek kilökni egymást a nyeregből; vagy a közép-ázsiai buzkashi, amiben az emberek egy kecske tetemét igyekeznek lóháton elkapni.
A lóversenynek három alapváltozata van: a díjlovaglás, a díjugratás és a fogathajtás. A lóversenyek gazdasági szerepe a jegyek és a részvételi díjak mellett a hozzájuk kapcsolódó fogadásokban áll.

### Teljesítőképesség
James Watt a fizikai teljesítmény mérésére bevezette a lóerőt, amivel jobban össze tudta hasonlítani gőzgépeinek teljesítményét a lovakéval. Egy lóerő a DIN 66036 szerint az a teljesítmény, amennyivel egy 75 kg tömegű testet a Föld nehézségi erejével szemben 1 m/s sebességgel lehet mozgatni. A lovak teljesítőképessége ettől többé-kevésbé eltérhet, a fajta, a kondíció, az edzettségi állapot és a fáradtság miatt (gyakran kisebb 1 lóerőnél).
Johannes Erich Flade szerint az átlagos teljesítmény lépésben a típus és a testtömeg tekintetében így alakul: 750 kg-os hidegvérű esetén 1,2 LE, 600 kg-os melegvérű esetén 1,1 LE, és egy 200 kg-os shetland póni esetén 0,4 LE. Gustav Fischer a Berlini Mezőgazdasági Főiskola professzora szerint (Landmaschinenkunde 1928) a nehéz, 700–800 kg testtömegű lovak 1 m/s sebességű lassú lépésben 100 kg hosszú ideig tartó vontatására képesek; 600–650 kg testtömegű lovak 1–1,2 m/s sebességgel 75–80 kg-ot tudnak hosszabb ideig húzni. Lótenyésztő egyesületek szerint rövid távon egy hidegvérű 30, egy melegvérű 20 LE kifejtésére képes vágta vagy ugrás közben.

### Termékek
A ló húsát és tejét is hasznosítják. Háziasítása előtt húst, bőrt és csontot adott. A barlangrajzokon lovakat is ábrázoltak. Válságos időben, ostromállapot idején az emberek lóhúst is fogyasztottak. Például egy német katona napi fejadagja Sztálingrádban: 200 g kenyér, 120 g friss hús vagy 200 g lóhús, 50 g sajt vagy 75 g friss kolbász, 30 g vaj, margarin vagy zsír. 120 g lekvár, 3 adag ital és 3 cigaretta, 1 szivar vagy 25 g dohány.
Becslések szerint 2001-ben világszerte 153 000 tonna lóhúst fogyasztottak.
A „rajnai savanyúsült” egy helyi specialitás, ami eredetileg lóból készült, de ma már szarvasmarhából is készítik. A több napos ecetes lében való pácolás eredetileg arra szolgált, hogy elvegye a lóhús erős ízét.
Az Európai Unióban még mindig sok lóhús fogy, becslések szerint évi 200 ezer lovat jelent, a legnagyobb lóhúsfogyasztók Olaszország és Franciaország. A lovakból kolbász is készül, a magyar lovat külföldre adják el, és a lókolbász egy részét visszahozzák Magyarországra, ahol inkább kolbászként és szalámiként adják el. Olaszországban többféleképpen is elkészítik, például steaknek. A lóhúsra nincs kvóta. Általában leselejtezett lovakat vágnak le, például szilánkos lábtörés miatt, de vágóhídra kerülnek a tenyésztésből kiselejtezett fiatal lovak is. Kifejezetten vágóállat céljára viszonylag kevés csikót nevelnek a hidegvérű fajtákból. Emiatt a ló gyógyszeres kezelésének az a feltétele, hogy az egészségügyi könyvébe beírják, hogy nem fogyasztásra szánják. Ebbe minden gyógyszeres kezelést be kell jegyezni. Ha a lovat mégis leölik, akkor be kell tartani az egészségügyi várakozási időket. Egyes kultúrákban fogyasztása tabu, máshol vitatott.
A zsidó vallásban a ló tisztátalan állatnak számít, ezért nem fogyasztható. A kereszténység és az iszlám nem tartalmazza ezt a tilalmat, de egyik kultúrkörben sem bátorították a lóhúsevést. III. Gergely pápa 732-ben a lóhúsevést pogány szokásként elítélte, és kiirtandónak tartotta.
Véleménye szerint a keresztény sose egyen lovat. Bonifatius Wynfrith püspöknek, a germánok térítőjének ajánlotta, hogy tiltsa meg a lóhús fogyasztását a megkereszteltek számára.
A tilalmat az utána következő két pápa is megerősítette. Amikor azonban az embereknek nem volt más ennivalójuk, és éheztek, akkor előbb-utóbb mégis megették a lóhúst. Penitenciát arra az esetre viszont nem írt elő, ha mégis lóhúst ennének. Az izlandiaknak azonban megengedték, mert a tilalommal együtt nem akarták felvenni a kereszténységet. A ló inkább munka- és fegyvertárssá vált, mint élelemmé, emiatt később sem terjedt el újra a lóhúsevés.
A paripabőrt (ma: heréltló-bőr) a bőrfeldolgozás felhasználta például cipők, csizmák készítéséhez. A csikóbőrt bundának használták, különösen a 20. században. A magyar népköltészet egyik eleme a csikóbőrös kulacs. A lóbőrt emellett kesztyűhöz, kabáthoz, baseball-labdához is használták. A ló patájából ragasztó, csontjaiból szerszámok készíthetők. Csontjából, porcából enyvet is főznek.
Az olasz konyhában hagyományosan a ló kihegyezett lábszárcsontjával (spinto) tesztelik, hogy a sóban pácolt sonka megérett-e.
A kancatej a csikó természetes tápláléka élete első hónapjaiban. Összetétele szerint kevés benne a zsír, és sok a cukor, így erősen hasonlít az emberi tejre, ezért szükség esetén az anyatej lótejjel pótolható. Használják orvosi és kozmetikai célokra is. A lovas nomád népek – ahogyan a régi magyarok is – a ló tejéből a magas cukortartalomnak köszönhetően a mai napig alkoholos erjesztett italt, kumiszt készítenek. Ázsiában a kumiszt egyes népek lóbőr edényben erjesztik. A kanca naponta 5-6 alkalommal fejhető, egyszerre 1,1-2,6 liter tejet ad, a többi a csikónak kell. Ellés után 20-30 nappal lehet elkezdeni a fejést. Ez naponta 2–3,5 l tej/100 testtömeg-kilogrammnak felel meg. Általában 5-6 hónapig lehet fejni. A mongolok és más nomádok utazás közben a saját lovuk vérét szívták. Ez lehetővé tette, hogy hosszabb távolságokat tegyenek meg megállás nélkül.
A Premarin (pregnant mares' urine) vemhes kancák vizeletéből kivont ösztrogénból készül, és régebben széles körben alkalmazták a női hormon pótlására. Lovakkal termeltetnek ellenszérumot különféle, különösen állati mérgekkel szemben.
Lószőrnek nevezik a lovak farkából vagy sörényéből nyert szőrszálakat. Az ékszerek mellett vonós hangszerek vonóihoz használják (főként a fehér színűt).
A lószőrt korábban – a szintetikus szálak elterjedése előtt – kis mennyiségben a textilipar is felhasználta: a lószőrből készült szitaszövetet férfizakók merevítő bélése gyanánt és háztartási sziták készítésére használták, de vasúti kocsik üléshuzatát is készítették lószőrből. Az állat testét borító szőrt matracok töltésére használták.

### Takarmányozása

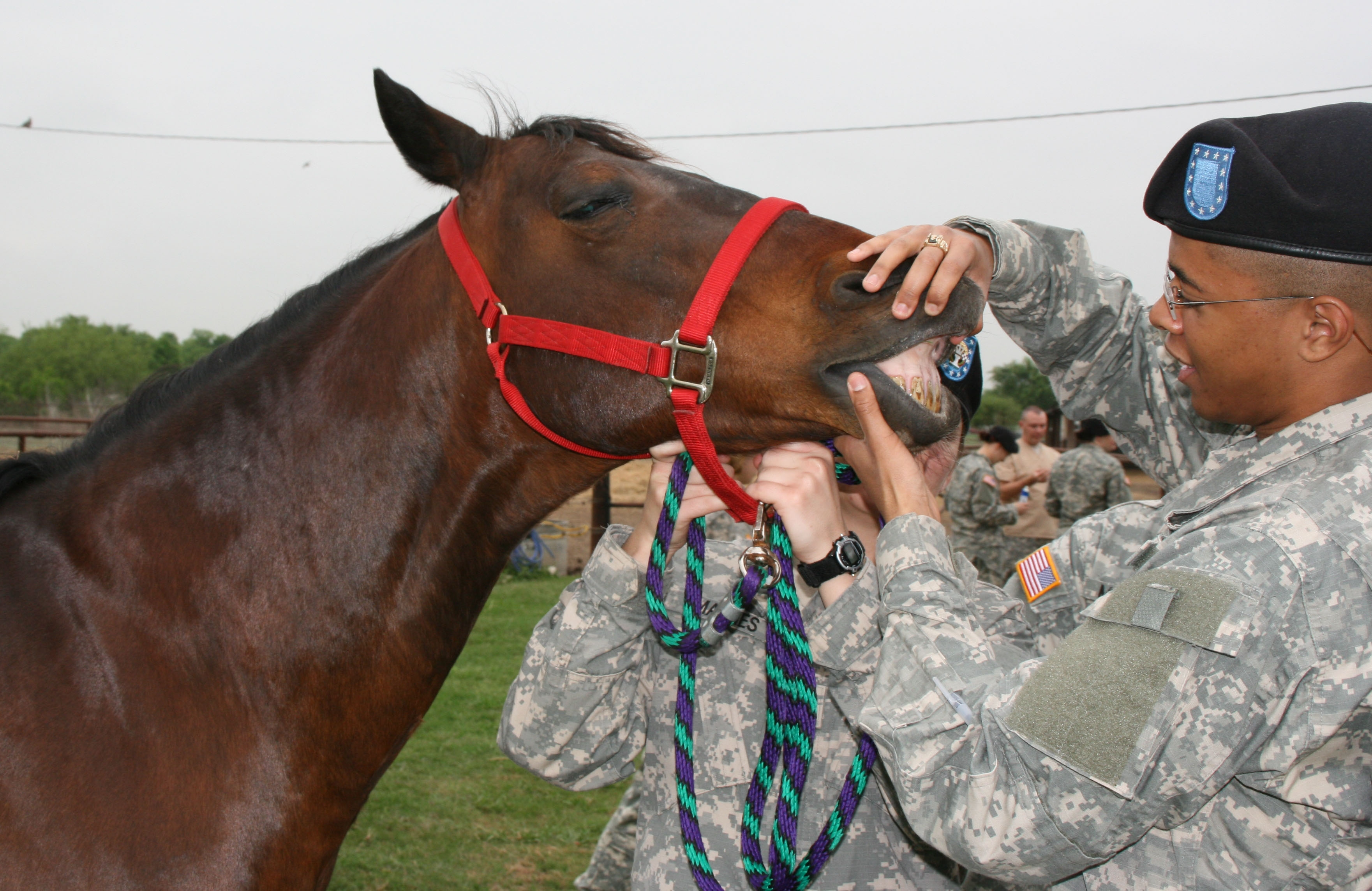
Ló fogazatának vizsgálata

A ló táplálékában a fehérje:keményítő aránynak 1:8–10 körül kell alakulnia. A hagyományos fő eledelek a széna, a szalma és a zab, ami mellé még késztakarmányt adnak. Ehhez többnyire zabot használnak. Lehet adni a lovaknak más növényeket is, és melaszt is. Kenyeret nagyobb mennyiségben nem szabad etetni. Emellett az egyéni szükséglethez kell igazítani a táplálék mennyiségét. Így a csikók, a növendékek, a vemhes és szoptató kancák több fehérjét igényelnek; ellenben a sportlovaknak többletenergiát adó táplálékra van szükségük. Sportlovak esetén vigyázni kell a nedves táplálékkal, zöldtakarmánnyal, mert ha túl sok, akkor romlik az állóképesség és a ló is lassabb lesz. Idős korban romlik a táplálék felszívódása, így ezt is figyelembe kell venni. Az ásványi anyagok pótlását segíti a nyalósó. A lovak csak a tiszta nátrium-kloridból álló sótömböket nyalogatják, az ízesített vagy adalékolt sóra rá sem néznek.
A lovak képesek naponta testtömegük 2%-2,5%-ának megfelelő száraz tömegű táplálékot elfogyasztani. Egy 450 kg testtömegű ló napi 11 kg száraz tömegű takarmányt fogyaszt. A munkától függően ehhez még abrakot kell adni.
A táplálkozási szakértők ajánlása szerint az abrak mennyisége nem haladhatja meg a normál táplálék mennyiségét, különben a ló hajlamos túlenni magát, és kólika alakulhat ki.
Folyamatosan vigyázni kell arra, hogy a lónak mindig elegendő széna és szalma álljon rendelkezésére. Ez fontos szerepet játszik abban, hogy a ló bélflórája fennmaradjon. Ehhez tartozik a fogápolás is. Nem szabad az energiaszükségletet főként zabbal fedezni; erre ügyelni kell, mivel sok késztáp főként zabból áll. Ekkor ugyanis a ló vagy elhízik, vagy ha a mennyiség rendben van, akkor unatkozni kezd, és rossz szokásokat vesz fel. Legalább naponta háromszor kell etetni.
A ló napi teljes vízszükséglete 60 liter, amibe azonban beleszámít a táplálék víztartalma is, így általában megelégszik 38-45 liter vízzel.
Ha csak zöldtakarmányt kap, akkor megelégszik 500 kg-onként két liter vízzel is. Ha nem jut megfelelő mennyiségű vízhez, akkor súlyos emésztési zavarok, kólika alakulhat ki. A legjobb egy önitató, amiből a ló egy pedál lenyomásával tölthet vizet magának. A vezetékeket hideg időben óvni kell a fagytól, mert a jéggé fagyó víz a hőtágulásával tönkreteheti a rendszert.
A takarmányt védeni kell az egerektől, mert vizeletükkel és székletükkel kórokozókat juttatnak bele. A szénát szárazon kell tartani, és szárazon kell adni. Ha a széna elázik, akkor a benne elszaporodó baktériumok hőt termelnek, emiatt túlmelegedhet és meggyulladhat. Ügyelni kell a szénabála belsejében uralkodó hőmérsékletre; az öngyulladás elkerülésére 70 Celsius-fok alatt, a tápérték megtartásához 45 Celsius-fok alatt kell tartani.
Vannak a ló számára élvezhetetlen, vagy mérgező növények. A borostyánt vagy az aggófüvet csak akkor eszi meg, ha éppen nincs más. Vannak lovak, amelyek még időben észreveszik a mérgező növényeket, és nem eszik meg őket, de vannak, amelyek elfogadják és megmérgeződnek. Mérgezés esetén állatorvost kell hívni, és a további evést meg kell akadályozni. A gyógykezelés lehet aktív szén, hashajtó vagy gyomormosás, néha tejet is adnak. A szénával szemben kevésbé kritikusak, mint a legelőn növő növényekkel szemben. A lovak nagyon ügyesen, az evés abbahagyása nélkül hullajtják el a tévedésből letépett nemszeretem növényeket.
A legeltetési időszak elején és végén vigyázni kell a takarmányok közötti váltásokkal, mert a ló kólikát kaphat. Mind a friss növényeket, mind a szénát fokozatosan kell bevezetni. A túl hirtelen elkezdett legeltetés hasmenést, a túl hirtelen elkezdett széna szorulást okozhat. A hullott gyümölcs is problémát jelenthet, ha túl sokat eszik belőle egyszerre. Szintén vigyázni kell, ha az új legelő növényzete nagyon különbözik a régitől.
A szabadban tartott lovaknak is szükségük van menedékre, ahova behúzódhatnak a csapadék és a szél elől. Ez lehet egyszerű menedékhely, vagy akár gondosan felépített istálló is. Emellett még szükségük van patkolókovácsra is, aki 6-8 hetenként megigazítja a patájukat, és patkót cserél. Az állatorvosnak rendszeresen ellenőriznie kell a ló állapotát, és be kell adnia az esedékes védőoltásokat. Az állatorvosnak vagy a lófogásznak rendben kell tartania a ló fogazatát is. Ha a lovakat istállóban kikötve tartják, akkor naponta át kell őket mozgatni, ami segít megőrizni a testi és a lelki egészséget. Ha kint tartják őket, akkor elég erős kerítésre van szükség. A lovat rendszeresen tisztogatni, ápolni kell, ezzel nemcsak a szépségét, hanem a bőre és szőre egészségét is meg lehet őrizni. A bőrápolás módjai a tisztogatás, mosás, fürösztés, nyírás és letakarás.

## Lótípusok

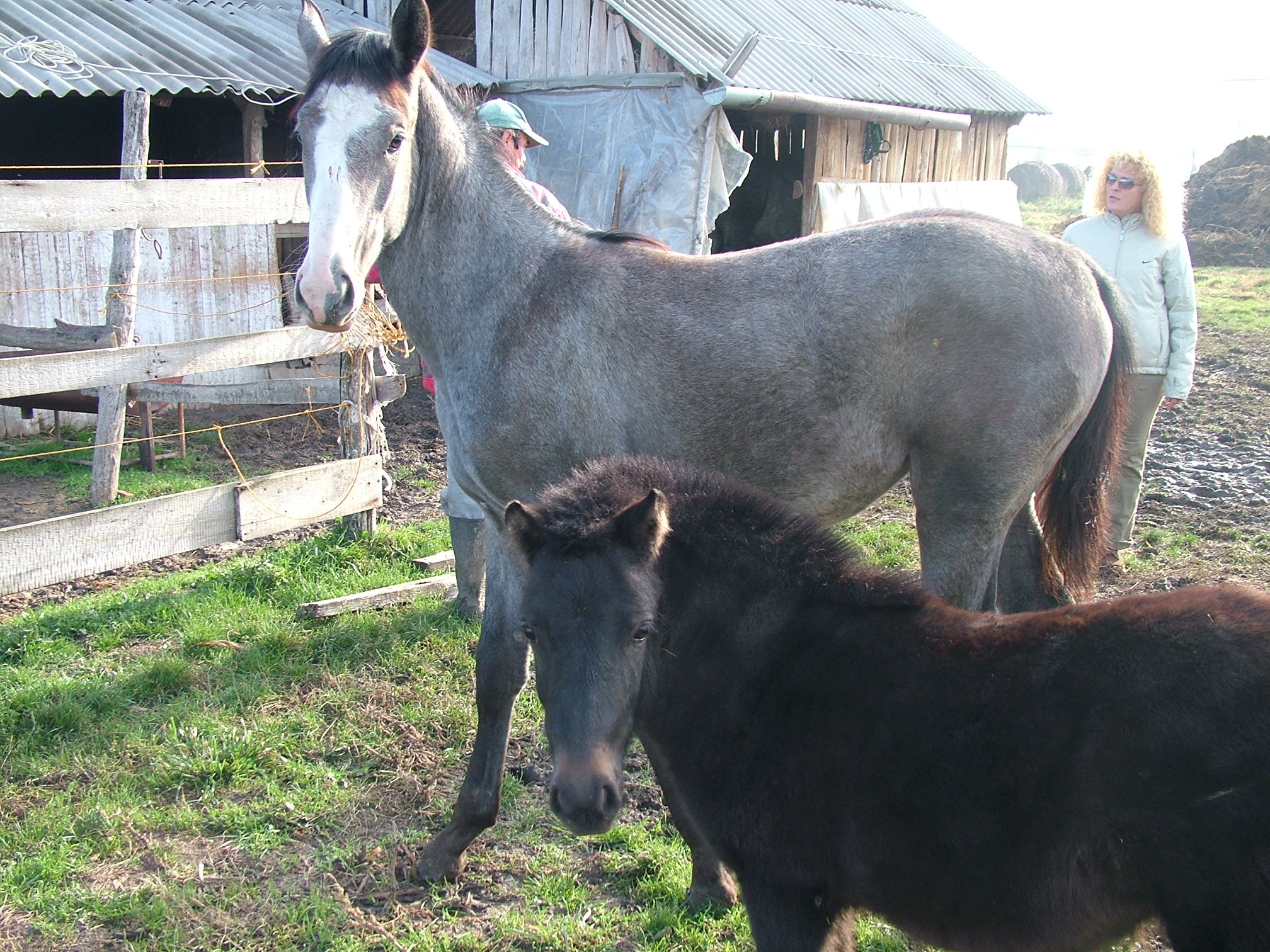
Csikó és póni

A nagylovaknak és a póniknak nagyon sokféle típusa ismert, kezdve a nagy testű, lassú mozgású nehéz igás lótól a karcsú és gyors angol telivérig. Egy-egy típus általában a fajták keresztezésének eredménye, de vannak olyanok, amelyeket kifejezetten meghatározott célra tenyésztettek ki. Például egy nagy testű igásló és egy telivér keresztezéséből olyan ló születik, amely egy termetes lovast is könnyen elbír a hátán. A sodrott ló hidegvérű és melegvérű szülők utóda.

### Típusok vérmérséklet szerint
A vérmérséklet szó nem a vér hőmérsékletére, hanem a temperamentumra utal. 
A lófajtákat három csoportba soroljuk vérmérséklet szerint, a póniknál ilyen felosztás nem szokásos. Vannak hidegvérű típusú pónilovak, és a kisebb méretű lovasok, gyerekek számára melegvérű jellegű pónik is. Példák az ausztrál lovaglópóni és a connemara póni.

#### Hidegvérű lovak

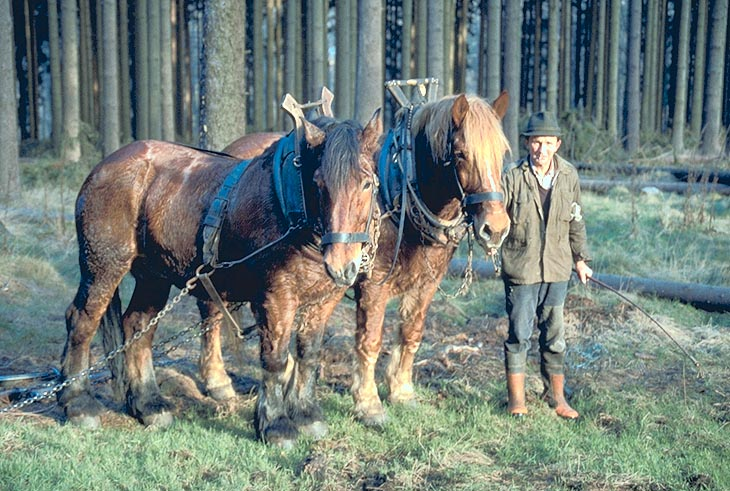
Farönköket vontató lovak

Többnyire természetes úton kialakult fajták tartoznak ide, kivéve az arab lovakat.
Észak-Európából származnak, ahol bőven találhatók kövér legelők a hűvös, csapadékos időjárás következtében. Erős testfelépítésűek, nyugodt természetűek. Nem csoda, hogy ebbe a fajtába tartozó lovak mind nagy testűek, és igen erősek, mint a clydesdale vagy Belga hidegvérű lovak. Erejük révén a többi fajtánál alkalmasabbak arra, hogy nehéz kocsikat húzzanak, viszont nem érik el az arab lovak eleganciáját és kecsességét. Néha szelíd óriásoknak nevezik őket. A percheron könnyebb és élénkebb, vele száraz talajokat szántanak, vagy szekeret húzatnak. A shire megint nagyobb, erősebb és lassabb, nehéz agyagos földek szántására tenyésztették.

#### Melegvérű lovak

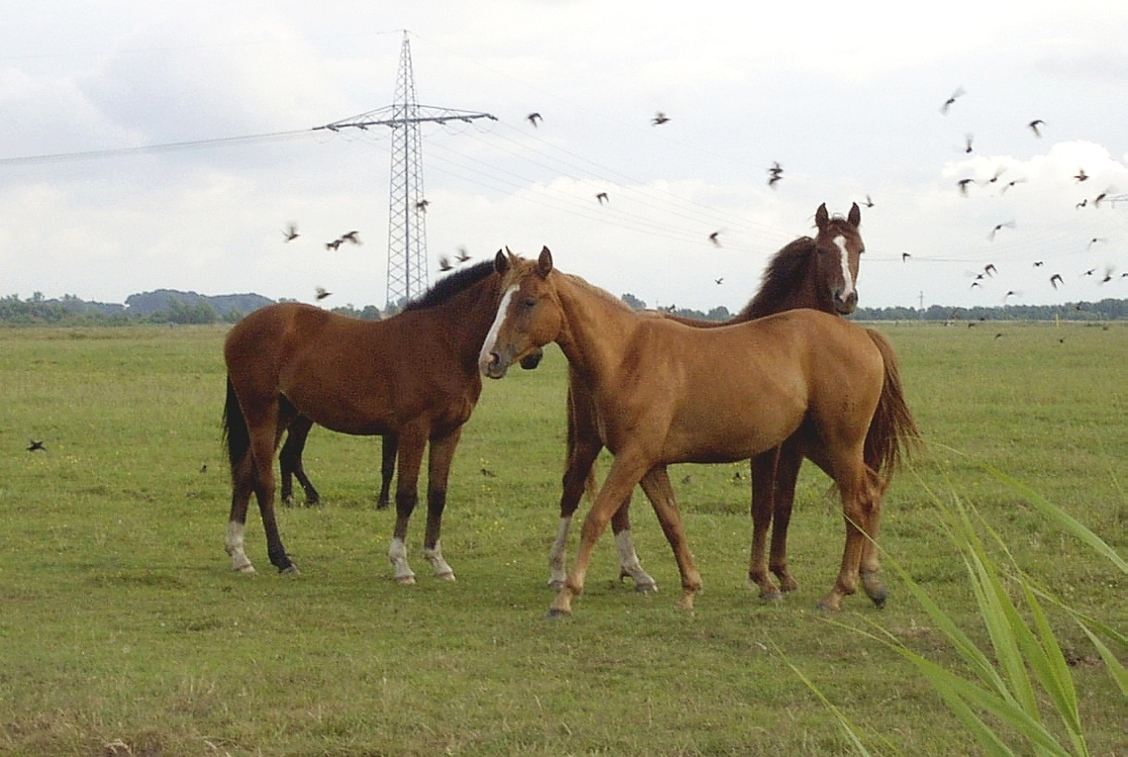
Hátaslovak mezőn

Az ázsiai vadlovaktól a Przsevalszkij-lótól és a tarpántól származnak, vagy hidegvérű és nemesvérű lovak keresztezésével alakították ki őket. A keresztezés célja az volt, hogy egyesítsék a telivérek eleganciáját és sebességét a hidegvérűek jó természetével és robusztusságával. Élénk, finom csontozatú fajták, alkatuk sokoldalú hasznosításra utal. Ide tartozik a legtöbb sportló. Melegvérűre példa a trakehneni, vagy a hannoveri ló. A melegvérű fajták főként díjlovaglásban és díjugratásban versenyeznek. Tágabb értelemben véve melegvérűnek tekinthető a hidegvérű és a nemesvérű lovak bármely keresztezése, vagy a lovaglásra használt fajták, a nemesvérű lovak kivételével.

#### Nemesvérű lovak

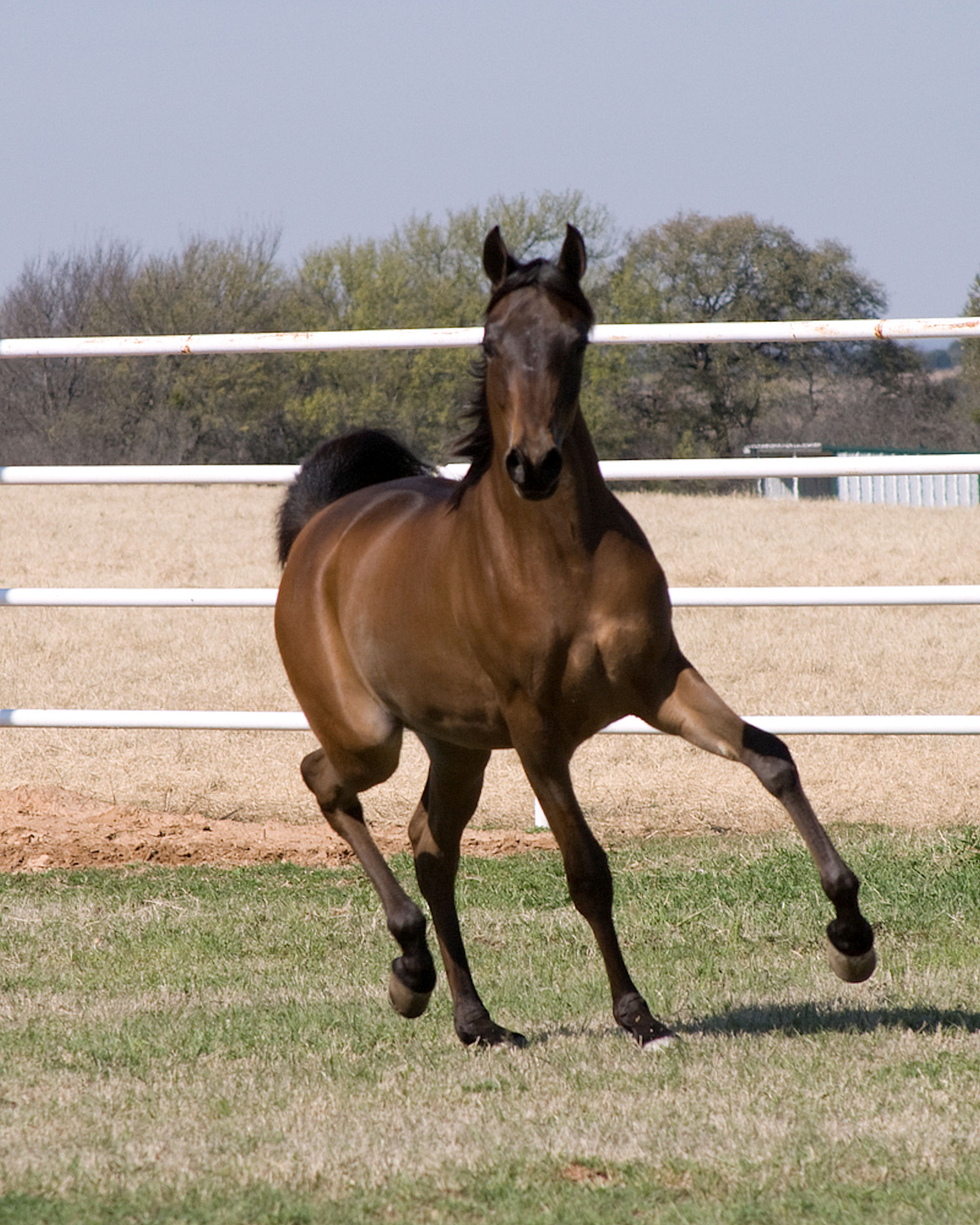
Arab telivér

Nemesvérűnek számítanak a telivérek és a magas hányadú félvérek, amikben valamelyik telivér fajta hányada legalább 50%. Telivér fajták az arab és az angol telivér. Nemesvérűnek számít az akhal tekini, a berber ló és a kihalt türkmén ló. Érzékenyebbek, energikusabbak, és gyorsabban tanulnak, mint más fajták. Külsőleg kifinomultak, karcsúak, vékony bőrűek és hosszú lábúak. Sebességükért és ügyességükért tartják őket. A telivérek többnyire sportlovak, és rövid távon akár elérhetik a 70 km/h sebességet. 160 kilométeres szakaszon a maximális átlagsebesség 12–20 km/h.
Az angol-arab egyesíti magában a nemes vérű lovak minden szépségét, finomságát és eleganciáját. Eredetileg a Közel-Keletről és Észak-Afrikából származik, ahol a sovány legelők és a szélsőséges időjárás a kisebb testű, szívós és gyors lófajta kialakulásának kedvezett. Az angol telivért és a melegvérű fajtákat a Közel-Keletről hozott keleti fajták közreműködésével tenyésztették ki.

### Pónilovak
Pónilovak: Legfeljebb 147 cm magas és többségükben tiszta vérű őshonos fajták, például az izlandi póni. Vannak fajták, amelyekben születnek ennél kisebb egyedek, mégis törzskönyvileg nagylovaknak tekintik őket. Ilyen például az arab telivér, vagy a missouri fox trotter. Ezzel szemben vannak kis termetű fajták, amiket póninak tekintenek, így annak egyedeit akkor is törzskönyvileg póninak tekintik, ha felnőtt korukra túllépik a 148 cm-t. Ilyen például a welsh póni
Magyarországon hagyományosan a 122 cm alatti marmagasságú lovakat hívják póninak, a 130 és a 148 cm közöttieket kislónak. A kettő közöttiek határesetnek számítanak, más jellemzők alapján dől el, hogy melyik csoportba tartoznak. Vannak kutya nagyságú törpelovak is.
Az általános szabály alól vannak kivételek is. Ausztráliában a határ 142 cm. A United States Equestrian Federation western osztályának versenyein 145 cm. A Fédération Equestre Internationale metrikus rendszerben számol, és 148 cm-t ad meg patkó nélkül, patkóval 149 cm-t.
Rendszertanilag ugyanaz az alfajhoz tartoznak, mint a többi ló. A versenyeken főként a magasságot használják kritériumként, de vannak más sajátságaik is, amik alapján eltérnek a többi lótól. A póni lába rövidebb, mint a nagylóé, de méretéhez képest erősebb. Csípője szélesebb, csontozata vastagabb, nyaka rövidebb és vastagabb. A pónik szívós, öntörvényű állatok. Szelídebbek, és okosabbak is, mint a többi ló. A legkisebb póni fajta a shetlandi póni; a falabellát, amely egy családról kapta a nevét, nem póninak, hanem kislónak tekintik. Jellemző a tömzsi testalkat, az erős harapás és a hosszú élettartam. Lovagláshoz és kompvontatáshoz, de még vakvezetéshez is használják őket.

### Típusok hasznosítás szerint
- Fogatlovak: Azoknak a lovaknak, amelyek fogathúzásra alkalmasak, általában meredekebb a lapockájuk, ezáltal jól felfekszik rá a hám, másrészt a csüdjük is meredekebb. Lábukat magasabbra szokták emelni, ami elegánsan mutat a fogatban, ám a lovaglásnál kifejezetten kényelmetlen. Tipikusan hidegvérűek.[282]
- Hátaslovak: A lovaglásra használt állatnak erősnek kell lennie, hogy elbírja lovasát, törzsének pedig keményebbnek, hogy a lovasnak jó ülést nyújtson. Dőlt lapockájának köszönhetően hosszabb és alacsonyabb lépésekkel halad, ami kényelmessé teszi a lovaglást. Ebben szerepe van a kisebb szöget záró csüdjének is. Az izmos far és hosszú hátsó láb az ugrásban válik előnyére… Többnyire telivérek, félvérek, vagy melegvérűek,[289] de sodrott és néha hidegvérű lovakat is használnak hátasként a nehezebb lovasok alá. Pónikat főként gyerekek lovagolnak.[301][302]
- Sportpóni: a hátasló a legjobb tulajdonságaival rendelkezik, szép, arányos testfelépítésű, a vérmérséklete pedig egyenesen tökéletes.[303]
- Nehéz igás lovak: Masszív testfelépítése, vastag csontozata és erős izmai nehéz terhek vontatására teszik képessé. Rendszerint hidegvérűek.[282]
- Kocsiló: e típusnak is erősnek kell lennie, mégis könnyebb testűek, ezáltal elegánsabbak. Lábukat magasra emelik. Két, egymáshoz illő ló párban igen értékes. Az ókori rómaiknál a négyes fogat sokkal értékesebb volt, mint négy ló.[304]
- Cob: Nyugodt természetű hátasló, amelynek kissé rövid lába és zömök teste van.[305] Hagyományosan az idősebb és testes lovasok használják előszeretettel. A cob sörényét gyakran rövidre vágják. Melegvérű jellegű.[306]
- Pólópóni: Kis testű ló. Gyorsan mozog, fordulékony, képes hirtelen felgyorsulni, megállni vagy irányt változtatni. Azonnal végre kell hajtania lovasa utasításait. Nevével ellentétben nem póni, mivel átlagos marmagassága 160 cm.[307]
- Vadászpóni:[308] Teste erőteljesebb, kevésbé tetszetős, mint klasszikus hátaspónié. Amellett, hogy jó hátasló, gyors mozgású, és ugornia is tudni kell.

## Lófajták

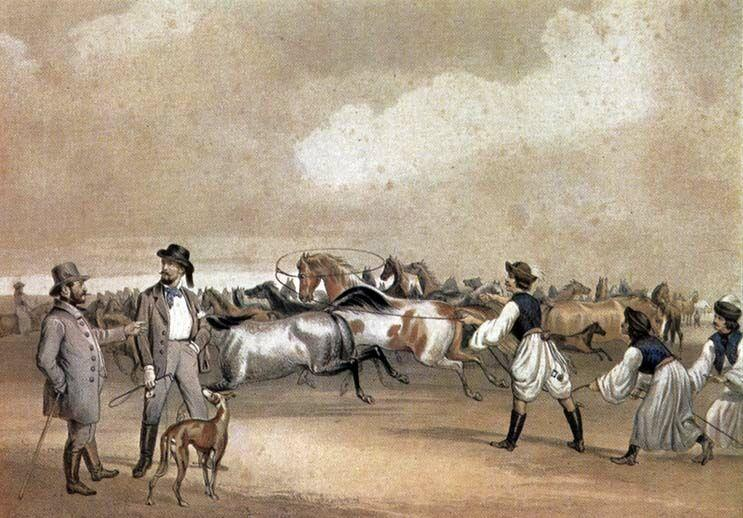
Ló kifogása pányvával egy alföldi ménesből a 19. században

A lónak több mint 300 fajtája ismert. Korábban Magyarország lótenyésztési nagyhatalomnak számított.
Néhány ismertebb fajta: angol telivér, andalúziai ló, kisbéri félvér, lipicai, arab telivér, camargue-i ló, shetland póni.
A tiszta fajtáról alkotott elképzelés és az ellenőrzött, írott törzskönyv a modern időkben vált fontossá. Néha a tiszta fajtákat helytelenül telivérnek nevezik. A telivér a ló egy típusa, a tiszta fajta pedig törzskönyvvel számon tartott. A fajták általában közös ősöktől származó lovak csoportja, amelyek bizonyos jellemzőkben megegyeznek és azokat megbízhatóan örökítik is, így szín, testalkat, lelki alkat, ügyesség, tanulékonyság. A fajtákat néhány régi fajta kivételével keresztezésekkel és szelekcióval hozták létre. A beduinok lovaik vérvonalát hosszú nemzedékekre visszamenőleg tudták, mivel fontosnak tartották a fajtisztaságot.Ezeket a vérvonalakat szóban örökítették. Az első írott törzskönyvek a karthauzi szerzetesektől származnak Dél-Spanyolországból. A feljegyzésekben megtalálhatóak az andalúz ló ma is élő vérvonalai.
A lófajtákat egy-egy feladatra tenyésztették; jellemzőiket az adott feladathoz igazították. Az erős, de kifinomult andalúz lovat lovagláshoz, a nehéz hidegvérűeket nehéz kocsik húzására és mezőgazdasági feladatokhoz. További fajtákat a könnyebb mezőgazdasági munkákra, könnyebb kocsik húzására vagy utazólónak, különböző sportágakhoz, vagy egyszerűen csak kedvencnek. Egyes fajtákat több évszázados szelekcióval és keresztezéssel alakítottak ki, mások csak nagyon kevés ős leszármazottai. Az egyik legrégibb írott törzskönyv az angol telivéré (General Stud Book), ami egészen 1791-ig, az alapítókig vezeti vissza a telivérek vérvonalát.

### Magyar fajták

#### Története
Az ugorok a Kr. e. 2. évezredben ismerkedtek meg a lóval és a lovaglással. Ebből a korból származnak ló, nyereg, fék, ostor, másodfű, harmadfű szavaink. Feltételezett szálláshelyük az andronovói kultúra északi részén volt, innen a Kr. e. 2. évezred közepéből vagy későbbről származó lovastemetkezések és csontból készült zabladarabok maradtak ránk. Lovas vadászok voltak.
Az ugor kor után is lótartó maradt a magyarság, a honfoglalás előtti kor emlékeit őrzik a mén, kengyel, nyűg, béklyó, gyeplő, kantár szavak. Tanult a környező török népektől is. Európa lovas nomádként ismerte meg e népet. A ló gazdaságilag kevésbé volt fontos, mint a szarvasmarha, de a kultúrában jelentősebbé vált.
Magyarország sokáig lótenyésztési nagyhatalom volt, hatalmas ménesei voltak. 
A középkorban a legtöbb ló a tarpánra emlékeztetett, habár a takitól származtak, nem a tarpántól. Alacsonyak, erősek és gyorsak voltak. Voltak nemes lovak is, ezek nagyobbak, szebbek voltak, mint azok. A krími tatároktól, kaukázusi és turkesztáni ménesekből származtak.
Szent László 1077-ben betiltotta a szarvasmarha- és a lóexportot. Kálmán király 1100-ban engedélyezte tehenek eladását külföldre, de vágómarhát, lovat továbbra sem lehetett kivinni. A tilalom évszázadokig fennállt, Zsigmond király külön megengedte a pozsonyiaknak, hogy lovat adjanak el külföldre. A tilalmat a 15. században oldották fel, ezután felélénkült a kereskedelem. A nyugatra eladott lovakat keletről vásároltakkal pótolták. A 18. század közepén lecsökkent a lóállomány, a maradék elkeveredett.
A hanyatlás okai a háborúk (török uralom vége, Rákóczi-szabadságharc, örökösödési háború, hétéves háború) és az orosz terjeszkedés voltak. Már nem lehetett méneseket behozni keletről. A birtokosok spanyol méneket hoztak, de így sem sikerült elég lóra szert tenni. Kénytelen volt az állam gondoskodni a leendő katonalovakról. A paraszti lótenyésztés, lótartáshoz a megnövekedett közterhek is hozzájárultak, a forspont miatt Tolnában és Baranyában sok gazda szarvasmarhára cserélte lovait, a megmaradt lovakat a Duna szigetein rejtettek. Egyes vidékeken ragaszkodtak a lovakhoz, és például a Rábaközben sok gazdának három-négy lova is volt.
A 18. századtól az 1910-es évekig ismerték a török ló, szlavóniai ló, oláh ló, moldvai ló, lengyel ló, hucul ló, mokány és székely ló, erdélyi ló fajtákat. A moldvai ló kivételével kis termetűek voltak. A legtöbb keleti vér az erdélyi lóban maradt fenn. Az 1930-as években négy éven keresztül, évente átlag ezer lovat exportált Török- és Görögországba a "Lenz Testvérek" déligyümölcs kereskedő cég, amelynek a vezérigazgatója és tulajdonosa, Lenz József (1897–1965), kereskedelmi tanácsos, tartalékos huszárszázados. 1933-ban a Török Fügetermelők Szövetsége megállapodást kötött a Lenz Testvérek déligyümölcs import céggel, hogy a füge és egyéb déligyümölcs-szállítmányok ellenértékeképpen a hazai cég 1500 lovat exportáljon Törökországba. Később viszont, 1934-ben a Lenz Testvérek cég kapta meg a török hadsereg tüzérségi lovainak beszállítói jogát. A lóállomány túlélte a világháborúkat és a békeszerződéseket, azonban a szocializmus véget vetett a népi lótartásnak, és az újabb fajták is a kihalás szélére kerültek.

#### Újabb magyar fajták
A középkori magyar ló a hódoltság idején arab, később spanyol lovakkal, majd angol telivérekkel keveredett, így alakult ki a magyar parlagi ló. Kis testű, de lassan érő. Ezt tovább keresztezték arab és angol telivérekkel, kiváló kocsilovakat kaptak. A magyar parlagi ló kis igényű, szívós. A székely ló hasonlít rá, de zömökebb. A havasokban honos kis termetű, hosszú szőrű, bozontos fajta a mokány ló. 
Hidegvérű tájfajták a muraközi és a pinkafői ló, amelyeket francia percheron és osztrák pinzgaui fajtákkal nemesítettek. A régi magyar lófajták 1880-1890 körülre teljesen eltűntek.
Az első állami ménest II. József alapította Mezőhegyesen 1784-ben. A világon egyedülálló módon itt négy magyar fajtát tenyésztettek ki: a nóniusz, mezőhegyesi félvér (furioso-north star), gidrán és az 1984-ben fajtaelismerést nyert mezőhegyesi sportló fajtákat. Mára Mezőhegyesen csak a nóniuszt és a mezőhegyesi sportlovat tenyésztik, a többi fajtát más ménesekbe szervezték át. (A mezőhegyesi sportló 1980-ban debütált a moszkvai olimpián, ahol a magyar csapat IV. helyezést ért el.)  Kisbéren a hajdani Batthyány-birtok területén tenyésztették ki a kisbéri félvér fajtát, gróf Szapáry József Győrhöz közeli bábolnapusztai birtokán pedig a shagya-arabot. A kisbéri félvér szintén egy angol félvér.

## Állomány
A ló az ember által legtöbbet használt háziállatok közé tartozik, és számos országban tartják őket. A lovakat többféle célra használják, mint például a szállítás, a mezőgazdasági munkák, a sport, a szórakozás és a terápia. 2021-ben a lóból több mint 140 országban tartottak, és az éves állomány nagysága meghaladta az 58 millió darabot.
A világ legnagyobb ló tartói közé tartozik az Egyesült Államok, Mexikó, Brazília, Mongólia és Kína. Ezek az országok a 2021-es állományuk alapján az első öt helyen álltak. 2021-ben az Egyesült Államok volt az éves világ ló állományának a 18%-a.

## A művészetben

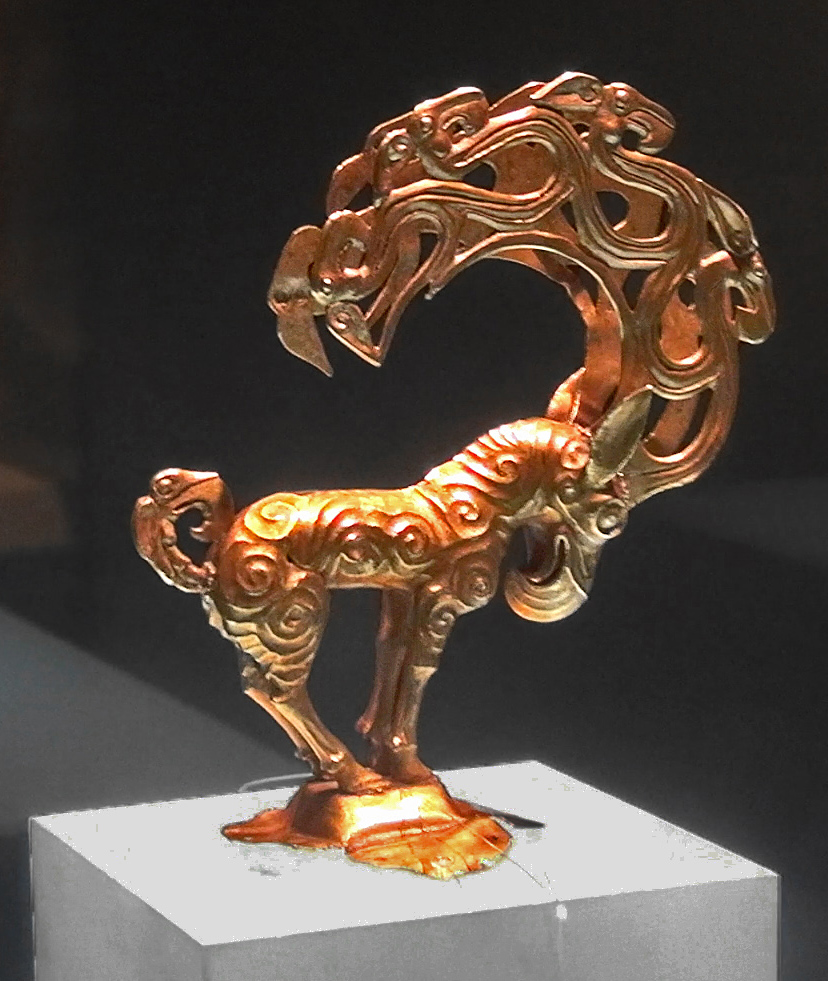
Egy hun sírból előkerült, szarvasnak átöltöztetett csőrös ló a Han-dinasztia korából (Lelőhely: Kína, Ordosz terület, Nalingaotu. Kiállítás helye: Senhszi tartományi Történeti Múzeum

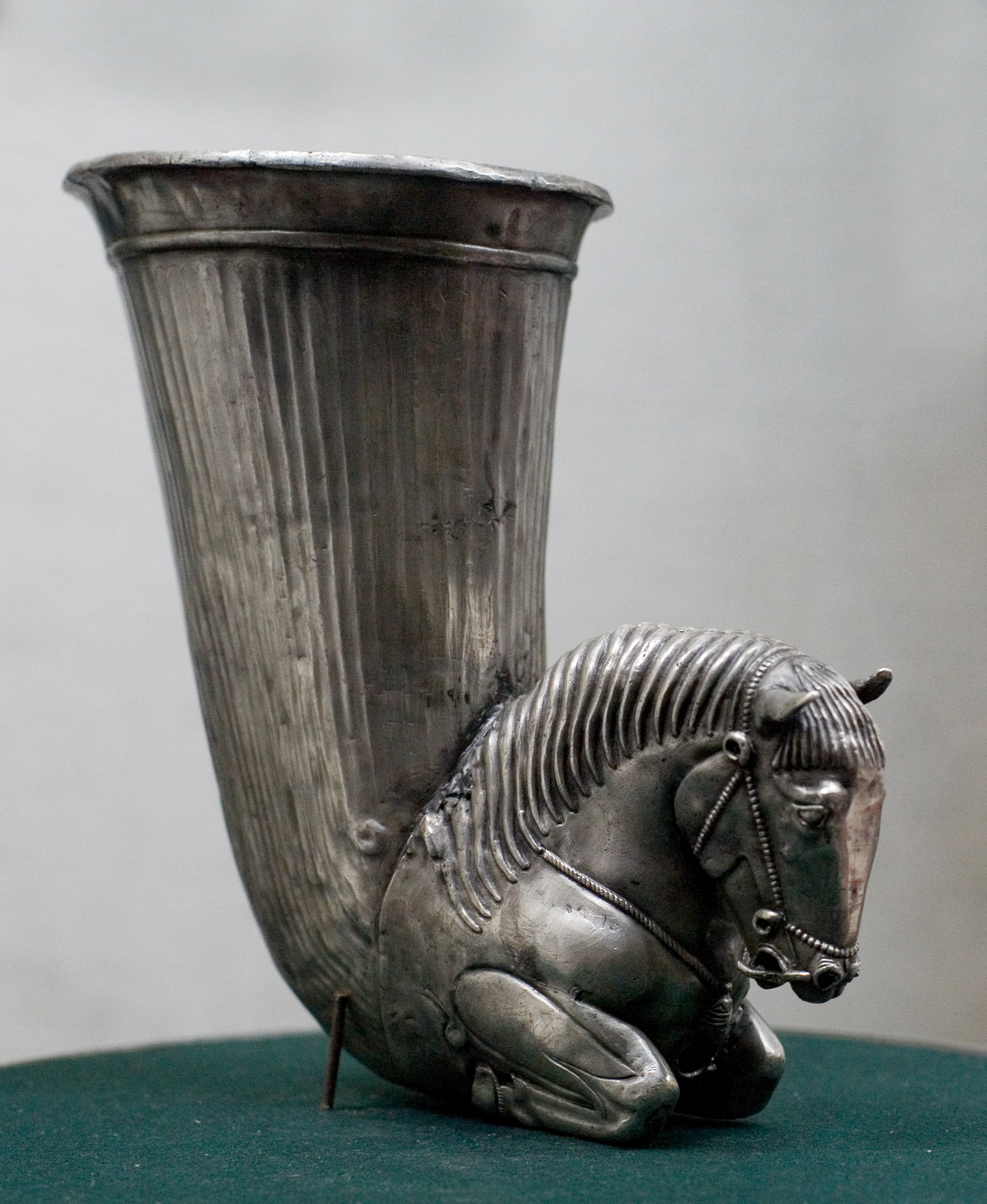
Lófejjel díszített urartu kancsó Erebuniból

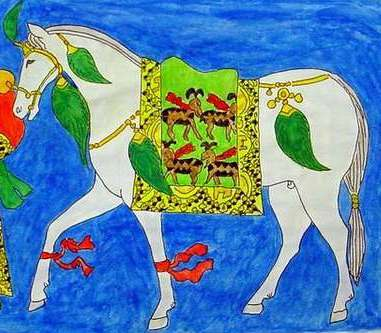
Fehér ló az afrasziabi falfreskókról (Üzbegisztán)

A legrégibb ismert ábrázolások 30 ezer évesek, a dél-franciaországi Chauvet-barlangban láthatók Vallon-Pont-d’Arc közelében. Kikkuli a Kr. e. 15. században szakkönyvet írt a lovak tartásáról, tenyésztéséről és a könnyű kis kocsik húzására való felkészítéséről. Magát Mitanni országából való lókiképzőnek nevezte. Ez a technika előnyt biztosított a hettitáknak a szomszédaikkal vívott csatákban. Kr. e. 1274-ben a hettiták II. Ramszesz fáraót is legyőzték,
aki alig tudott könnyű, aranyozott harci kocsijával elmenekülni. A hettiták lovai kicsik voltak, de az utánuk következő Urartu már nagyobb lovakat tenyésztett ki. Menua király (Kr. e. 810–785) egyik lova az Arsibini nevet viselte, és győzelmet ért el távolugrásban.
A ló ábrázolása kiemelkedő szerepet kapott a lovasnépek művészetében. Lásd a nagyszentmiklósi kincs, ékszerek Egykor a lovat még az ősi szent állat formájába is átöltöztették. Legismertebb a nevezetes paziriki ásatásban talált lószerszám és díszítése (Szergej Rudenko professzor ásatása az Altaj-hegységben). Ilyen lovak ábrázolásait találjuk az ősi hun-szkíta királysírokban, Kínában, vagy Oroszországban.
Caligula római császár a kedvenc lovát, Incitatust consullá nevezte ki. Ezzel a történettel az ókori római írók a császár őrült voltát igyekeztek igazolni. Eredetileg Porcellusnak (kis disznó) hívták, de a császár egy méltóbb nevet adott a csődörnek, aki minden futamot megnyert, ahol indult. Egy egész palotát kapott személyzettel, istállója márványból épült, lószerszámait drágakövek díszítették, arannyal kevert zabbal etették.
A ló a címereken is megjelent. 
A perzsa miniatúrákon gyakran lehet lovakat, tevéket vagy elefántokat látni, akiken egy égi lény vagy egy uralkodó lovagol.
A híres magyar lovak listája a Híres magyar lovak listája cikkben található.

## A vallásban

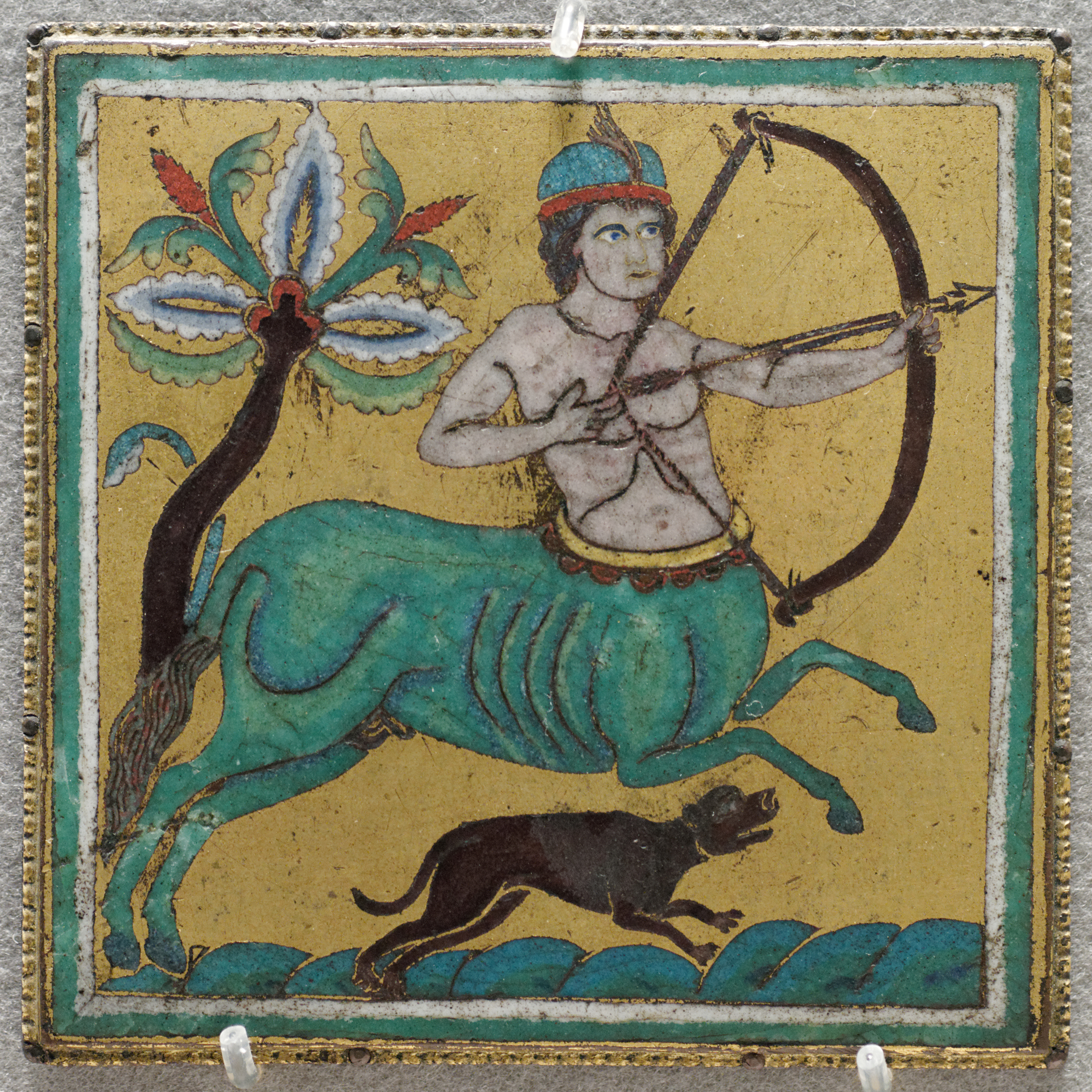
Kentaur. Dekoratív aranyozott és zománcozott rézlemez. Franciaország, 1160-1170

Az ember és a ló közötti kapcsolat miatt a ló sok népnél is vallási szerephez jutott, emiatt a mitológiákban számos ló szerepelt.
A görög mitológiában is sok történetben szerepel:
- Héliosz görög napisten szekerét az első időszakban bikák húzták, később azonban már lovakról volt szó. A képeken sugárkoszorúval szerepel, lovai szárnyasak, és a szekér előtt fiúk futnak, hogy aztán a mélybe vessék magukat, és így oszlassák szét a csillagokat. A szekér előtt halad Héliosz két testvére, Szeléné a holdistennő, és Éósz, a hajnal istennője.[335]
- Poszeidón a tenger mellett a lovak istene is; e szerepében a Hippiosz nevet is viseli. Amikor szerelmével Démétért üldözte, az kancává változva menekült előle, és egy ménesben rejtőzött el. Poszeidón szintén lóvá változott, és csődörként követte, így sikerült vele párzania. A nászból született Areión, a nagyon gyors, okos, beszélő ló.[336]
- Héraklész egyik feladata volt Diomédész emberevő lovainak elvitele. Kiután kísérőivel legyőzte az őröket, Héraklésznek behatolt az istállóba, ahol a lovak vaslánccal voltak kikötve. A lovak azonban érkeztére felnyerítettek, erre gazdájuk a helyszínre érkezett katonáival. A küzdelemben Héraklész győzött, megölte Diomédészt, katonáit megfutamította. Ezzel a lovak megnyugodtak, így Héraklész magával tudta vinni őket. A lovakat Erüethosz szabadon engedte, de azok az Olümposz felé vették az irányt, és vadállatok áldozataivá váltak.[337]
- A kentaurok ember-ló keveréklények, lótestükön a fej helyén emberi felsőtesttel. A legtöbbjük kerülte az embereket, de Pholosz és Kheirón barátságos volt velük, és hősöket neveltek.[337]
- A ló testének elülső feléből, és egy tyúk szárnyából, lábaiból és farkából álló felnagyított hátsó részből álló lény neve hippalektrüon.
- A hippokamposz testének első fele ló, de hátulján haluszonyt visel.[338]

Róla nevezték el a csikóhalakat (Hippocampinae). Szintén róla kapta nevét az agyban az emlékezet szempontjából fontos terület (hippokampusz), mivel alakja hasonlít a lényhez.
- Pegazus egy szárnyas, ló alakú félisten volt. Bellerophónt számos hőstettében segítette, többek között a kiméra megölésében.[337]
- A trójai faló belsejében görög harcosok rejtőztek. Megépítése Odüsszeusz ötlete volt. A trójaiak engesztelő áldozatként tekintettek rá, és bevontatták a városba. Így sikerült a görögöknek elfoglalniuk Tróját.[337]
- Bukephalosz Nagy Sándor legendás lova volt. Számos mitológiai tulajdonságot tulajdonítottak neki, például azt, hogy tudott beszélni.

Az ókori rómaiak lovat áldoztak Marsnak a termékenységért. A fehér ló az égi, a fekete az alvilági isteneket jelentette.
Az egyszarvú nem a görög mitológiából, hanem Indiából ismert. Lóteste, homloka közepén hegyes szarva és kecskepatái vannak. Arisztotelész és Plinius természetrajzi írásai is említik. A perzsa mitológiából ismert Rakhs, a csődör.

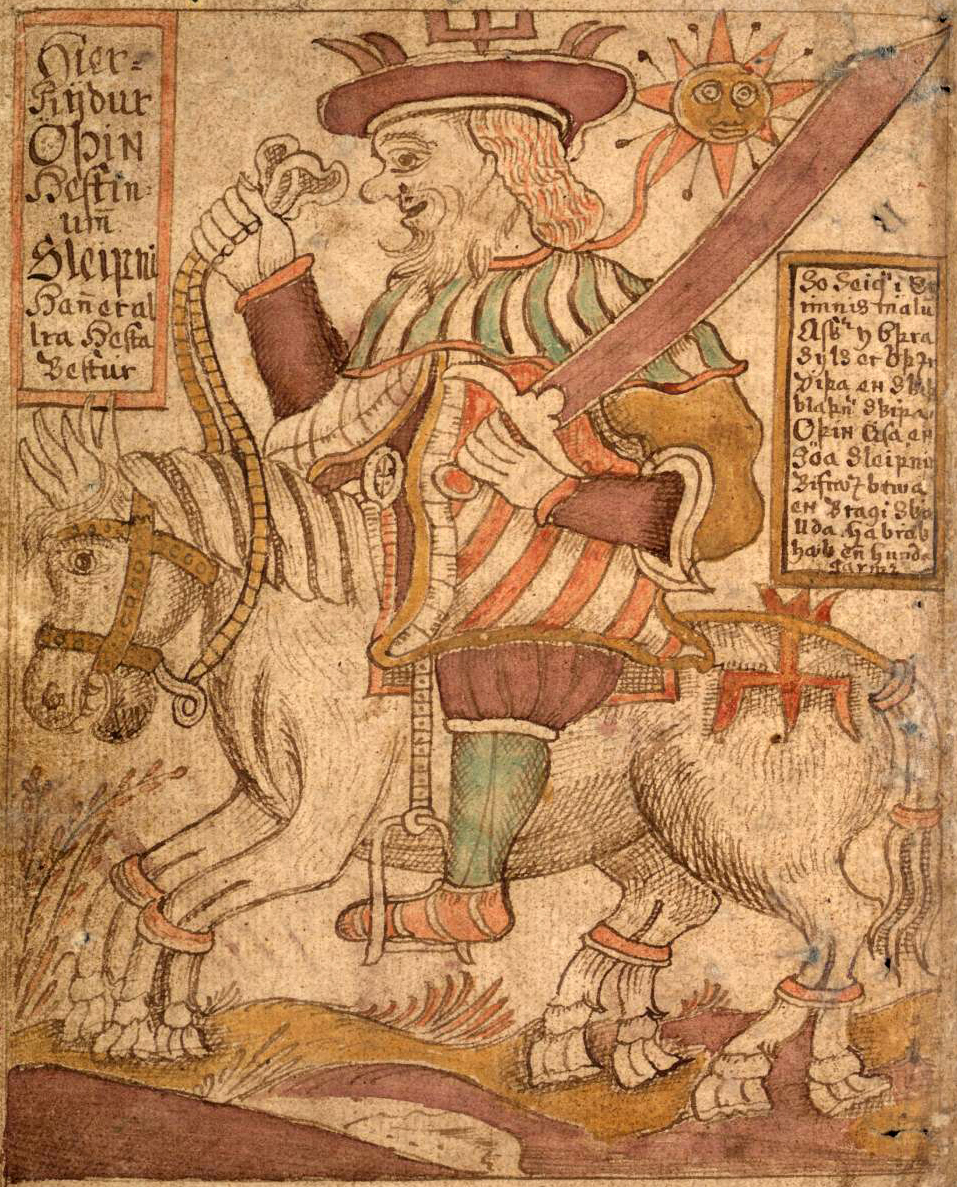
Odin nyolclábú Szleipnir lován. Izlandi kézirat illusztrációja, 1765-66

Az északi mitológiában Szleipnir Odin nyolclábú lova. Arvak és Alsvid a napisten szekerét húzzák. A merseburgi ráolvasások közül a második egy ló törött lábát volt hivatva meggyógyítani. Más ófelnémet szerzők feljegyeztek ráolvasásokat, amelyek lovak bénulásának gyógyítását tűzték ki célul.
A zsidó és a keresztény hagyományokban a fehér ló a mennyei tisztaságot jelzi.
Az iszlám hagyományok szerint a próféta Burák nevű szárnyas fehér lován egy éjszaka a mennybe repült,
és a Koránnal tért vissza Mekkába. Marokkóban a gnaváknál a derdeba nevű megszállási ceremónia transzba esett részt vevői egy Buchari nevű lovon utaznak. A ló a gazdagságot, jóllétet jelképezi.
A Védákban leírt óind áldozatok közül a legköltségesebb az ashvamedha lóáldozat volt.
A hinduizmusba átkerült óind hagyományok szerint a ló, mint hátasállat sok istenségnek fontos. A legismertebb Szúrja, a napisten, aki fiatal férfiként lovon ül vagy áll. Emberszerű ábrázolása szekéren perzsa hatást mutat. A kocsit Aruna, a hajnalpír hajtja. Általában hét ló húzza a kocsit, Nevük a szanszkrit költészet metrikájára utal: Gayatri, Brihati, Ushnih, Jagati, Trishtubha, Anushtubha és Pankti.
Visnu tizedik megtestesülése Kalki, aki a kálijuga végén eljön igazságot tenni. Fehér lóként, vagy a Devadatta nevű fehér ló lovasaként ábrázolják. Tamil Naduban szintén fehér lovon lovagol az Aiyanar dél-indiai védőisten, és Ayyappan is fehér lovon ül. Mindketten a néphit szellemeiből váltak hindu istenekké. A néphit további védőszellemeket is számon tart, akik ló alakban jelennek meg. Kubera, a gazdagság nagy hasú istene különböző hátasokat birtokol, köztük lovat is. Hayagriva Visnu avatárja lófejű ember alakjában, a tudás isteneként. Tumburu, az égben zenélő Gandharvák vezetője szintén lófejű.
Keshi a Bhagavatapurana szerint ló alakú démon, aki Visnut hordozta. A Ras lila vallási táncdrámában Krisnát szép tehénpásztor-lányokkal, de főként kedvesével, Radhával mutatják be. Amikor Krisna beszállna a kocsijába, a lányok kivesznek egy kereket, és a kocsi összedől. A darabban a lányok egy lótestet alkotnak, amire Krisna felül. A női testekből összeállt lótestek számtalan változatban megjelennek az indiai lírában, és a miniatúrafestészetben is.

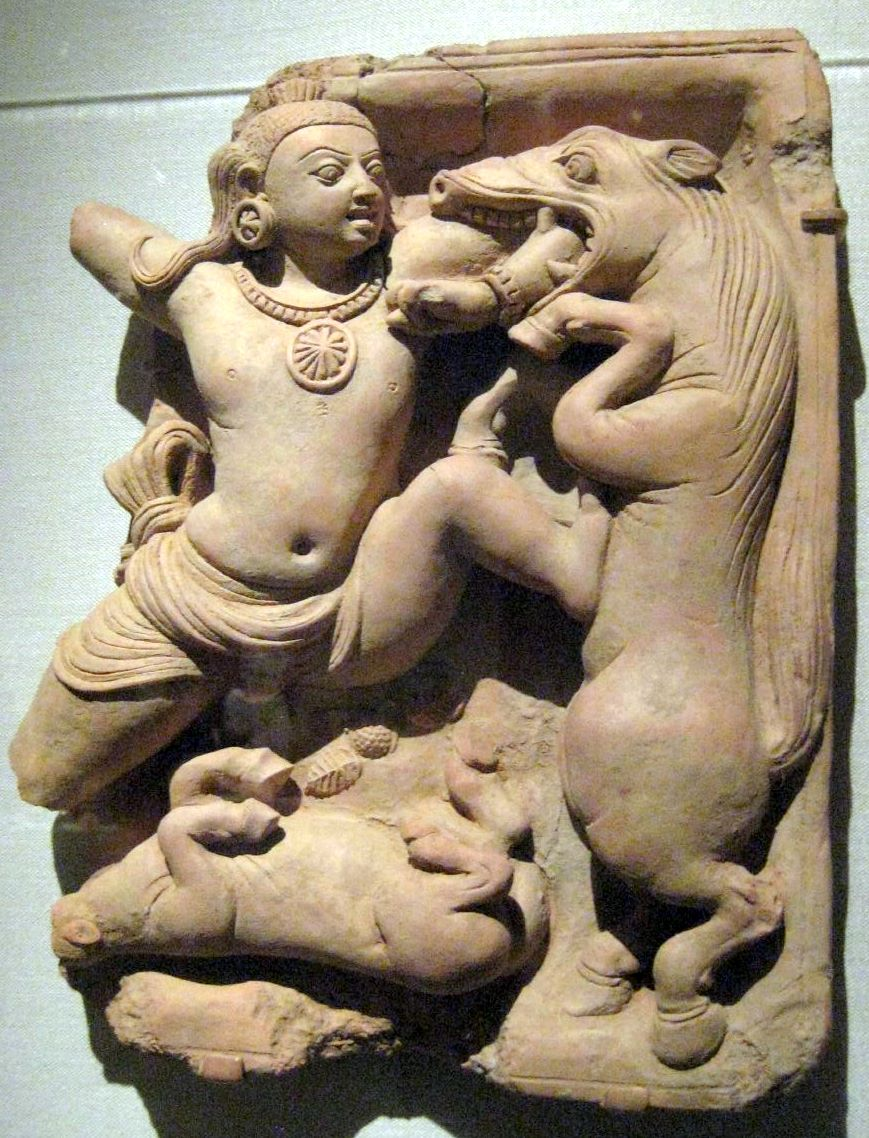
Krisna megöli Keshi lódémont. Terrakotta relief a Gupta Birodalomból. Uttar Pradesh, India

A Mahábhárata című eposzban felbukkan egy bizonyos Galava, aki egy mitikus bölcs (Rishi), Vishvamitra tanítványa. Miután befejezte tanulmányait, a mester 800 fehér lovat kér, amiknek fekete a füle. Kalandos úton, Garuda istenmadár és több király segítségével sikerül őket összegyűjteni és átadni.
A buddhista hagyományok szerint Gautama Sziddhártha, a későbbi Buddha kedvenc lova Kanthaka, egy fehér, okos csődör volt, ami minden kalandjában segítette. Amikor titokban elmenekült a palotából, akkor is rajta lovagolt. Emiatt a felnyergelt, de lovas nélküli ló a halál szimbóluma a buddhizmusban. Ezzel magyarázhatók a Pakisztánban és a Felső-Indus szakaszán látható sziklarajzok. A ló a dolgok rejtett természetét tükrözi, és elpusztíthatatlanságot jelképez.
A régi közép-ázsiai tengrizmus hitrendszerben a sámáni hagyományban a szélló elképzelése az emberi lelkierőt és lelket ábrázolja. A ló lélekvezető, és szimbolizálta a világmindenséget is, például a hátából nőtt ki a világfa. Koponyájának varázserőt tulajdonítottak.
A kínai hagyományokban az egyszarvú Csi-lin mellett a Longma nevű sárkányló áll. A ló a kínai naptár hatvanéves ciklusának tagja, és a tizenkét földág egyike.
Néhány taoista templomot Hongkongban, Tajvanon és Vietnámban Quan Congnak, a kínai hadvezérnek ajánlottak, aki a három királyság korában élt (198–249). Oltárképe egy életnagyságú fehér falóval a templom előterében a hatalmat jelképezi. Csin Si Huang-ti Kr. e. 210-ből feltárt temetkezését többezres agyaghadsereg vigyázta harci lovakkal és szekerekkel. A sírmellékletek a császár hatalmát fejezték ki.

## Fordítás
- Ez a szócikk részben vagy egészben  a   Hauspferd című német Wikipédia-szócikk fordításán alapul.  Az eredeti cikk szerkesztőit annak laptörténete sorolja fel. Ez a jelzés csupán a megfogalmazás eredetét és a szerzői jogokat jelzi, nem szolgál a cikkben szereplő információk forrásmegjelöléseként.
- Ez a szócikk részben vagy egészben  a   Horse című angol Wikipédia-szócikk fordításán alapul.  Az eredeti cikk szerkesztőit annak laptörténete sorolja fel. Ez a jelzés csupán a megfogalmazás eredetét és a szerzői jogokat jelzi, nem szolgál a cikkben szereplő információk forrásmegjelöléseként.